# Henry Fielding
Vous lisez un « article de qualité » labellisé en 2015.
Pour les articles homonymes, voir Fielding.
Œuvres principales
- Shamela (1741)
- Joseph Andrews (1742)
- Jonathan Wild (1743)
- Histoire de Tom Jones, enfant trouvé (1749)
- Amelia (1751)

Henry Fielding, né le 22 avril 1707 à Sharpham Park près de Glastonbury, dans le Somerset (Angleterre), et mort le 8 octobre 1754 à Lisbonne, est un dramaturge, poète, essayiste et romancier anglais.
Fielding fréquente le Collège d'Eton puis l'université de Leyde aux Pays-Bas comme étudiant en lettres.
Pendant de longues années, il se consacre au théâtre et ses pièces font bientôt de lui l'un des dramaturges les plus célèbres de la capitale britannique. C'est seulement en 1741 qu'il entre en fiction avec Shamela, parodie du très populaire Paméla ou la Vertu récompensée (1740-1741) de Richardson, puis avec Joseph Andrews.
L'ironie est souveraine chez Fielding, en harmonie avec l'époque, l'âge d'or du genre. Ce style bien particulier, parfois appelé « oblique », vise autant l'auteur que son narrateur, ses lecteurs et ses personnages. Tous les procédés techniques sont utilisés selon une savante rhétorique qu'appuie une solide érudition classique, encore que des erreurs de citations soient parfois commises, mais à dessein, pour mieux taquiner le lecteur inattentif quelques chapitres plus loin.
Il existe de multiples facettes à la personnalité de Fielding, à sa carrière, à son œuvre. Personnage important dans le Londres de la première moitié du XVIIIe siècle, tant par ses activités de magistrat que par ses publications, il n'a vécu que quarante-sept ans, a connu la misère et la gloire, le bonheur et le deuil, la calomnie et le panégyrique. Il a été attaqué, vilipendé, censuré et encensé, mais il a vécu avec la certitude qu'il serait reconnu par la postérité en tant qu'écrivain, comme cela a été effectivement le cas : Walter Scott l'a appelé « le père du roman anglais » (« the father of the English novel ») et son meilleur livre, Tom Jones, figure parmi les chefs-d'œuvre de la littérature britannique.

## Vie de Henry Fielding
Son père, Edmund Fielding, est lieutenant-colonel dans l'armée de la reine Anne et a servi avec honneur pendant les guerres contre la France. Sa mère, Sarah, est la fille de Sir Henry Gould, l'un des meilleurs juristes de son temps. C'est au manoir de Sir Henry, Sharpham Park dans le Somerset, qu'est né Fielding le 22 avril 1707. Henry est suivi de Catherine, Ursula, Anne (décédée à trois ans), Sarah, Beatrice et Edmund. Peu avant sa mort en 1710, Sir Henry Gould achète une importante ferme dans le village de East Stour, comté de Dorset, où les enfants Fielding vivent leur première enfance.

### Adolescence et jeune maturité
En 1718, juste avant le onzième anniversaire de Fielding, sa mère meurt et à peine un an plus tard, Edmund Fielding se remarie. La rumeur, qui veut que les enfants soient maltraités, incite Lady Gould à en réclamer la garde, ce qui lui est accordé au bout de deux années d'une âpre procédure.
Henry, garçon fougueux désormais en tête à tête avec deux vieilles femmes, Lady Gould et sa sœur qui ont déménagé à Salisbury, ne semble pas avoir contesté la décision du tribunal. Il est élève à Eton College, ce qui lui convient à en juger par ses essais de traduction d'Aristophane et de Lucien, et aussi par la solidité des amitiés qu'il y lie avec George Lyttelton, Charles Hanbury Williams et William Pitt l'Ancien. Les vacances se passent à Salisbury, petite ville de 8 000 habitants. La gentry locale a plusieurs enfants du même âge que les jeunes Fielding et des rencontres se font avec James Harris, futur auteur d'un traité grammatical, et Arthur Collier avec lequel Fielding a plus tard quelques déboires financiers. L'été de 1725 voit l'adolescent errer d'une ville à l'autre, à Lyme Regis en particulier, où Fielding crée un scandale en tentant d'enlever une de ses cousines éloignées aussi riche que belle, Sarah Andrews (peut-être modèle partiel de Sophia Western dans Tom Jones), puis Londres en 1726, où il est accusé d'avoir violenté une domestique de son père.

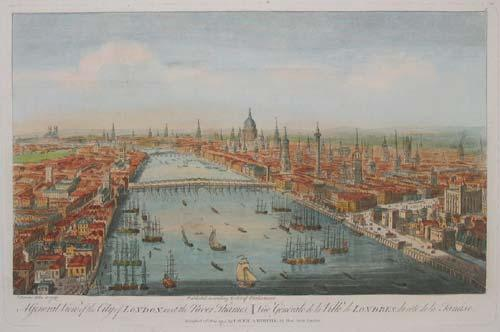
Vue de Londres depuis l'Est en 1751, par T. Bowles.

Il lui faut choisir une profession, car les Gould ne vivent pas dans l'opulence et Edmund, qui a assuré les frais de scolarité et verse toujours une petite rente, perd beaucoup au jeu. De plus, sa deuxième épouse, décédée depuis peu, lui a donné six autres fils.
Désormais fixé à Londres en 1727, Fielding opte pour l'écriture. Sa première publication est un pamphlet avec deux poèmes, intitulé Le Couronnement, Poème et Ode à l'anniversaire (The Coronation, A Poem, and an Ode on the Birthday),. Puis, il fait une entrée réussie au théâtre avec Love in Several Masques,. Bientôt cependant, regrettant de n'avoir pas terminé ses études, il s'inscrit à l'université hollandaise de Leyde (Leiden) où il reste dix-huit mois, puis s'en revient à la scène londonienne.
Il a trouvé une petite salle où donner sa deuxième pièce The Temple Beau en 1731. La troisième, The Author's Farce, est jouée au théâtre du petit Haymarket sous la signature de Scriblerus Secundus, ce qui aligne l'auteur sur les satiristes Swift, Pope et Gay, qui ont fondé cette association. Fielding séduit le public avec des adaptations de Molière et des pièces satirico-comiques comme Tom Pouce et La Tragédie des tragédies qui sont jouées dans la rue pour les foires ou les fêtes.

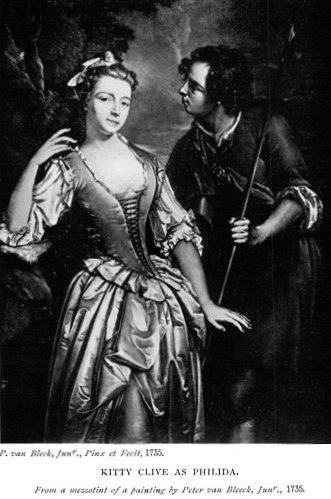
Kitty Clive dans le rôle de Philida.
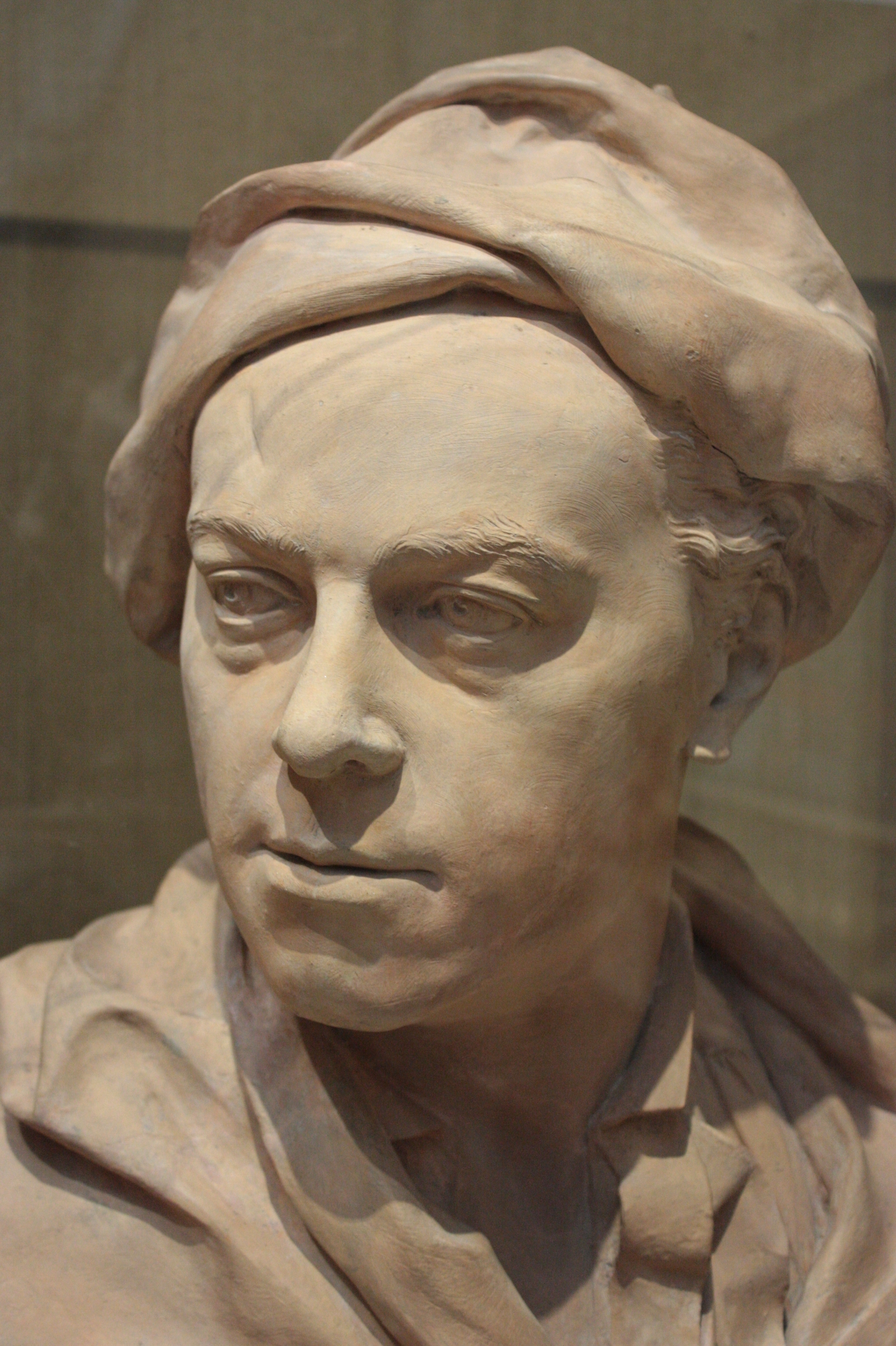
William Hogarth, par Louis François Roubillac (1741).
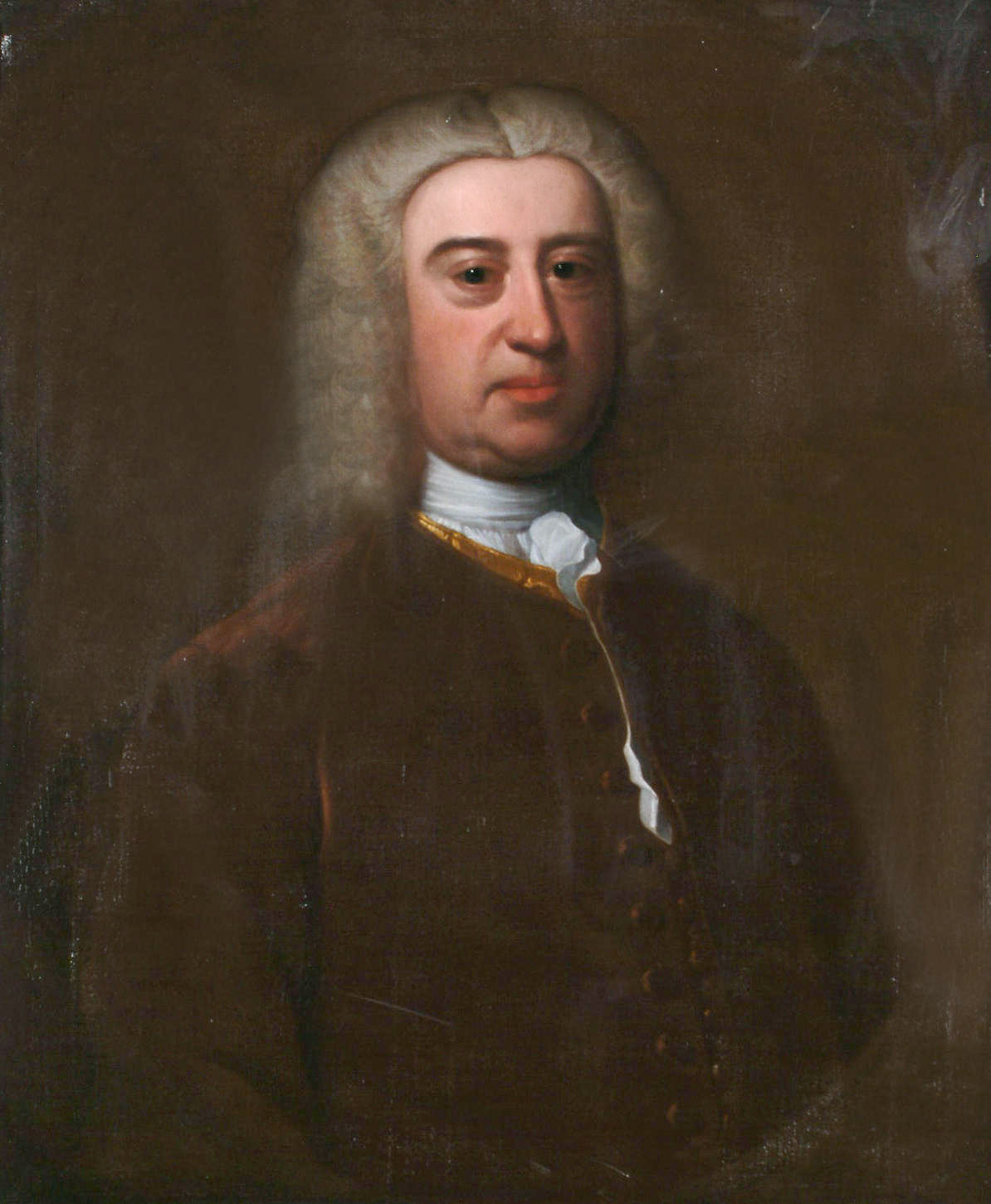
James Harris, ami et biographe (non publié) de Fielding.
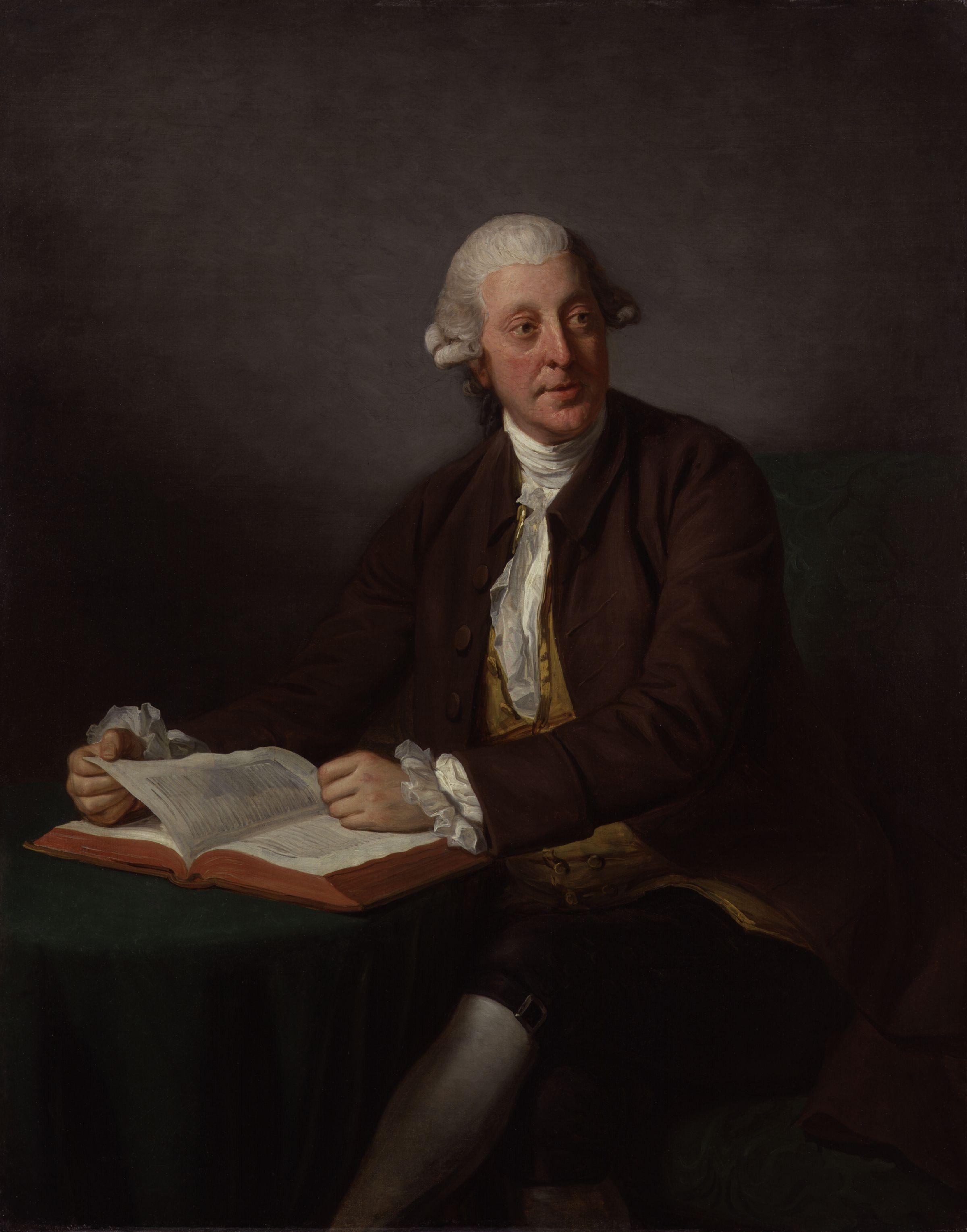
Arthur Murphy, premier biographe de Fielding, par Nathaniel Dance (futur Sir Nathaniel Dance-Holland).

Fielding collabore avec des acteurs célèbres comme James Quinn ou Kitty Clive, mais aussi l'écrivain James Ralph et surtout le peintre William Hogarth auquel il voue une grande admiration. Sa personnalité s'impose parmi les cercles intellectuels. James Harris écrit en 1750 dans une biographie inédite : « Son génie était perçant, vivant, docile, capable de sérieux comme de ridicule ; ses passions étaient véhémentes et allaient vite jusqu'à l'excès. De sa personne, il était fort, imposant, capable de gros efforts ; son visage manquait de beauté mais l'œil était pénétrant, particulièrement à chacune de ses saillies d'esprit ou de colère,. » Son premier biographe officiel, Arthur Murphy, tout en insistant sur le physique imposant et robuste de cet homme qui mesure plus de six pieds, et louant son esprit, sa gaieté et sa bonne humeur, son tempérament « fait pour les réjouissances », regrette qu'il se soit « lancé sans retenue dans une carrière de dissipation », — dissipation, précise-t-il, qui comprend vraisemblablement des escapades sexuelles.
De fait, Fielding aime trop le tabac, l'alcool et la bonne chère.

### La vie conjugale et la reconversion
Depuis la fin des années 1720, Fielding écrit des poèmes d'amour à une certaine Celia de Salisbury, sans doute Charlotte Craddock qu'il épouse clandestinement en 1734 près de Bath,. Plus tard, il écrit qu'elle est « celle qui m'apporte le robuste réconfort de ma vie »,,.

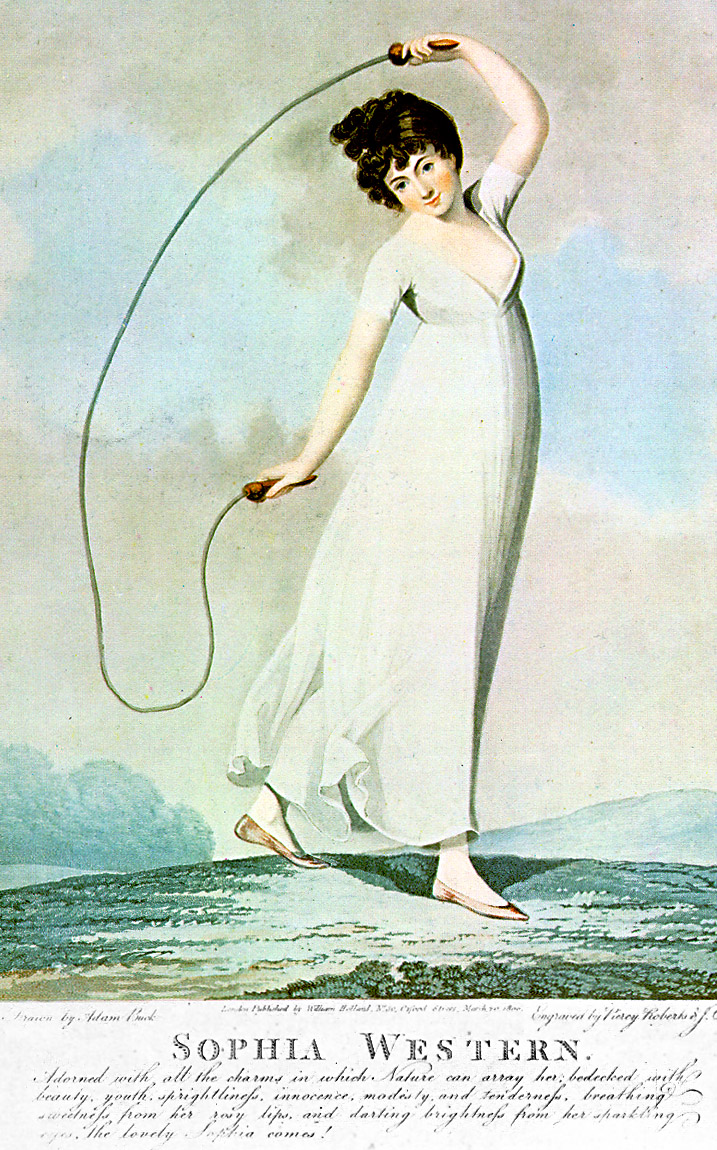
Sophia Western, vue par J. C. Stadler et Piercy Roberts, d'après Adam Buck en 1880.

L'héroïne de Tom Jones, Sophia Western, doit, de son propre aveu, beaucoup à Charlotte Craddock : « […] par-dessus tout, elle ressemblait à celle dont l'image ne sortira jamais de mon cœur, et si tu te souviens d'elle, mon ami, tu auras alors une juste idée de Sophia », et son portrait donne l'impression, écrit Gerould, que Charlotte a posé pour son mari.
Charlotte a apporté une dot très importante pour l'époque, encore arrondie par l'héritage de sa mère décédée en 1735. Fielding lui-même gagne beaucoup d'argent avec ses pièces auxquelles il ne travaille pas beaucoup. Qu'il ait été dépensier est évident, tant est rapidement gaspillée la petite fortune de son épouse, alors que les naissances se succèdent et que la pauvreté guette la famille.
En 1737, le Stage Licensing Act, qui soumet chaque pièce à la censure du lord-chambellan, met fin à sa carrière de dramaturge. Cette réaction politique est considérée comme une manœuvre ad hominem, les principales cibles étant John Gay et Henry Fielding, dont les pièces comiques, par exemple la série de divertissements Pasquin, visent en priorité le premier ministre Robert Walpole.
Les comptes de Fielding se trouvent vite à sec et il est contraint de prendre une décision draconienne : à trente ans, il redevient étudiant et se tourne vers le droit. James Harris rapporte que Fielding travaille « comme une bête » (like a drudge) pour assimiler le corpus des lois et de la jurisprudence. En 1740, il reçoit son diplôme de magistrat et est aussitôt chargé, en qualité de barrister, du « circuit-ouest », s'étendant de Salisbury à Bath (où il rencontre son ami Ralph Allen), mais ses émoluments restent maigres et c'est grâce à ses activités de journaliste politique, surtout pour son magazine The Champion, fondé en 1739, qu'il réussit à ne pas sombrer dans la pauvreté. Walpole reste la cible de choix, sape poursuivie dans des pamphlets pour la plupart anonymes. Fielding traduit aussi une biographie du roi de Suède Charles XII et revient brièvement à la scène avec Miss Lucy à la ville en collaboration avec David Garrick.

### Première fiction et décès de Charlotte
Vers 1740, il s'essaie à la fiction en prose, encouragé par l'immense succès de Pamela de Richardson, qu'il parodie aussitôt avec Shamela (1741). Cet ouvrage est bientôt suivi par Joseph Andrews (1742), récit « à la manière de Cervantès », lui aussi parodique mais œuvre autonome en soi. Puis vient Jonathan Wild le Grand publié avec un recueil de poèmes, des pièces et des essais publiés dans trois volumes de Miscellanies en 1743. Dans la préface aux Miscellanies, Fielding fait quelques confidences concernant sa vie privée : corps perclus de goutte, perte d'un enfant, maladie de son épouse, difficultés d'argent.

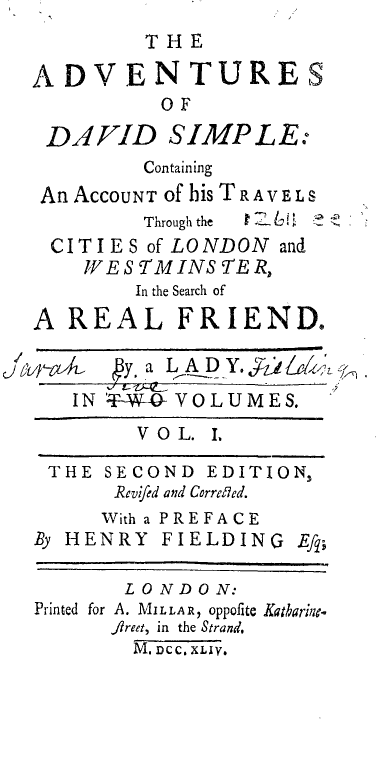
Page-titre du roman de Sarah Fielding.

Charlotte meurt en novembre 1744, et le chagrin de Fielding est tel que ses amis craignent qu'il n'en perde la raison. Il se rapproche de sa troisième sœur, Sarah Fielding, auteur en 1744 des Aventures de David Simple auquel il a prêté la main, comme il le fera pour le deuxième opus, Familiar Letters between the Principal Characters in 'David Simple' and Some Others (1747). Pendant toute cette douloureuse période, James Harris, son ami grammairien, se tient très près de Fielding qui poursuit sa carrière judiciaire et de journaliste politique. L'époque est trouble : Charles Edward, alias Bonnie Prince Charlie, a débarqué en Écosse en 1745 pour renverser le régime en faveur de son père avec l'aide des Français, et sa marche vers le sud le conduit jusqu'au cœur des Midlands où il est arrêté à la bataille de Culloden. Fielding publie nombre d'articles en faveur du régime dans The True Patriot et The Jacobite's Journal. Robert Walpole, avec qui Fielding a fait la paix après son pamphlet The Opposition, est mort en 1745 après s'être enfin retiré, et nombre d'amis de Fielding sont aux commandes de l'État.
En novembre 1747, Fielding épouse Mary Daniel, la domestique de Charlotte, déjà enceinte de six mois, qui lui donne cinq enfants pendant les six années de leur union. Il l'évoque plus tard avec affection,, mais le mariage fait scandale. Horace Walpole, le plus jeune fils de l'ancien premier ministre, par exemple, commet un méchant petit épigramme à peine voilé. Pour augmenter ses revenus, Fielding s'occupe d'un spectacle de marionnettes, mais vers 1748, Lyttleton lui vient en aide et il est nommé juge de paix pour Westminster, puis le Middlesex. En 1749 paraît Histoire de Tom Jones, enfant trouvé commencé au milieu des années 1740 et dédicacé à son vieil ami.

### Le juge de paix

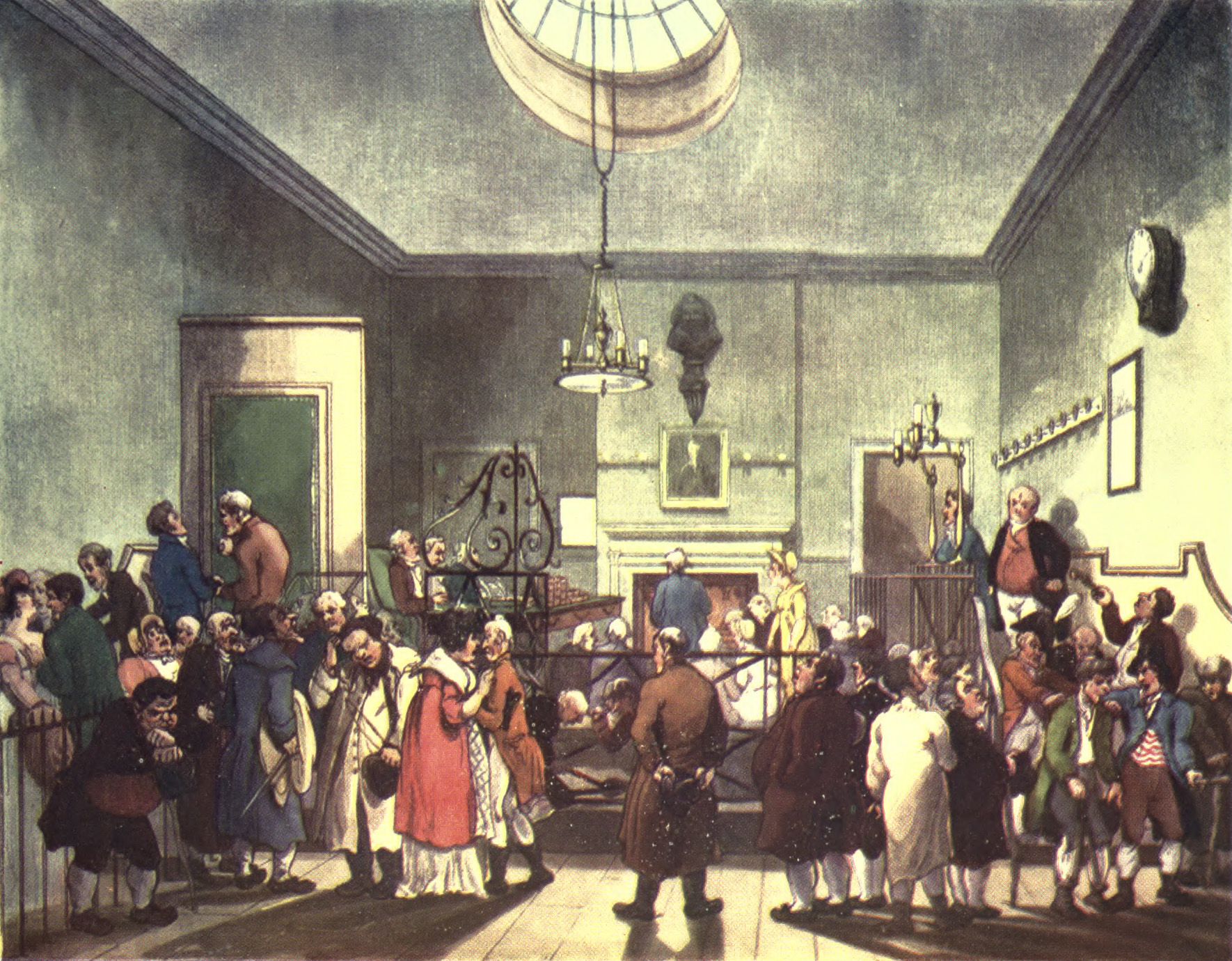
Le tribunal du 4 Bow Street (Rowlandson et Pugin, 1808).

Dans le petit monde de l'intelligentsia londonienne, Fielding est alors un personnage important mais non sans ennemis, qui mettent à profit sa nomination pour l'accabler, d'autant que Tom Jones connaît un succès sans précédent. Le jeune Tobias Smollett (1721–1771), en particulier, écrit dans Peregrine Pickle (1751), en l'accusant d'être un marchand de justice,.
Les juges de paix sont chargés de faire prévaloir la loi, de lutter contre l'alcoolisme, d'enquêter sur les actes de délinquance et de veiller à l'ordre public, charges considérées comme peu gratifiantes car bénévoles, leur seule rémunération provenant de pots-de-vin dits « émoluments divers » (fees of various kinds), ce qui attise convoitise et suspicion. L'attaque de Smollett est injuste : Fielding refuse toujours la moindre forme de corruption et se consacre à sa tâche avec intégrité et talent,. Son mérite principal consiste à former une unité de huit policiers intègres, « les hommes de Mr Fielding », embryon de la Metropolitan Police. Fielding rédige aussi des pamphlets proposant des réformes sur la délinquance et la pauvreté, mais leurs préconisations ne peuvent être mises en œuvre en raison de la chute du gouvernement.
Ses transactions avec les politiciens en place lui attirent de nombreuses critiques, mais il existe un consensus pour assurer que son action s'est avérée bénéfique. Pourtant, son jugement n'est pas toujours infaillible : en témoignent deux affaires retentissantes, celle de Bosavern Penlez en 1749 et celle d'Elizabeth Canning en 1753.

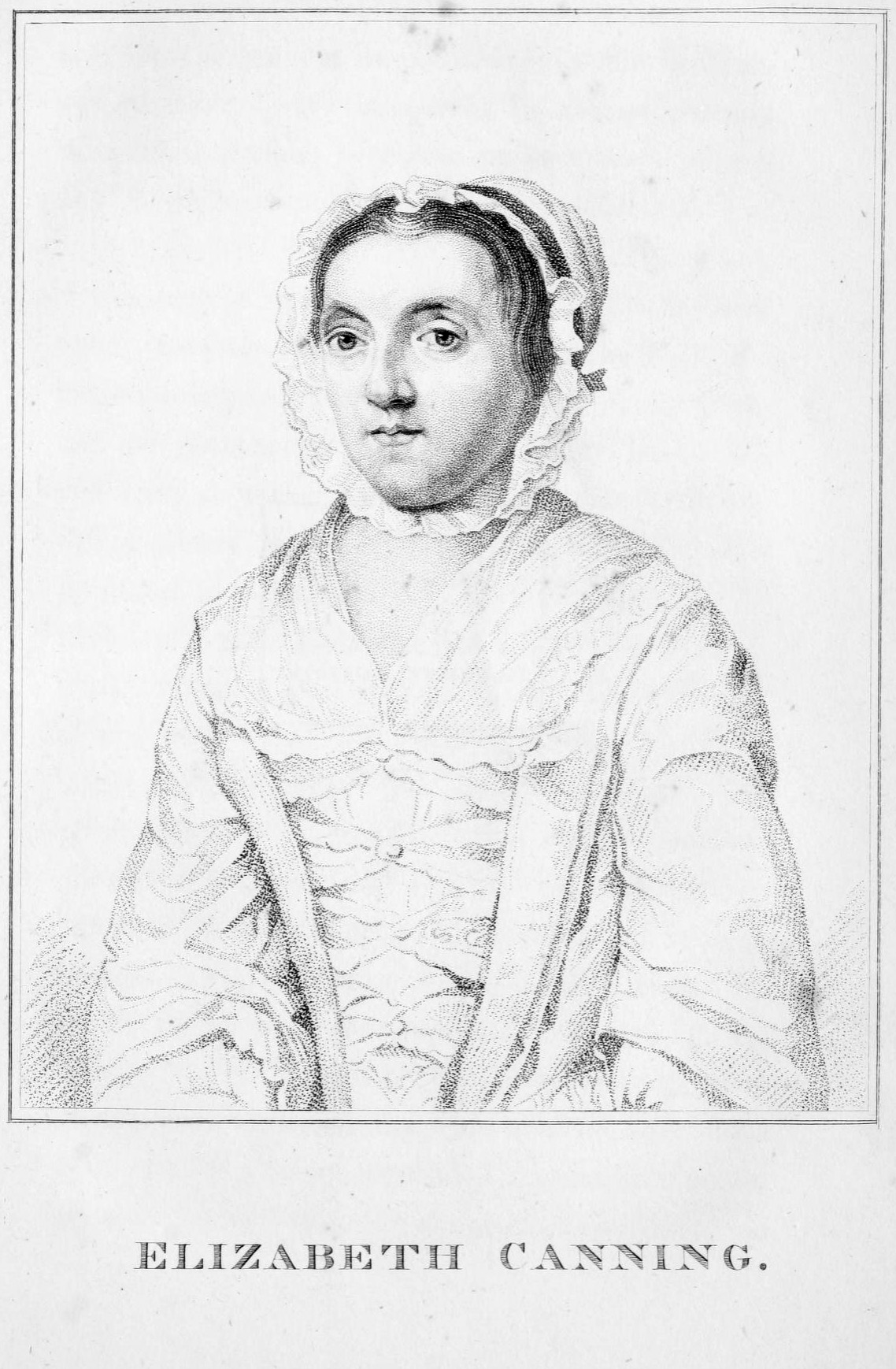
Elizabeth Canning, vers 1820.

La première s'avère tragique : trois marins en goguette victimes de vols dans un bordel, devant le refus du propriétaire de les indemniser, ameutent leurs camarades ; l'endroit est mis à sac et incendié. Les jours suivants, une foule incontrôlée parcourt les rues en menaçant de détruire toutes les maisons de tolérance et autres édifices. Fielding prend l'affaire en main dès son retour à Londres et requiert la force armée pour réprimer les troubles. Nombre de manifestants et de pillards sont arrêtés, parmi lesquels le jeune perruquier Bosavern Penlez (ou Penley), trouvé ivre et en possession d'étoffes pour femmes fourrées sous sa chemise. Fielding ordonne son procès ; le tribunal le déclare coupable, or le vol est alors passible de la peine de mort. Dès que le public apprend le verdict, une campagne de protestation est mise en œuvre pour que sa peine soit suspendue et commuée. En vain : Penlez est pendu en compagnie de quatorze autres condamnés à Tyburn le 18 octobre 1749.
Fielding devient alors la cible de critiques si acerbes que pour se justifier, il fait paraître un pamphlet sur l'affaire : A true State of the Case of Bosavern Penley, who suffered on account of the late Riot in the Strand,,. Bosavern Penlez devient vite une légende : des poèmes sont écrits sur lui, presque tous chantant son martyre.
Dans la seconde, une servante de dix-huit ans, Elizabeth Canning, disparaît le 1er janvier 1753 pendant presque un mois. Lorsqu'elle revient chez sa mère dans la Cité de Londres, elle est amaigrie. Un mandat d'arrêt est émis contre Susannah Wells, la femme qui occupait la maison dans laquelle elle a été séquestrée. Elizabeth identifie Mary Squires comme l'un de ses ravisseurs. D'autres arrestations suivent, plusieurs dépositions sont enregistrées. Susannah Wells et Mary Squires sont déclarées coupables, Mary Squires inculpée de vol, donc passible de la peine de mort.
Au cours de cette affaire et de ses multiples rebondissements, Fielding prend aussitôt le témoignage sous serment d'Elizabeth, laquelle l'impressionne par sa modestie et ses bonnes manières. Il adresse donc un avertissement aux Wells et fait interpeller Virtue Hall, fille de Mary Squires, et Judith Natus, présente dans la maison au moment des faits, les Squires ayant pris la fuite. Bien qu'il se dise fier de son équité en matière de rendu de justice, en interrogeant Virtue Hall, Fielding exerce sur elle une sorte de chantage à la peur. Les témoignages de Virtue Hall et d'Elizabeth Canning se recoupant, il se préoccupe des autres protagonistes de l'affaire puis, croyant en avoir terminé, quitte Londres. À son retour, il apprend que plusieurs noble lords ont tenté de le joindre. En fait, l'affaire a basculé : de nouveaux témoignages, des confrontations exonèreraient les accusées. En particulier, le témoignage de Virtue Hall est contesté : intimidée lorsqu'elle comparaissait devant Fielding, elle aurait été poussée par l'insistance du magistrat à dire ce qu'il voulait entendre. Du coup, Elizabeth Canning se retrouve sur le banc des accusés, soupçonnée de parjure par le juge de première instance et lord-maire de Londres, Crisp Gascoyne, persuadé que le verdict est infondé.

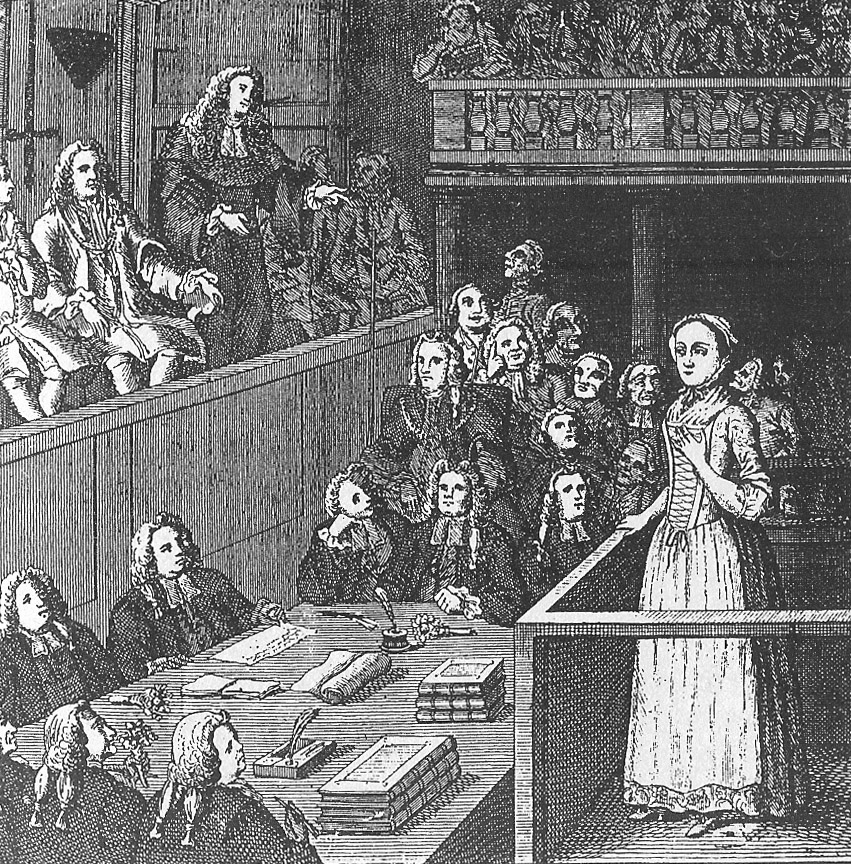
Dessin d'époque montrant Elizabeth Canning lors de son procès.

Fielding se voit mis à mal par la presse, en particulier The London Daily Advertiser. Il réagit en faisant amener la jeune femme chez lui à Bow Street pour obtenir d'elle la vérité. Satisfait de sa version des faits, il rédige sur le champ la Déclaration éclairée de l'affaire Elizabeth Canning dans laquelle il loue sa vertu et attaque ses détracteurs. La réplique est immédiate, John Hill ridiculisant ce pamphlet en des termes virulents. À ce stade des polémiques, Fielding cesse de prendre part aux débats. Finalement, Elizabeth Canning sera condamnée à un mois de prison et à sept années de déportation pénale en Amérique britannique.

### Les dernières années
Fielding s'est constamment efforcé de renflouer ses finances. En 1749, il crée avec son frère le Universal Register Office, à la fois bureau de recrutement, agence immobilière, magasin d'antiquités et organisme de conseil en placements, qui trouve sa place au sein de l'éphémère The Covent-Garden Journal. Il n'a que quarante-trois ans, mais abattu par des deuils répétés, exténué par des tâches qui lui sont de plus en plus pénibles, miné par la goutte, l'asthme, la jaunisse et ce qu'on appelle alors la dropsie, sa santé s'est délabrée. Après le rude hiver de 1753, il décide de partir au soleil, transmet sa charge à son frère John et s'embarque le 26 juin 1754 pour Lisbonne. La traversée est rude, car il est quasi impotent, doit être hissé à bord avec un treuil et, à l'arrivée, descendu à terre de la même façon ; sa seule distraction aura été, outre la rédaction de la première partie de son récit du voyage, de réaliser pendant le voyage un portrait du commandant et de son épouse.
À Lisbonne, Fielding n'a plus de forces et s'éteint le 8 octobre 1754. Il repose au cimetière anglais. Son dernier opus, Le Journal d'un voyage de Londres à Lisbonne, chronique à la fois humoristique et pathétique racontant son odyssée maritime alors que son corps est en décomposition, paraît en 1755 à titre posthume.

## La production théâtrale
La production théâtrale de Fielding peut être classée en deux périodes, l'une allant de 1727 à 1732, la plus féconde, puis une autre de 1732 à 1737, de plus en plus politique, avec en particulier The Historical Register de 1736.

### Les premières pièces

#### 1727-1728
Love in Several Masques (« L'Amour sous plusieurs masques ») date du 16 février 1728 et ne fut jouée que quatre soirées. Don Quixote in England (« Don Quichotte en Angleterre »), classée comme deuxième pièce n'a été terminée et produite qu'en 1734. The Wedding Day (« Le Jour du mariage »), commencée à Leyde s'est vue refusée et n'a été publiée et mise en scène qu'en 1743 par David Garrick.

#### 1729–1730
The Temple Beau (« Le Dandy du temple »), quatrième pièce, a été écrite d'avril à décembre 1729. D'abord rejetée, elle a été montée dans une nouvelle salle et jouée pendant treize soirées. The Author's Farce and the Pleasures of the Town (« La Farce de l'auteur, ou Les Plaisirs de la ville »), cinquième pièce, est interprétée en mars 1730 avec succès ; son troisième acte est un spectacle de marionnettes moquant le théâtre et la communauté littéraire. Elle introduit le personnage d'auteur Harry Luckless et est signée Scriblerus Secundus. La sixième pièce, Tom Thumb (« Tom Pouce »), a été ajoutée à la neuvième représentation de The Author's Farce le 24 avril 1730, puis incorporée à d'autres productions, enfin transformée en The Tragedy of Tragedies (« la Tragédie des tragédies »). L'édition imprimée comporte notes, préfaces et prologues, annotations diverses, etc.. La septième pièce, Rape upon Rape; or, The Justice Caught in His Own Trap (« Viol après viol, ou la justice prise à son propre piège »), comédie en cinq actes, est jouée le 23 juin 1730 et reprise pendant huit soirées ; renommée ensuite The Coffee-House Politician (« le Politicien du café »), elle s'est vue constamment réadaptée pour suivre l'actualité politique.

#### 1731

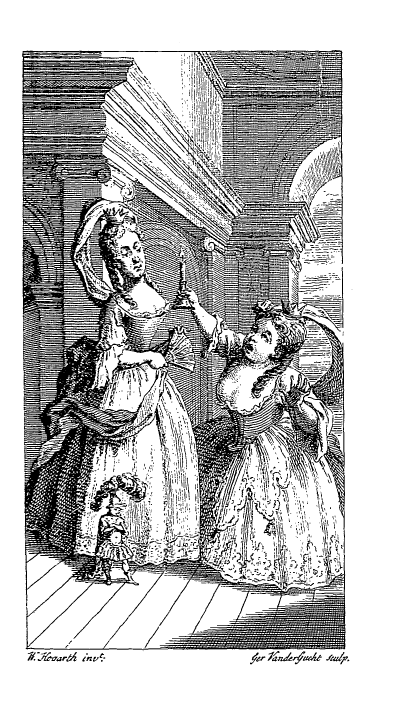
Frontistpiece de The Tragedy of Tragedies par Hogarth.

The Tragedy of Tragedies (« La Tragédie des tragédies ») a été jouée pour la première fois le 24 mars 1731 ; sa satire porte sur la langue et le style tragiques. The Letter Writers Or, a New Way to Keep a Wife at Home (« Les Correspondants, ou Nouvelle manière de garder une femme chez soi »), neuvième pièce, un semi-échec, a été remplacée le 22 avril 1731 par The Welsh Opera (« L'Opéra gallois »). Cette dixième pièce a eu une belle carrière, puis s'est vue transformée en The Grub-Street Opera (« L'Opéra de Grub-Street ») après une répétition en mai 1731. Il est vraisemblable que la nouvelle version n'a jamais été jouée en raison d'une intervention gouvernementale, car, outre sa satire du théâtre, elle brocarde le gouvernement tout comme l'opposition.

#### 1732

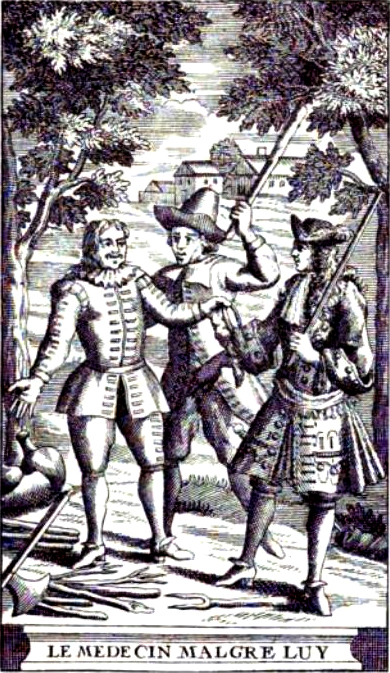
Le Médecin malgré lui, Sganarelle face à Valère et Lucas (acte I, scène 5), gravure de 1719.

Après son retour au théâtre royal de Drury Lane, Fielding écrit The Lottery (« La Loterie »), donnée le 1er janvier 1732 avec Cato (« Caton ») d'Addison. Satire de la Loterie, la pièce est reprise quinze fois, puis remaniée en février pour quatorze autres représentations. Rejouée chaque année jusqu'en 1740 et même après 1783, elle compte parmi les plus populaires de Fielding. Treizième pièce, The Modern Husband (« Le Mari moderne ») est jouée le 14 février 1732 et reste à l'affiche treize soirées de suite ; malgré une intrigue assez pauvre, Fielding y dénonce les abus de la loi sur l'adultère. The Old Debauchees (« Les vieux débauchés »), d'abord intitulée The Despairing Debauchee (« Le Débauché au désespoir »), a été jouée avec The Covent-Garden Tragedy (« La Tragédie de Covent-Garden ») le 1er juin 1732 ; reprise six fois, elle est ensuite associée à The Mock Doctor (« Le Faux docteur »). Elle s'inspire de l'affaire Catherine Cadière et du procès du Père Girard, ce jésuite accusé d'avoir fait usage de magie pour séduire la jeune fille et abuser d'elle. Bien que The Covent-Garden Tragedy ait été jouée avec The Old Debauchees, elle ne connaît pas le succès escompté et est vite abandonnée. La seizième pièce de Fielding, The Mock Doctor (« Le Pseudo-médecin »), remplace vite The Covent-Garden Tragedy comme compagne de The Old Debauchees. C'est une adaptation du Médecin malgré lui de Molière : il s'agit d'une affaire de dupes, la jeune héroïne simulant une perte de la parole pour éviter l'homme auquel on veut la marier tandis que le médecin qui la soigne est lui aussi un simulateur. Jouée avec succès le 21 juin 1732, elle est révisée en fin d'année.

#### 1733
Une autre pièce adaptée de Molière est donnée à Drury Lane : The Miser (adaptation de l'Avare) avec la jeune Kitty Clive dans le rôle de la soubrette Lappett. La même année Fielding compose pour compléter cette pièce Deborah: or A Wife for You All, un opéra-ballade destiné à mettre en valeur la voix de Kitty ; cette œuvre, considérée en son temps comme l'une des meilleures écrites par Fielding pour la scène n'a cependant pas été publiée et est aujourd'hui perdue.

### Les dernières pièces
De 1736 à 1737, Fielding s'est détourné de l'humour de ses débuts et s'en prend avec virulence aux structures hégémoniques du théâtre et au gouvernement. Trois pièces, en particulier, attirent la vindicte officielle : The Historical Register for the Year 1736 (« Registre historique de l'année 1736 ») suite de scènes raillant un groupe de politiciens aux décisions arbitraires, Eurydice Hiss'd (« Eurydice sifflée ») ajoutant à la critique, et The Rump (« Le Croupion »), satire amère et mordante non signée, anonymement remise à un acteur irlandais qui, au vu de son contenu sulfureux, la transmet à Walpole, ce qui précipite la loi sur la censure de 1737.

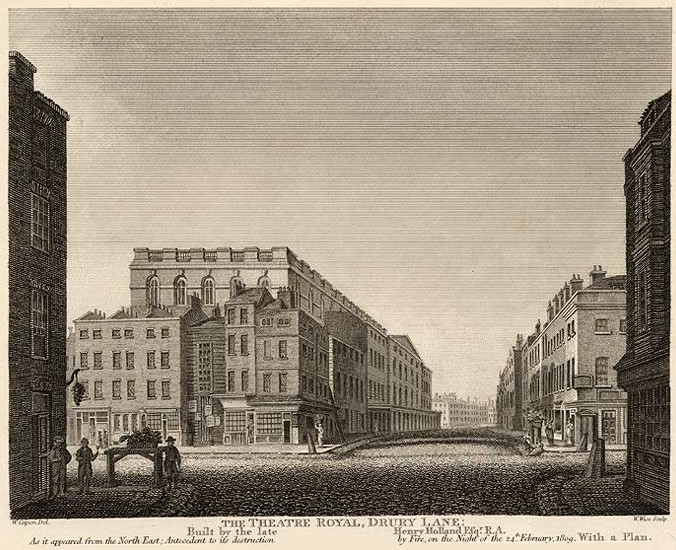
Le Théâtre de Drury Lane en 1809, avant sa destruction par un incendie

### Caractéristiques du théâtre de Fielding
L'élaboration, puis le vote et l'application d'une loi sur la censure visant le théâtre, ont été motivés essentiellement par l'influence sans cesse grandissante des pièces de Fielding, qui traitaient tous les sujets en privilégiant la satire et l'ironie au détriment du gouvernement et singulièrement de son premier ministre Robert Walpole. Cette mesure cause un tort considérable au jeune dramaturge ; elle témoigne aussi, par sa seule existence, de la qualité de son corpus théâtral, tant sur les plans littéraire que politique : un ensemble médiocre serait en effet passé inaperçu et n'aurait en aucune façon pu susciter semblable réaction de la part des plus hautes autorités de l'État.

#### Une mesuread hominem
Le Stage Licencing Act de 1737 a été interprété comme une mesure ad hominem destinée à abattre un homme seul : en effet, c'est bien Fielding qui a grandement contribué à l'irritation gouvernementale. James Harris le laisse entendre lorsqu'il décrit son théâtre : « scènes de fantaisie et d'humour allégoriques, images de la vie, de l'extravagance et de la nature, l'humour à des sommets inimaginables, où se mêlent à l'occasion un mélange de sarcasme et de satire personnelle, concernant nos gouvernants et leurs mesures »,,. James Harris pense à la série Pasquin et à The Historical Register for the Year 1736, mais même dans des pièces plus précoces, des esprits partisans se sont évertués à décoder des allusions incendiaires.

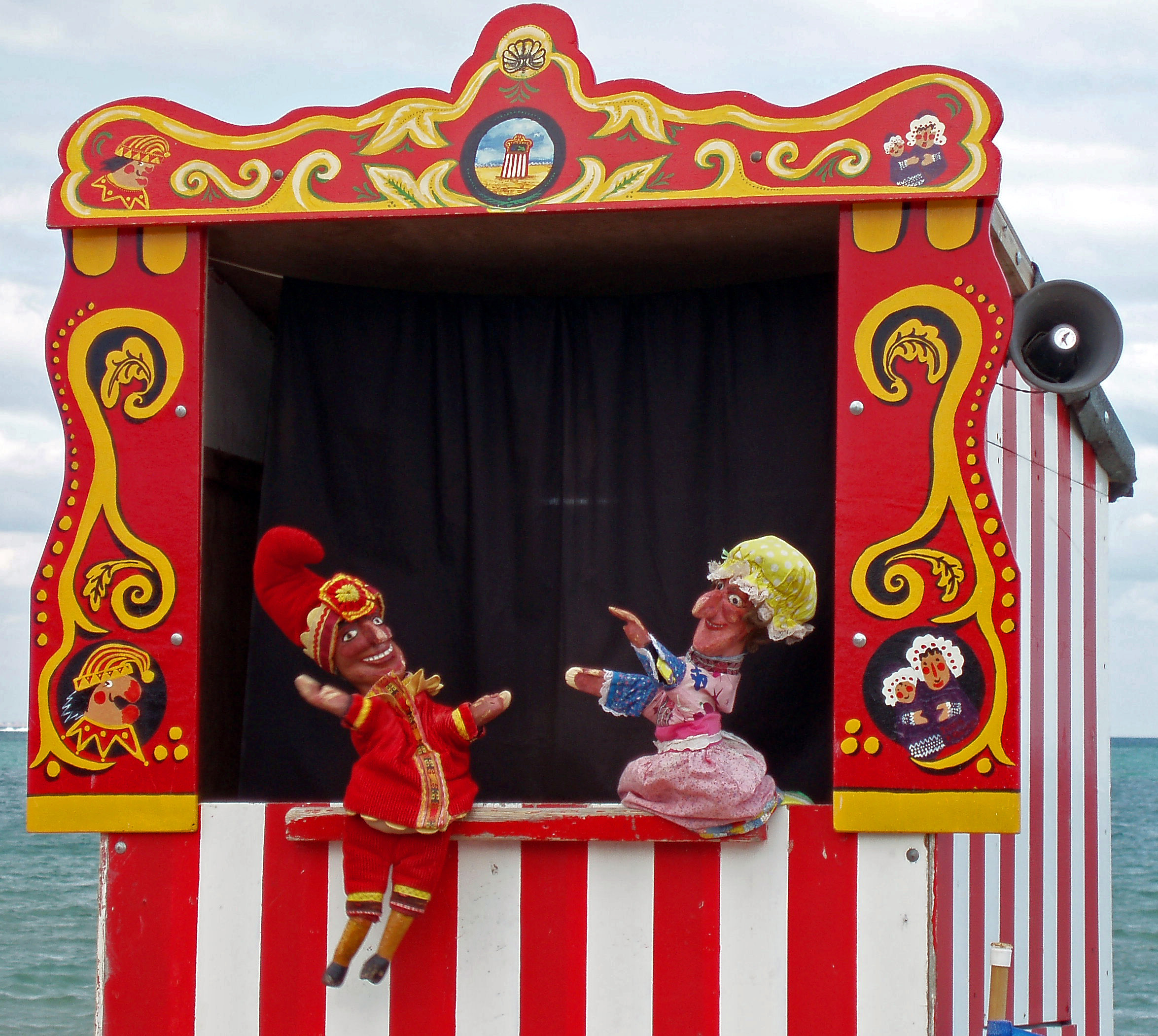
Théâtre de marionnettes de Punch et Judy.

Selon cette optique, les pièces de Fielding auraient été des œuvres d'apprentissage, de peu d'importance au regard de la fiction romanesque, prototypes des procédés scéniques et de l'habileté dramatique qu'elle déploie. Tel n'était pas l'avis de Fielding qui a longtemps fait de sporadiques tentatives pour retourner à la scène, y compris avec un spectacle de marionnettes.

#### La vitalité du théâtre de Fielding
Ses pièces, en effet, dépassent de loin le simple aspect politico-satirique et représentent la force dominante du théâtre en Angleterre pendant sa plus originale décennie : de 1727 à 1737, vingt-neuf opus touchant à tous les genres, y compris l'opéra-ballade, réaction à la prééminence de l'opéra italien sur les scènes d'alors, la pantomime burlesque (mock pantomime), la pièce dite « de répétition » (rehearsal play). Selon R. D. Hume, Fielding a dominé la scène londonienne de 1728 à 1737 comme jamais depuis le règne de Dryden,.

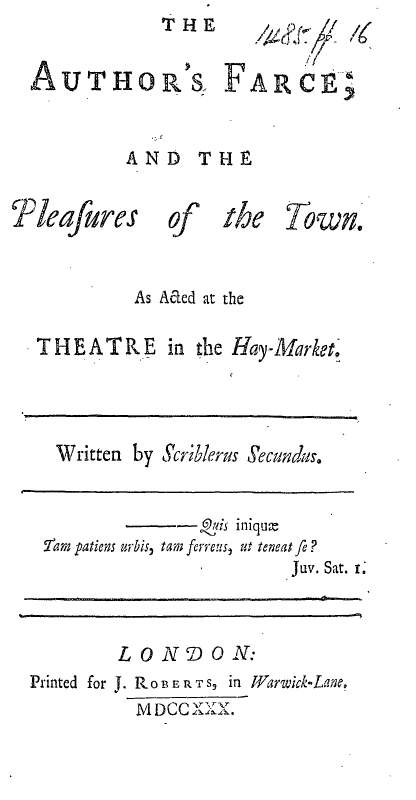
Page-titre de The Author's Farce datée de 1730 (MDCCXXX), avec une citation de Juvénal.

Son expertise professionnelle se manifeste aussi dans l'exploitation exhaustive des ressources offertes par le théâtre, ce qui a incité G. B. Shaw à le comparer à Shakespeare. Capable de toutes les métamorphoses, il adapte son style aux différents publics, ne rédigeant souvent que de brefs canevas destinés à s'enrichir de répétition en répétition au gré des improvisations.

#### Une attitude frondeuse, mais aussi opportuniste
Au départ, Fielding se présente avec modestie comme « Mr FIELDING ». Peu après son retour de l'université de Leyde, MR FIELDING s'efface et « Scriblerus Secundus », parfois associé à « Mr Luckless » (« M. Pas de chance », dans The Author's Farce), prennent le relais en mars 1730 avec une approche satirique digne de Pope, Swift et Gay. Deux pièces représentent au mieux l'ambivalence de la satire fieldienne pendant cette phase « scriblérienne », Tom Thumb (« Tom Pouce ») d'avril 1730 et son extrapolation The Tragedy of Tragedies (« La Tragédie des tragédies ») de mars 1731 : un style pompeusement tragique pour ridiculiser la grandiloquence du genre, associé au nonsense et au burlesque, bouffonnerie encore accentuée dans le texte écrit par de multiples annotations jetées par diverses « persona » de Fielding à la manière de Pope dans Dunciad Variorum (1729).
Lors de la saison 1730-1731, Fielding cesse de se référer au Scriblerus Club et se rapproche du pouvoir, dédiant The Modern Husband (« Le Mari moderne ») au Premier Ministre. Il signe de son nom et annonce son intention de se consacrer à la comédie sérieuse et morale. C'est aussi l'époque des adaptations de Molière avec The Mock Doctor (Le Médecin malgré lui), The Miser (L'Avare), donnés en 1732 et 1733. Pourtant, les pièces qui suivent (The Old Debauchees, The Covent-Garden Tragedy) font ouvertement fi de la bienséance, avec le lupanar en décor, des prostituées et des voyous comme personnages.
En avril 1734 est jouée Don Quichotte en Angleterre par « L'Auteur » qui clame son exigence de liberté et lance ses saillies satiriques aussi bien contre le pouvoir que l'opposition. L'avènement le 5 mars 1736, de Pasquin; A Dramatic Satire On The Times, signée « Henry Fielding, Esq. », prélude à deux saisons où l'imagination se débride, avec un nouveau genre, la répétition de la pièce à l'intérieur de la pièce, reprise d'une formule à succès illustrée en 1671 par La Répétition (The Rehearsal).
Première cible, le théâtre : Tumble-Down Dick; or Phaeton in the Suds réécrit de façon burlesque une pantomime à succès, The Fall of Phaeton; or Harlequin, a Captive (« La Chute de Phaéton, ou Harlequin captif ») de Pritchard. Suivent sous un autre pseudonyme, The Great Mogul (« Le Grand Moghol »), des parodies de John Rich : The Historical Register for the Year 1736 évoque « la platitude, la flagornerie, l'hypocrisie, les fausses promesses, le travail de sape » du monde de la scène,; d'où les railleries ironiques adressées aux gérants et à leurs méthodes.
Deuxième cible, la corruption politique et les abus du pouvoir : les pièces accablent de leur satire une société vouée aux transactions commerciales,, et la farce du pouvoir,. Le dictateur de Drury Lane, Theophilus Cibber, fils de Colley Cibber, n'est que la miniature du maître du théâtre politique de Westminster ; une « Dédicace au public » enfonce le clou, et Fielding programme des pièces résolument opposées au régime telles que l'anonyme A Rehearsal of Kings (« Répétition de rois ») (mars 1737) et même Polly de John Gay, suite de L'Opéra du gueux, interdit depuis 1729. Il est probable qu'il a lui-même écrit The Golden Rump (« Le Croupion doré »), cette farce séditieuse que Walpole utilise comme dernier prétexte pour faire passer sa loi sur la censure.

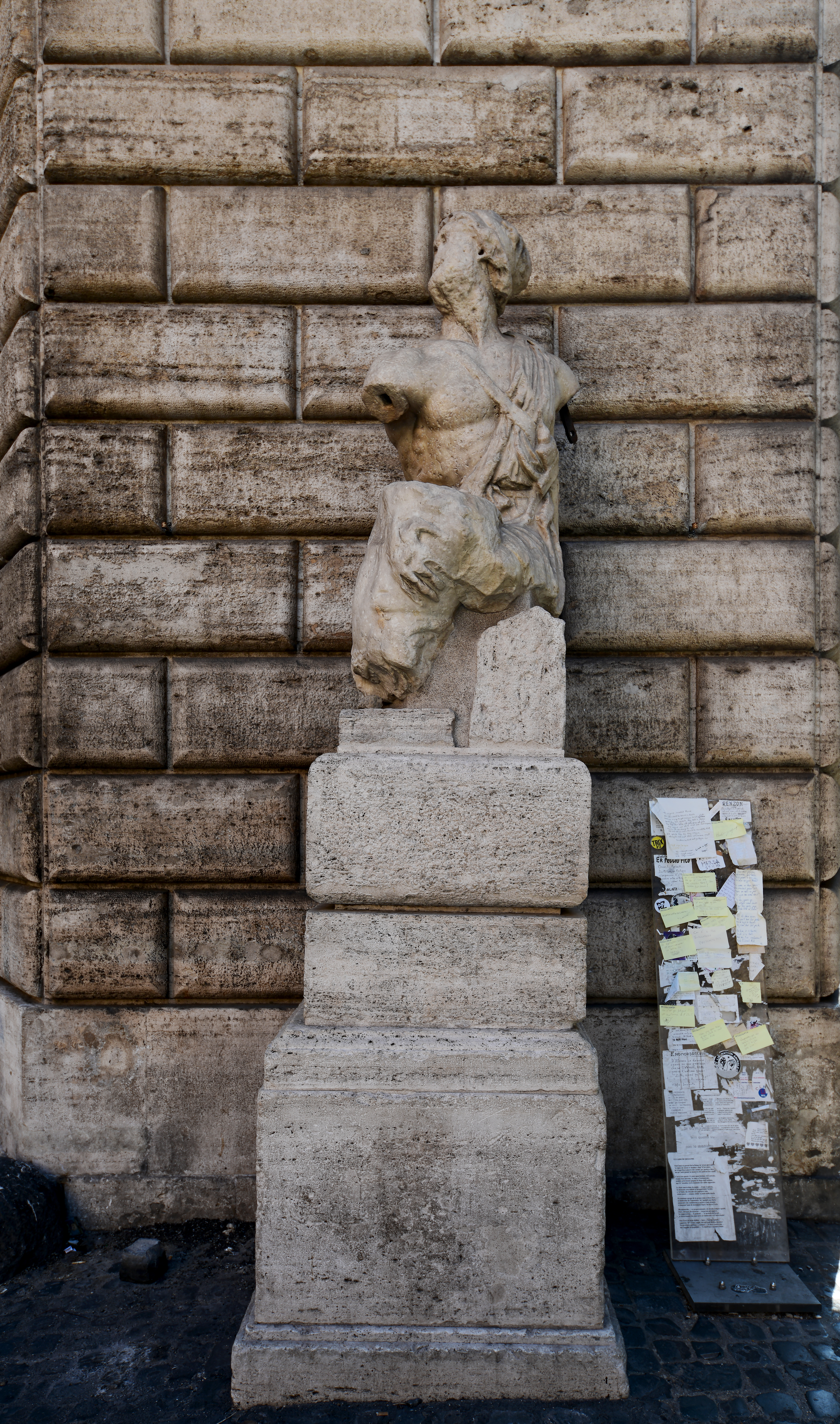
À Rome, la statue de Pasquin, avec sur le socle, des tracts protestataires.
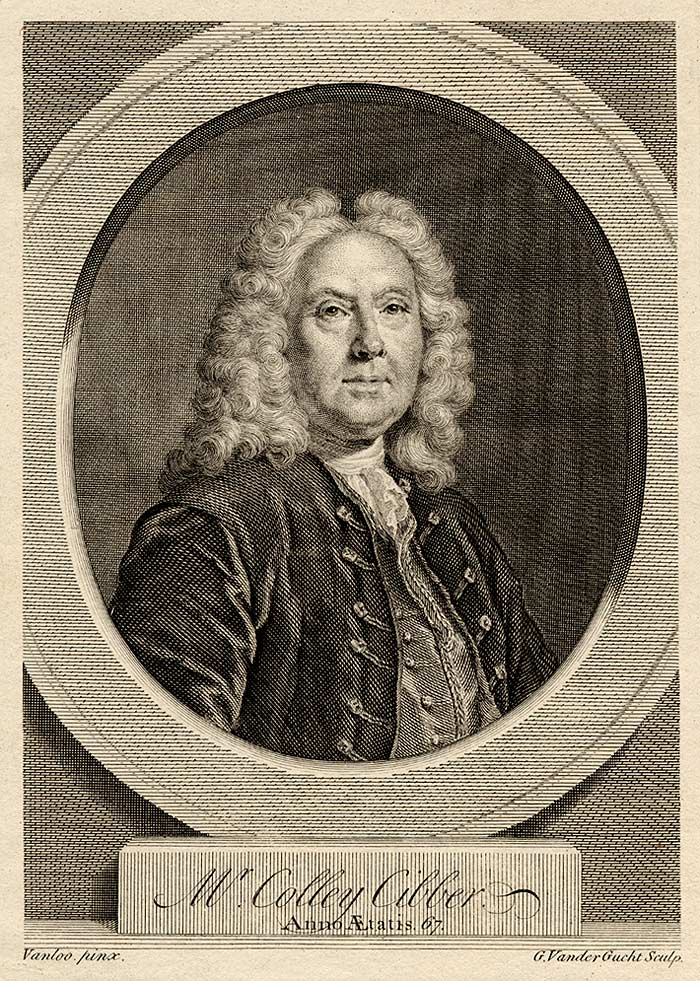
Colley Cibber, gravure d'après un portrait par Jean-Baptiste van Loo.
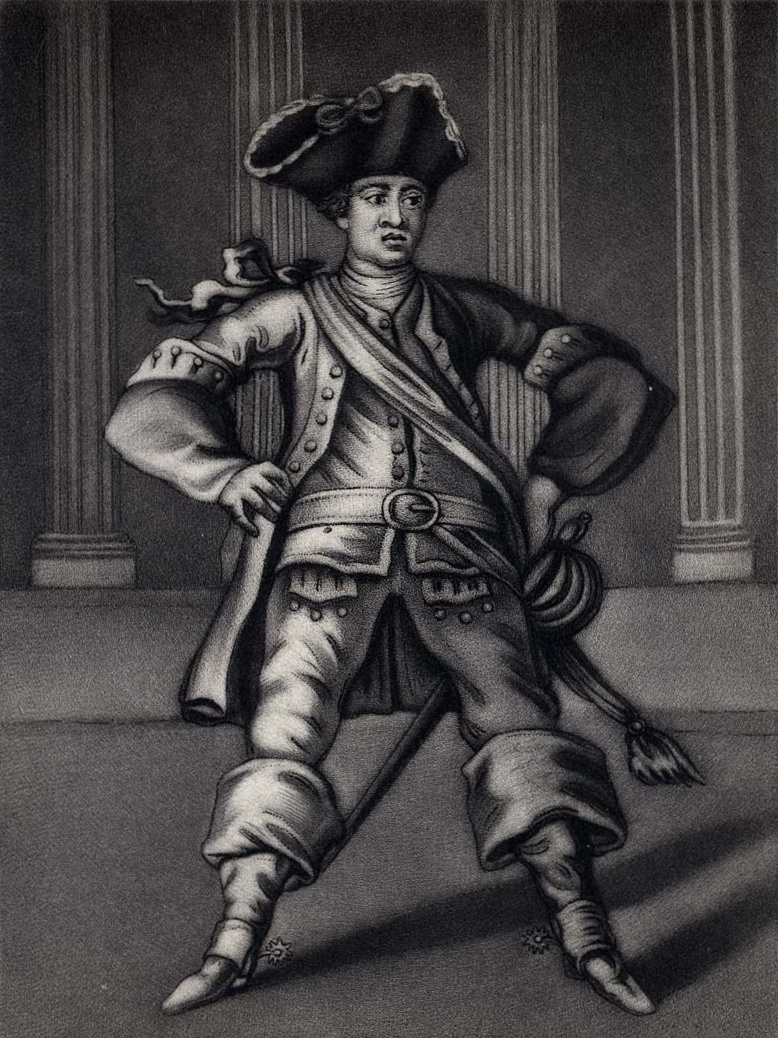
Theophilus Cibber en 1759.

### Conclusion
Même si Fielding ne fut pas seul à précipiter le Stage Licensing Act de 1737, chaque théâtre, à l'exception de Covent Garden, se faisant de plus en plus critique à l'égard du pouvoir, sa carrière de dramaturge s'arrête net. Selon Colley Cibber, Fielding « a mis le feu à sa propre scène et, par ses écrits, provoqué une loi du Parlement pour finir de la démolir »,. Table rase qui, après un passage météorique ayant révolutionné le genre théâtral, crée d'un coup l'espace le plus fécond pour son œuvre, l'écriture romanesque, celle qu'a surtout retenue la postérité.

## La carrière journalistique de Fielding
| Date      | Statut                                                                | Journaux                  |
| --------- | --------------------------------------------------------------------- | ------------------------- |
| 1738      | Étudiant en droit à Middle Temple                                     | Common Sense              |
| 1739-1740 | Entrée au bareau en juin 1740                                         | Champion                  |
| 1745-1746 | Shamela, Joseph Andrews, Jonathan Wild                                | True Patriot              |
| 1747-1748 | Second mariage, Histoire de Tom Jones, enfant trouvé circule en privé | The Jacobite Journal      |
| 1752      | janvier-novembre                                                      | The Covent-Garden Journal |

Entre 1730 et 1752, Fielding collabore à différents périodiques. Goldgar retient le Champion (1739-1740), le True Patriot (1745-1746), le Jacobite Journal (1747-1748) et le The Covent-Garden Journal (1752). Il en est d'autres, mais leur identité précise et la participation de Fielding restent sujettes à caution malgré les certitudes affichées par Battestin.

### LeChampion
Bien que Fielding soit le principal collaborateur du Champion, il n'en détient que 2/16e des parts, les principaux actionnaires étant principalement des libraires très investis dans l'opposition à Robert Walpole, privilégiant le mélange entre humour et piques politiques qui lui convient tout à fait,. Avec lui, ce parti-pris se fait plus accusateur et les ventes grimpent d'autant. Walpole devient « Robin Brass » ou « Son Honneur » ou encore « Boyaux » (Guts), et Fielding, bien que prétendant ne pas vraiment avoir la fibre politicienne, brocarde goulûment les pertes navales ou les ministres corrompus, ou encore le déclin des belles-lettres dû à l'indifférence gouvernementale. Pour lui, il s'agit de rester du côté des gens d'esprit plutôt que de celui de « Bob, l'ennemi du poète » (Bob, the poet's foe), c'est-à-dire du Premier Ministre. Après son intégration au barreau le 17 juin 1740, sa participation au journal diminue et son attitude envers Walpole s'assouplit. Sa collaboration au Champion semble avoir cessé le 17 février 1741, peut-être, selon Ribble, contre versement d'argent.

### La brève vie duTrue Patriot(«Vrai Patriote»)
Fielding ne revient à la presse que le 5 novembre 1745 avec le True Patriot (« Vrai Patriote »). Au départ, il s'amuse à dissimuler son identité, ce qui laisse cours aux supputations ; mais les colonnes se concentrant sur la rébellion jacobite, le magazine peine à retrouver le brillant du Champion. Malgré ses efforts et quelques éclaircies, l'humeur reste sombre aux dépens des saillies humoristiques. À mi-chemin dans le numéro 14, Fielding se révèle pour se défendre de l'accusation de partialité : il n'est pas un écrivain politique, écrit-il, surtout que le pouvoir n'éprouve que mépris pour les gens de lettres et que leur opinion lui est totalement indifférente.
D'ailleurs, après le 17e numéro, la colonne dite « Actualités de la Grande-Bretagne » se consacre à de très sérieux essais patriotiques, pour la plupart de Ralph Allen, Fielding se limitant à des éditoriaux sans inspiration : sur la mode des jupons à crinoline, faisant le panégyrique de la famille royale, etc. Ainsi prend fin l'éphémère existence de ce journal resté peu glorieux.

### The Jacobite Journal
« Le Journal jacobite » (The Jacobite's journal By John Trott-Plaid, Esq;) est lancé le 5 décembre 1747 sous la forme d'un hebdomadaire de quatre pages avec un éditorial substantiel et des rubriques dévolues aux affaires étrangères et à l'actualité nationale, parfois enrichies de commentaires satiriques. Selon Ribble, le gouvernement de Pelham verse des fonds à Fielding et achète plusieurs milliers d'exemplaires chaque semaine, ce qui expliquerait que la feuille soit la seule à prendre sa défense. Le contributeur principal s'identifie comme John Trott-Plaid, jacobite, pose qui l'autorise à stigmatiser les opposants au pouvoir, mais dont l'ironie reste lourde et forcée. Autre procédé utilisé, la pseudo-pédanterie d'essais érudits expliquant, à la manière de l'évhémérisme pratiqué par l'abbé Antoine Banier, les mythes et mystères du jacobitisme, efforts laborieux pour associer politique et humour.
Après le numéro 17, Fielding abandonne l'ironie pour disserter sur l'actualité dans des essais documentés et tient à jour son « Tribunal de la critique » (Court of Criticism) qui dispense éloge et blâme aux hommes de lettres. Assez tôt identifié comme l'auteur de cet organe de propagande ministérielle, il est l'objet d'une vaste campagne injurieuse par la presse d'opposition. Il réagit en accusant ses détracteurs d'illettrisme et de diffamation, puis conclut avec une indulgence ironique que dans un pays où la production littéraire n'est pas encouragée, la tentation est grande pour l'homme affamé d'assaisonner son propos de calomnie afin de remplir son estomac,. Peu après, le 5 novembre 1748, le Jacobite's Journal cesse de paraître.

### The Covent-Garden Journal
The Covent-Garden Journal a été fondé le 4 janvier 1752, presque entièrement financé et écrit par Fielding sous le pseudonyme de Sir Alexander Drawcansir, Knt. Censor of Great Britain (« Sir Alexander Drawcansir, Chevalier, censeur de la Grande-Bretagne »). C'est une revue littéraire sans attaches politiques mais à vocation commerciale, d'abord destinée à promouvoir le Universal Register Office fondé par Fielding et son demi-frère John. Elle comprend quatre pages, un article de fond ou une lettre, puis une petite colonne consacrée à Covent Garden, relayant avec malice les affaires judiciaires traitées par Fielding et s'efforçant de donner de lui l'image d'un bon juge de paix. À l'occasion, elle sert de tribune éditoriale pour discuter de délinquance et de criminologie. S'ajoute dans dix-sept des soixante-douze numéros une page intitulée Court of Censorial Enquiry. Le rôle de censeur que Fielding réserve à sa colonne Covent Garden couvre bientôt toute l'actualité sociale et intellectuelle, parfois par de substantiels essais, par exemple sur la loi sur l'adultère ou l'affaire de la parricide Mary Blandy (1751), ou encore une nouvelle loi destinée à la suppression des maisons de tolérance (bawdy houses). Les éditoriaux se focalisent, avec une ironie à la Swift, sur des problèmes de sociologie morale, pauvreté, liberté et « loi de la populace » (mob rule), etc., ; la colonne intitulée Court (« La Cour ») se préoccupe surtout de littérature et de théâtre, mais ne s'étend que sur environ un tiers de l'espace du journal.

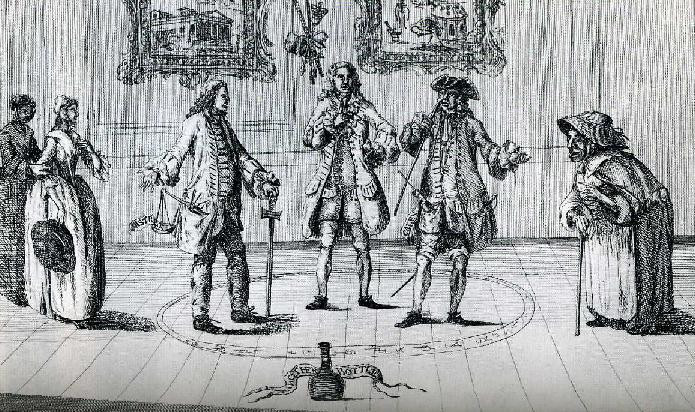
Les Conjurés (1753) ; au centre Fielding (à gauche) et John Hill (à droite).

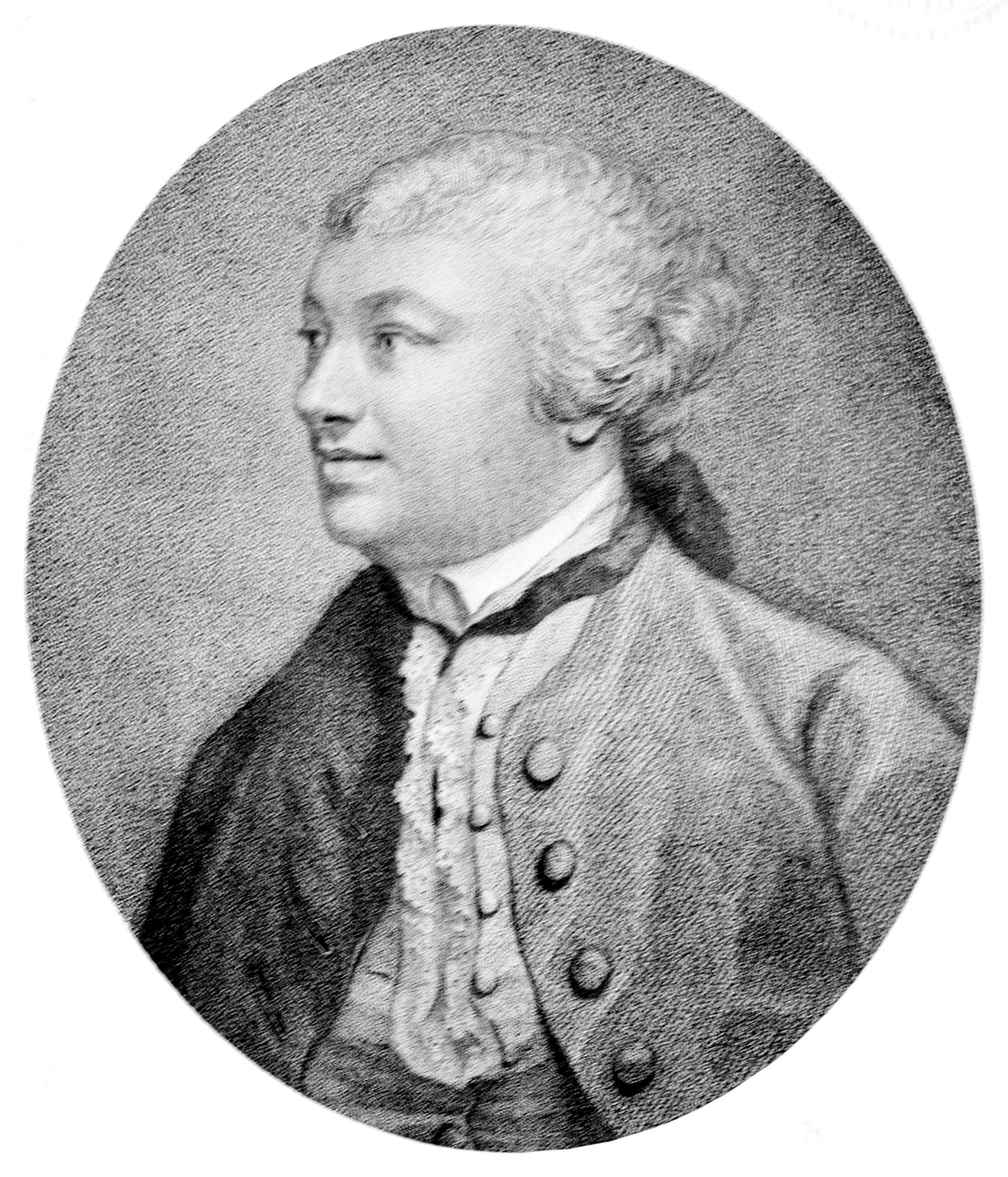
John Hill.

Les onze mois de cette publication sont secoués de controverses souvent très rudes, chacune provoquée par une initiative de Fielding. La première controverse est celle de la « Guerre du papier » de 1752-1753, déclenchée dès le premier numéro par une violente attaque contre « les écrivaillons des armées de Grub Street », et destinée en principe au seul John Hill mais qui heurte bien des auteurs. La bataille qui s'ensuit devient générale et reste l'un des événements marquants de la vie littéraire de l'époque. Hill répond par une parodie, mais Smollett lance un pamphlet vengeur dans lequel Fielding se voit traité de cerveau dérangé, accusé de vol, de plagiat, de lubricité, surtout envers sa seconde épouse Mary Daniels, ancienne servante de sa première femme. Lassé par le tour personnel de la polémique, Fielding abandonne la partie après cinq numéros, mais la guerre continue sans lui jusqu'en 1753.
Une autre affaire retentissante est celle dite de « Meanwell », née d'un jugement prononcé par Fielding en 1749 et qui fait naître une rumeur selon laquelle il est payé pour défendre des bordels ; trois années plus tard, une lettre émanant d'un certain Humphry Meanwell présente certaines objections à la loi dite Disorderly House Act (25 Geo. II, c. 36) censée supprimer les maisons closes et chasser les prostituées du territoire de la Grande-Bretagne, puis pose la question de savoir si « L'Hôpital des enfants trouvés » (Foundling Hospital) n'est pas destiné à recueillir les fruits des amours illicites des grands du royaume,. Le public ne tarde pas à soupçonner Fielding d'en être l'auteur, d'autant qu'il la publie le 22 juin dans la colonne Covent Garden et y revient peu après avec un commentaire très favorable, laissant entendre, selon Battestin, qu'il n'est pas insensible au sort des prostituées.
Après cette deuxième guerre, le périodique se préoccupe de sujets d'actualité consensuels, mais sur le même ton ironiquement acerbe et sarcastique. Fielding reste cependant d'humeur sombre et se sent malade. Dans le numéro 72 du 25 novembre 1752 il annonce qu'il n'a plus le cœur de « poursuivre plus longtemps », et The Covent-Garden Journal cesse de paraître. Mais Fielding continue de le corriger et l'amender jusqu'à la fin de ses jours, sans doute ayant pris très à cœur sa mission de « Lord Censeur de la Grande-Bretagne » (Knight Censor of Great-Britain), et considérant que ses efforts en ce domaine valent d'être mis à la disposition de la postérité,.

## La carrière de romancier de Fielding
| Date | Titre                                | Genre                                        |
| ---- | ------------------------------------ | -------------------------------------------- |
| 1741 | Shamela                              | Parodie                                      |
| 1742 | Joseph Andrews                       | Parodie et roman picaresque satirico-comique |
| 1743 | Jonathan Wild le Grand               | Roman d'aventure parodique                   |
| 1749 | Histoire de Tom Jones, enfant trouvé | Roman picaresque satirico-comique            |
| 1751 | Amelia                               | Roman d'amour conjugal                       |

L'œuvre romanesque de Fielding s'étale sur dix ans de 1741 à 1751, de trente-quatre à quarante-quatre ans : An Apology for the Life of Mrs Shamela Andrews (Shamela) (1741), The History of the Adventures of Joseph Andrews and his Friend, Mr. Abraham Abrams (Joseph Andrews) (1742), The Life and Death of Jonathan Wild, the Great (Histoire de la Vie de Feu Mr Jonathan Wild le Grand) publié comme volume III des Miscellanies (1743), The History of Tom Jones, a Foundling (Histoire de Tom Jones, enfant trouvé) (1749) et Amelia (1751).
C'est surtout dans ce genre que Fielding s'est illustré tant de son vivant que pour la postérité : si son chef-d'œuvre absolu reste Histoire de Tom Jones, enfant trouvé, compté par Somerset Maugham parmi les dix plus grands ouvrages de la littérature universelle et hautement prisé par le public selon un sondage publié par The Guardian en 2013, ses autres œuvres ont toutes mérité l'admiration du public, en particulier Joseph Andrews et Amelia, ce dernier particulièrement apprécié de Richardson ; reste Histoire de la Vie de Feu Mr Jonathan Wild le Grand fondé sur un fait d'actualité datant de vingt ans, virulente satire anti-Walpole dénonçant la confusion entre grandeur et domination.

### Shamela

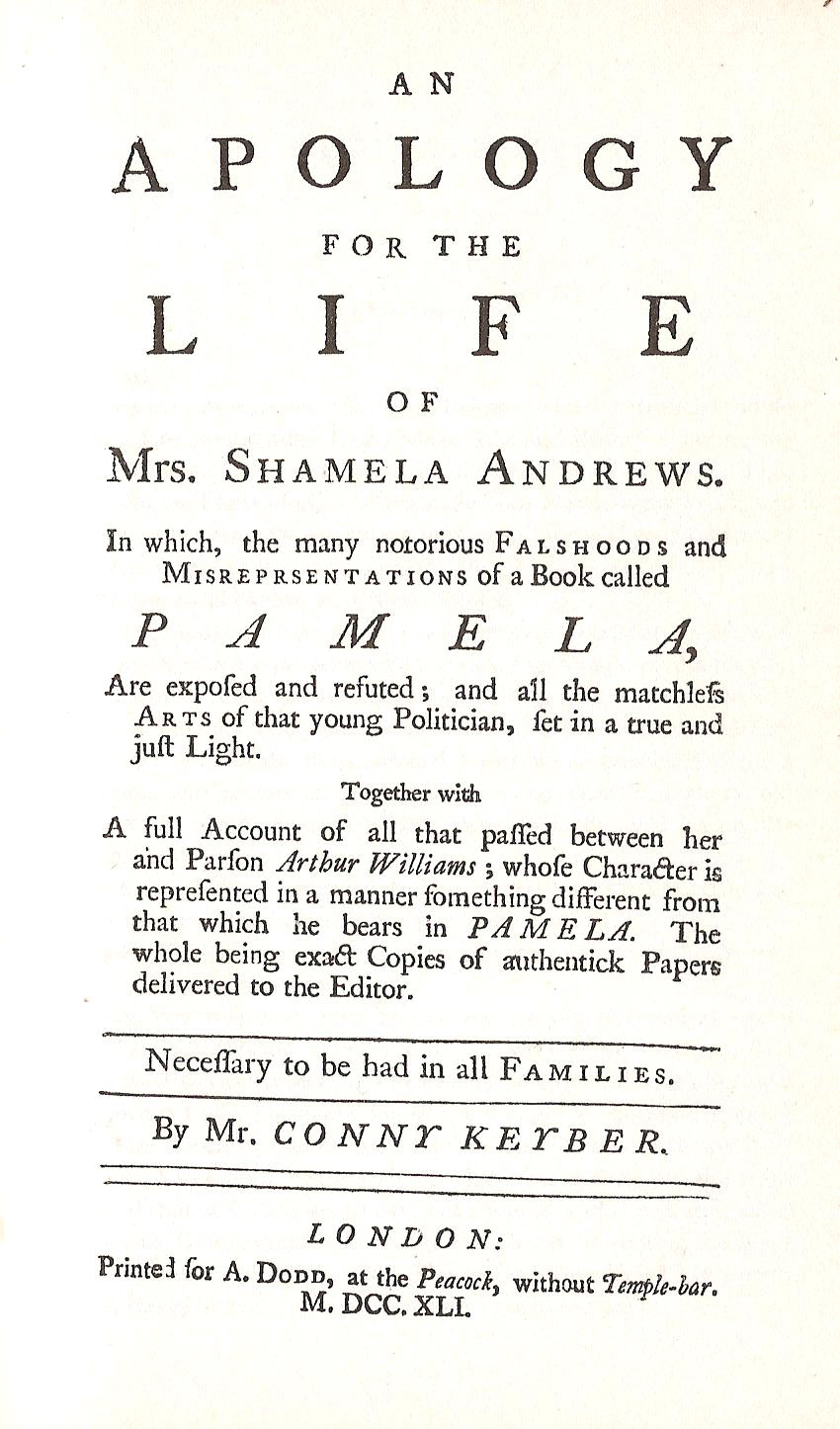
Page-titre de Shamela.

Il faudra la publication d'un chef-d'œuvre d'un nouveau genre, intimiste, psychologique et épistolaire, Paméla ou la Vertu récompensée de Samuel Richardson, pour que Fielding, couvert cependant par un pseudonyme ironique, se lance dans cette carrière et, comme il en a l'habitude, de fracassante façon : Shamela est publié le 6 novembre 1740 (mais daté 1741 sur la page-titre) et vendu 1s 6d ; une seconde édition paraît le 3 novembre 1741 avec quelques modifications et, pratiquement en simultané, une édition pirate voit le jour à Dublin. Ensuite, diverses éditions sont mises au point mais surtout à des fins universitaires.
Lorsqu'il aborde Shamela, Fielding ignore comme tout le monde qui est le véritable auteur de Pamela, le livre ayant été publié anonymement et présenté comme un document authentique composé des lettres de Pamela Andrews. Ce n'est en effet qu'à la sixième édition, en 1772, que le nom de l'auteur apparaît sur la couverture. Manifestement, le subterfuge ne tient pas très longtemps, mais d'emblée se produit un phénomène typique d'une époque où la littérature reste le principal divertissement : l'opinion publique se divise en pro et anti Pamela, les pamélistes et les antipamélistes.

#### Un miroir de vertu

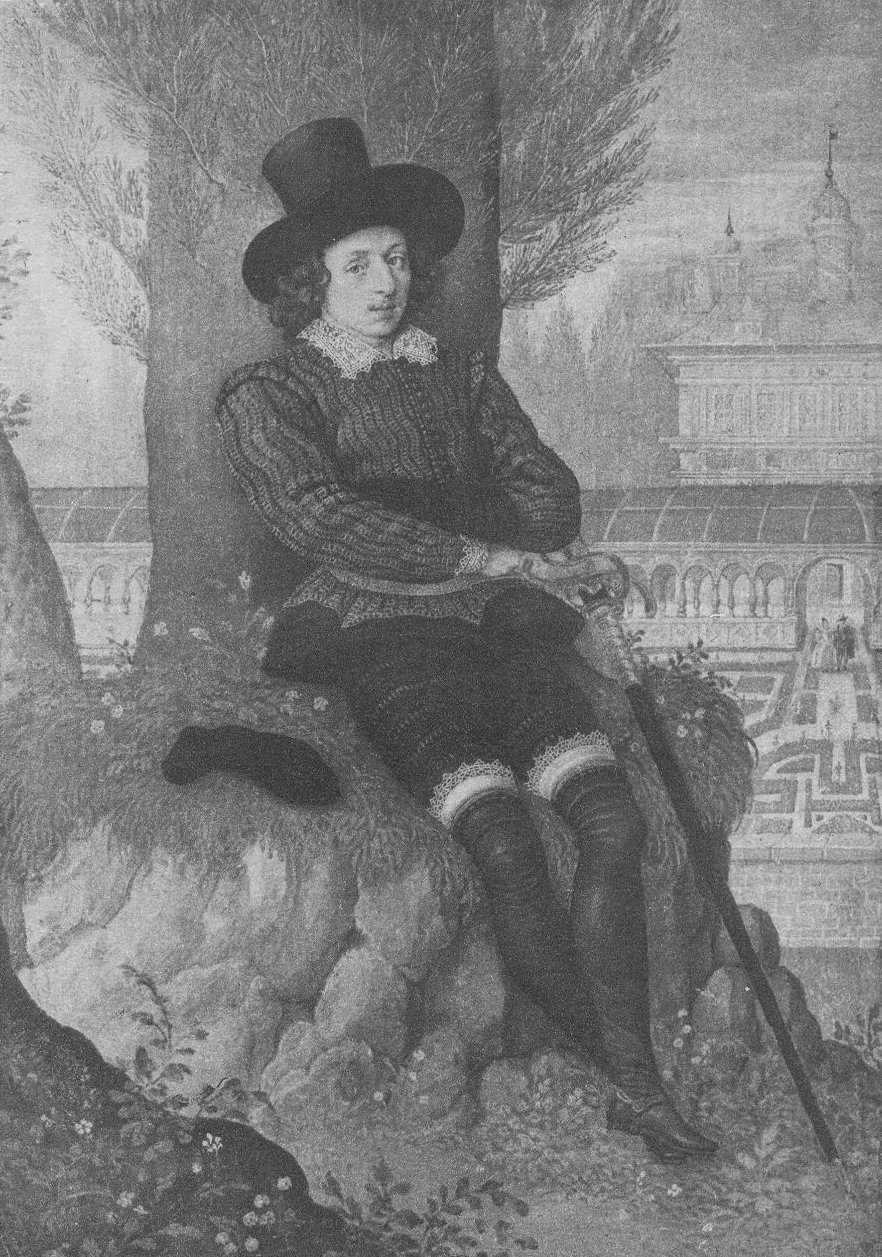
Sir Philip Sidney, d'après une miniature en couleurs de Isaac Oliver.

Le titre complet du roman de Richardson est Paméla ou la Vertu récompensée (Pamela or Virtue Rewarded), plaçant en quelque sorte « Pamela » et « Vertu » sur un pied d'égalité. La jeune Pamela a en effet été conçue comme un modèle que le lecteur se doit d'imiter ; Mrs Jervis, qui en a la charge en tant que gouvernante, la décrit comme « un miracle » (lettre XVIII) et les dames du voisinage désirent profiter de l'exemple de ce « parangon » (lettre XXIII). C'est en effet par la force de l'exemple que l'héroïne parvient à persuader Squire B. d'abandonner ses pratiques libertines et même, à faire adopter à toute la paroisse, une fois le mariage célébré, une conduite vertueuse. Ainsi Pamela est-elle un exemplum, un miroir de vertu, et son histoire comme la parabole d'une morale quasi sans faille. Son prénom, emprunté à la Pamela d'Arcadia de Sir Philip Sidney (1593), roman pastoral imité de l'Aminta du Tasse, suggère tout ensemble l'héroïsme, la vertu, l'innocence ; Shamela, au contraire, porte dans son nom la honte (shame) et l'imposture (sham), un anti-modèle en somme, « insurrection de Fielding contre les icônes d'excellence », problème qui lui tient à cœur puisqu'il y revient dans Tom Jones lorsqu'il écrit avec une pensée pour Richardson : « Je ne conçois même pas quel bien on peut se promettre en présentant dans un ouvrage d'imagination des personnages d'une perfection si angélique […]. L'on s'afflige et l'on rougit en présence de modèles si parfaits qu'on doit désespérer de pouvoir leur ressembler jamais »,.

#### La parodie anonyme
Ainsi, Shamela, An Apology for the Life of Mrs Shamela Andrews, in which the many notorious falsehoods and misrepresentations of a book called Pamela are exposed (Éloge de la vie de Mme Shamela Andrews, dans lequel sont révélées nombre de notoires faussetés et représentations erronées d'un livre nommé Pamela), fut la première — et la plus célèbre — parodie du livre de Richardson, condensant en cinquante ou soixante pages, selon les éditions, les deux volumes épistolaires qui en sont la cible. Fielding n'a jamais reconnu la paternité de sa novella et pendant les cent-cinquante années suivant sa publication, ni les critiques ni les universitaires ne la lui ont attribuée. Pourtant les signes ne manquent pas qui signalent sa marque, que seul le dernier siècle semble avoir soulignée. Le succès initial de Shamela est d'abord dû à la phénoménale notoriété de Pamela, ce qui donna envie à d'autres de s'essayer dans le genre, mais avec moins de succès. Puis vint l'éclipse jusqu'au début du XXe siècle où le principal intérêt se focalisa sur l'identité de l'auteur, fermement établie seulement dans les années 1950. Le livre a alors été étudié pour lui-même, pour ses strates de satire, pour l'annonce de thèmes bientôt développés dans Joseph Andrews : la sexualité, le genre, la classe sociale, la maîtrise de la langue, l'authenticité de soi, la posture politique.
Pourquoi cette réticence de la part d'un auteur ayant suffisamment prouvé tant par son théâtre que ses journaux qu'il ne craignait pas la polémique ? Il s'attaque à un « très gros morceau », d'une immense popularité et universellement reconnu comme un chef-d'œuvre du genre, et que d'ailleurs, malgré son agacement de certaines marottes moralisatrices, il admire profondément ; de plus, l'époque est habituée à ce que les écrivains cachent leur identité, au moins dans un premier temps, et le pseudonyme choisi pour l'occasion, Mr Conny Keyber, loin de se faire oublier, incite à la curiosité par certains rappels euphoniques. Enfin, Fielding ne tenait pas à être associé au ton « vulgaire » que ses contemporains appelaient low, comme en témoigne ce commentaire emprunté à Tom Jones : « Et tous les jeunes critiques du moment, les employés et les apprentis l'appelaient vulgaire et se mettaient à gémir »,. Pourtant, tel était bien celui de l'ouvrage, loin de la sacro-sainte respectabilité : tout ce dont parle Shamela, en effet, elle le dévalorise, mais avec un charme naturel que calcule Fielding de façon à susciter, puis aussitôt contrecarrer la désapprobation. Car il existe en elle une liberté, une indécence comique témoignant de la sympathie que lui porte son créateur, sans la trahir ouvertement toutefois, d'autant que Richardson est un voisin, ami de ses quatre sœurs.
Shamela est donc parodique de bout en bout, dès les lettres louangeuses qui l'accompagnent, copiées sur celle de Pamela dont le style bouffi invite à la transcription quasi littérale, jusqu'au contenu qui suit son anti-modèle pas à pas, épisodes et dialogues en miroir inversé, si bien que les deux romans sont superposables, le second en négatif de l'autre ; ici, un parangon de vertu, là une petite garce se servant de sa vertu pour gravir l'échelle sociale. Richardson, pourtant, a d'emblée reconnu l'auteur de ce livre au vitriol, et ne lui a jamais pardonné ; Fielding se fait aussi d'autres ennemis, ce qui, apparemment, lui importe peu. En 1740, trois livres l'ont irrité, Pamela, mais aussi An Apology for the Life of Colley Cibber (« Apologie de la vie de Colley Cibber »), avec des fautes de syntaxe et un vocabulaire qu'il juge inapproprié, et Vie de Cicéron (Life of Cicero) de Conyers Middleton, obséquieusement dédié au Lord du sceau privé. D'où son pseudonyme, Conny Keyber, évoquant directement le second, sa dédicace imitant le style du troisième, et le ridicule de chacun suffisamment exposé pour que les lecteurs reconnaissent ses cibles.

#### Les «feuillets authentiques» de Pamela
Drôle d'histoire en effet : Conny Keyber, écrivain, présente les authentick Papers de l'héroïne de Richardson et dédie le livre à Miss Fanny, nom équivoque s'il en est, parodie de la dédicace de Middleton à Lord Hervey, Lord du Sceau Privé du premier ministre Robert Walpole, qui passe pour efféminé,,,,. S'ajoutent à ces feuillets des lettres à l'éditeur et une de l'éditeur en personne félicitant l'auteur pour son splendide travail, tout comme Richardson l'avait fait pour la deuxième édition de Pamela.
Le roman commence par une lettre du naïf et crédule pasteur (Parson) Thomas Tickletext qui, ébloui par la beauté physique et morale de Pamela, écrit à son ami le pasteur J. Oliver pour lui recommander avec enthousiasme la lecture du livre. Cependant, Oliver possède quelques lettres révélant la véritable nature et la réalité du passé de ce prétendu modèle de vertu. Il explique qu'elle a pour nom Shamela et transmet sa correspondance. S'ensuit une série de lettres entre les différents personnages du roman, la mère-célibataire de l'héroïne, Henrietta Maria Andrews, Squire Booby, maître de Booby Hall, la gouvernante et confidente de Shamela, Mrs Lucretia Jervis, une autre gouvernante plus loyale envers Booby, Mrs Jewkes, et le révérend Arthur Williams. Les lettres révèlent que Shamela, d'abord domestique de la maisonnée Booby, est devenue la femme de son maître malgré ses efforts apparents pour repousser ses avances afin de préserver ce qu'elle appelle d'un accent campagnard sa « vartu » (vartue). Tout cela a été accompli avec l'aide de Mrs Jervis qui a joué un double-jeu, faisant semblant d'aider Booby à gagner les faveurs de sa bonne, mais surtout aidant la jeune fille à mettre la main sur sa fortune. Entretemps, Shamela entretient une liaison avec le révérend Williams, intrigant filou et calculateur, amours clandestines dont le secret, selon Parson Oliver, est mal gardé et vite révélé.
Ainsi, événements et personnages collent à ceux de Pamela, mais en opposé : l'amant est un malin filou, le mari un sot et l'héroïne une donzelle calculatrice et ambitieuse, dont les mots de prédilection disent la dissimulation, le faire-semblant, « feindre », « jouer la comédie », « prétendre » ; avec elle, la tentatrice se camoufle en naïve ingénue dont la bonté naturelle n'est que manipulation et le charme pétillant tel le filet du rétiaire.

#### La vitalité du personnage
Si Thomas Lockwood est d'avis que le livre n'a pas tellement une unité thématique, ce qu'avance, entre autres, Eric Rothstein, qu'une unité de ton, ce qui compte cependant, c'est l'histoire et la vitalité du personnage de Shamela, à la fois copie conforme inversée de Pamela et construction autonome, comme directement issue d'une pièce de Fielding, The Tragedy of Tragedies par exemple, avec sa soubrette confiée au talent de l'illustre Kitty Clive. Ce qui importe, ce n'est pas tant l'opinion de Parson Oliver qui fait office de maître de cérémonie, mais celle de Shamela qui résume sa conception de la vie en une formule marquée de bon sens : « Il serait quand même dur d'accepter qu'une femme qui n'épousât un homme que pour son argent fût empêchée de le dépenser »,. D'après Lockwood, Fielding semble avoir d'abord considéré le livre de Richardson en sa posture outrageusement moralisante, puis avoir ensuite compris que sa portée réelle était artistique, l'excès de vertu s'y conciliant avec la véracité ; ainsi dans Shamela, la vue critique et éditoriale de Parson Oliver agirait comme un leurre et il conviendrait de « faire confiance au texte plutôt qu'au meneur de jeu »,.
Shamela n'occupe pas tout le livre, sa voix, une parmi les dix qui écrivent, ne se faisant entendre que dans huit des vingt-trois lettres ; et si elles comptent parmi les plus longues, elles ne constituent qu'un peu plus de la moitié du texte. Pourtant, elle est bien la star de la représentation, celle sans qui le livre n'existerait pas, et ceux qui lui disputent de temps à autre la scène ne font qu'incarner ses propres formulations. La représentation qui est faite de Shamela évolue : le personnage du début n'est pas tout à fait celui de la fin : d'abord, Fielding lui octroie des fautes d'orthographe, ludging, wil pour lodging et while, etc., signifiant par là que derrière le masque, Pamela n'est qu'une rustaude sans éducation ; puis il abandonne le procédé, la lettre II n'ayant déjà qu'à peine besoin du correcteur, et le monologue épistolaire, en son immédiateté narrative et avec sa présence personnelle, s'avère de plus en plus un parfait médium que Shamela emprunte au pas de charge avec l'allégresse d'une professionnelle. Qu'elle rende compte des faits, et elle donne l'impression d'avoir elle-même avidement lu Pamela, parvenant en un rien de temps à en extraire le point saillant. Ainsi, lorsque Fielding transcrit des scènes ou des situations de Pamela en Shamela, il ne caricature pas, mais abrège comme avec mépris. La brièveté de la formulation fait partie intégrante de la plaisanterie, et la personnalité de Shamela s'exprime par ce brutal art du résumé qu'elle déploie dans son rendu impatient. En revanche, s'il désire montrer qu'il dégage l'original de sa gangue pour révéler ce qui s'est vraiment passé, telles les scènes de la prétendue noyade de Pamela dans la mare (lettre X), il s'accorde un léger contrôle du compte-rendu qu'en donne son héroïne : le résultat est un récit de deux paragraphes, un peu moins libre que s'il avait été laissé à la seule initiative de la protagoniste, assez pour montrer que le pseudo-suicide de Pamela n'a en réalité été qu'une manipulation, puis un incident ne méritant qu'un lapidaire « Assez sur ce point »,, qui conclut sommairement la lettre, revenue à la sobriété coupante de la scripteuse.

#### Un récit à l'emporté
À la lettre VI, Fielding commence à trouver sa meilleure veine : Shamela s'empare du livre, télescopant un échange avec Booby en un concentré de comique mené en fanfare : « Vrai de vrai, ce sera Non, que j'dis d'un p'tit air coquin - Si, qu'il dit, ma bajoues lubriques, ma face de garce, toi ma p'tite feignasse d'enfer, mon impudente salope, ma p'tite boule puante, j'ai une sacrée envie de te mettre le pied au c---. Oh, que j'fais avec un petit air aussi coquin que j'peux, pour vous, que j'dis, ce sera un baiser. Ah par Dieu, qu'il dit, eh ben c'est c'que j'vais faire sans plus attendre ; sur ce, il me prend dans ses bras et me met le visage en feu »,. Le lecteur de Pamela reconnaît-là les habitudes de langage que le véritable Squire B. pratique en coulisse, mais en accéléré et un tantinet accentué, par exemple avec l'ajout de stinking (puante). Il convient de noter que c'est Shamela elle-même, sous la plume cachée de Fielding, qui intensifie le ridicule et le comique par la déconcertante neutralité de son récit que vivifie encore l'usage du présent de narration.
À partir de la lettre IX et dans les trois suivantes qu'il lui reste à écrire, Shamela acquiert une totale autonomie en tant que personnage se mettant soi-même en scène dans son récit. Elle a comme un indicatif bien à elle, sorte de leitmotiv de ton, qui la désigne d'emblée par sa détermination malicieuse. Par exemple, la lettre X est un petit chef-d'œuvre de narration riche en événements, le rendez-vous coquin avec Parson Williams dans le jardin, l'arrivée inopinée de Squire Booby se soldant bientôt par une partie de ping-pong verbal au boudoir, le toast d'après-dîner au « cher Monisyllabe » (Monysyllable), que suit la scène dans la chambre à coucher où Booby tente de forcer la vertu de Shamela tandis que Mrs Jewkes s'écrie « Mais pourquoi diable est-ce que vous n'y arrivez pas ? »,, véritable complot déjoué par la « clef génitale » (genital hammerlock) qu'a préparée l'héroïne. Les épisodes, quelque extravagants et drôles qu'ils soient, doivent de ne point tomber à plat qu'à la verve allante, au tempo d'une rapidité théâtrale de la narration. Thomas Lockwood écrit que les paroles de Shamela sont si promptes qu'elles « empiètent » sur celle de son maître, quitte à les fouler aux pieds, pas plutôt dites qu'immédiatement répétées à l'envers : « Garce, qu'il dit, ne me provoque pas, - Ne m'provoque pas, que J'dis ! »,.

#### Conclusion
Telle est Shamela en sa meilleure forme : de l'impertinence, elle s'est, à la fois promue à ce que Fielding appelle « le culot de l'impudence » (brass impudence) et rendue tout à fait digne du monde respectable qu'elle a fini par se gagner, avec un mari qu'elle traite en dame de qualité, quoique jamais loin d'éclats spontanés de vulgarité innocente.
Non sans pertinence, Richardson a écrit que Pamela avait appris à Fielding à écrire pour plaire. Emprunter en effet la forme épistolaire comme procédé narratif lui a permis de s'investir comme jamais dans son récit, et si le procédé fut sans récidive, la posture, elle, ne variera plus. C'est lui seul, désormais, qui tient les brides de la narration. Plus jamais ne laissera-t-il à l'un de ses personnages le soin de raconter l'histoire, à l'exception de brefs épisodes interpolés comme ceux de Mr Wilson dans Joseph Andrews et de l'Homme sur la colline dans Histoire de Tom Jones, enfant trouvé.
Si Shamela est en partie l'héritière des héroïnes si magistralement interprétées par Kitty Clive, Isabel dans The Old Debauchees (« Les Vieilles Débauchées »), Lappet dans The Miser (« L'Avare») ou encore Lucy dans The Virgin Unmask'd (« La Vierge démasquée »), elle les transcende, devenant un laboratoire d'idées et d'expérience pour Fielding. L'affinité entre l'auteur et son personnage est réelle : Fielding se projette dans la forme narrative qu'il lui a choisie, mais au-delà du discours, il s'identifie avec elle plus qu'il ne le fera avec aucun autre de ses personnages, Tom Jones excepté peut-être, par l'intrépide liberté qu'elle déploie envers la respectabilité hypocrite qu'elle est censée in fine représenter.

### Joseph Andrews
Les Aventures de Joseph Andrews et du pasteur Abraham Adams, dit Joseph Andrews (The History of the Adventures of Joseph Andrews and his Friend Mr Abraham Adams) a cette particularité de comporter une longue préface qui est un véritable manifeste littéraire, l'un des documents théoriques majeurs des débuts du genre romanesque en Angleterre.

#### Un manifeste littéraire
D'abord, Fielding déclare qu'il a adopté « une façon d'écrire qu'il ne se rappelle pas avoir encore jamais été entreprise en notre langue »,. Qu'est-à-dire ? Ce nouveau roman, qui se veut comique, a comic Romance, comme il l'appelle, ne ressemble en rien aux Romances qui l'ont précédé, et l'adjectif « comique » doit bien être différencié de ce qui est communément connu sous le nom de « burlesque », mot dont on affuble tout ouvrage faisant rire, en particulier sur la scène. Or lui, ce qui l'intéresse, c'est « le ridicule, et seulement le ridicule »,. Et de terminer « en laissant, le lecteur décider si l'œuvre répond aux indications ainsi données »,.

#### Une éphémère parodie de Richardson
Joseph Andrews se présente d'abord comme une nouvelle parodie de Pamela, l'héroïne luttant pour sa vertu, muée ici en un héros qui se bat pour la sienne, mais le livre de Richardson joue seulement un rôle de stimulant mineur et éphémère ; Joseph Andrews, ayant commencé à la manière de Shamela, s'évade de ce moule si rapidement que Fielding se retrouve comme accidentellement en train d'écrire un roman à part entière, ne devant rien à rien ni à personne, sinon à lui-même. Ne serait-ce qu'en raison du schéma géographique qui, parti de Booby Hall au cœur de la province, après une longue escale à Londres, traverse la campagne anglaise d'auberge en auberge, alors que Pamela se joue au boudoir et dans la chambre à coucher. Richardson se fait donc de plus en plus lointain, certes alimentant la parodie, mais servant surtout de repoussoir pour que soient abordés toutes sortes de problèmes sociaux ou personnels. En ce sens, Joseph Andrews s'essaie à quelque chose de plus complexe que Shamela, ce que Paul Baines appelle « une sorte d'infection virale du précédent texte qui fait une lecture du personnage de Pamela sous un éclairage plus négatif tout en essayant de réussir, sous une forme classique, un mélange de nouvelles données »,.

#### Érotisme de farce et frustration sexuelle

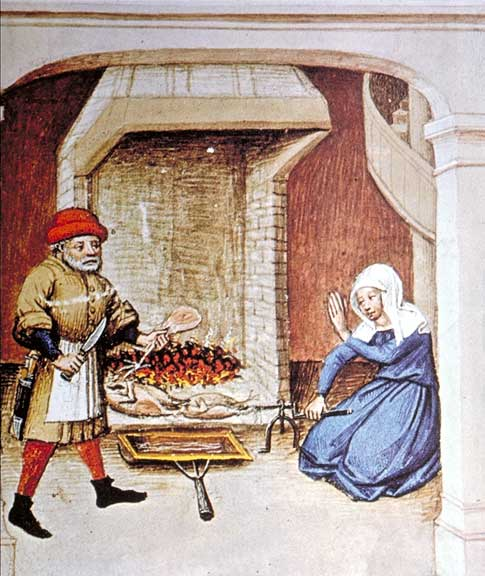
Illustration pour le Décaméron, édition flamande de 1432.

Tout d'abord, l'homologue prétendu de Pamela est censé être son propre frère, un serviteur chaste sans ambition sociale ou amoureuse qui reste fidèle à son amour d'enfance, la petite laitière Fanny Goodwill, véritable sœur de Pamela en vertu innocente. Mrs Slipslop prend le rôle de Mrs Jewkes et le réduit à une épopée miniature de frustration sexuelle comique. Adams s'oppose par sa robuste ardeur quelque peu donquichottesque à l'insignifiant pasteur Williams : peu ou prou, les différents aspects de l'histoire de Richardson se voient ainsi négativement inversés chez Fielding. Richardson se concentre sur un seul problème, un désir socialement illicite qui ne peut se résoudre que par la réforme de l'individu, l'accession à l'amour enfin partagé étant sanctionnée par le mariage ; le tout dans un univers claustrophobique, puisque le monde extérieur ne se manifeste qu'une fois les choses achevées.

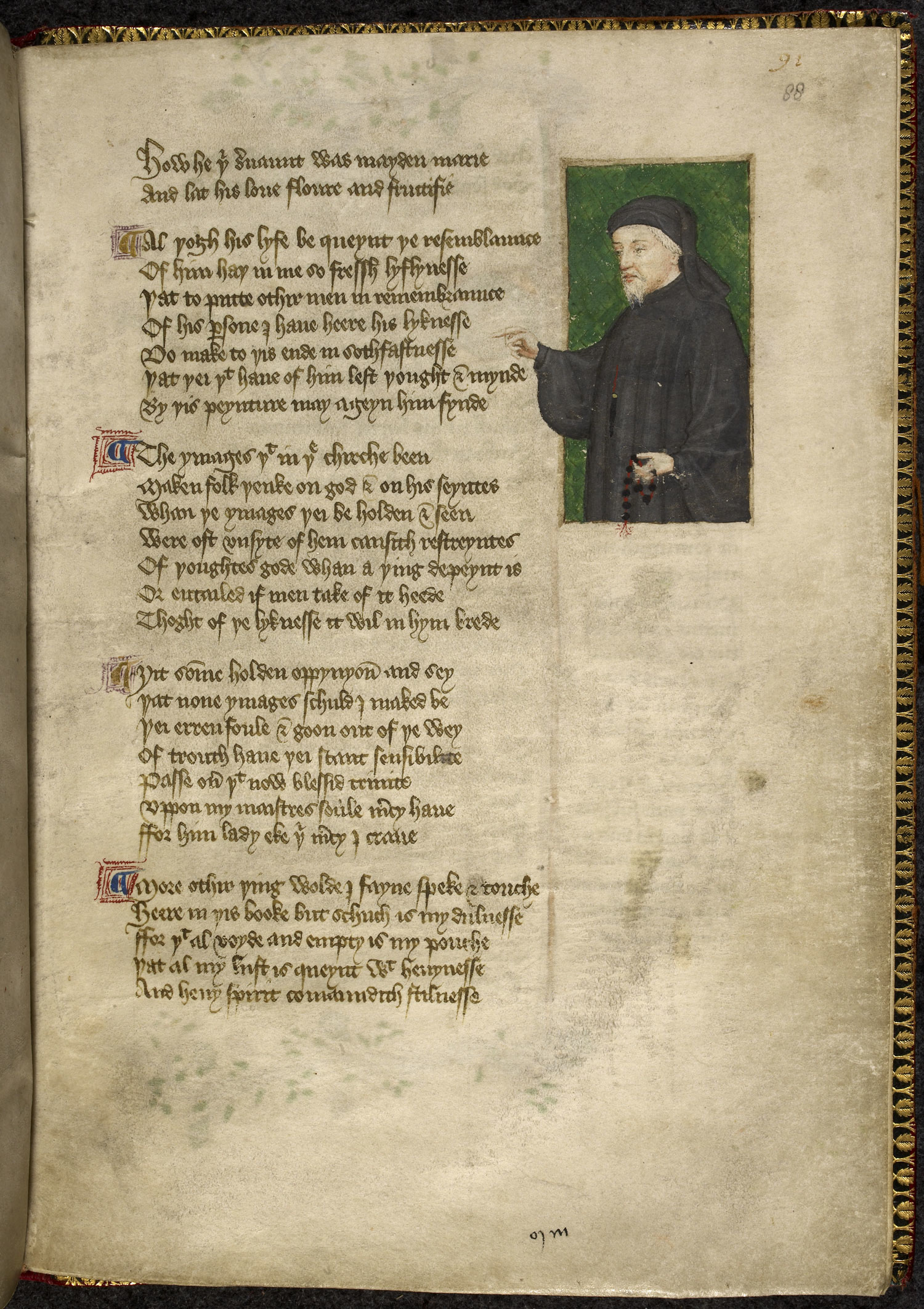
Portrait de Chaucer par Thomas Occleve (1369 - 1426), dans le Regiment of Princes (1412).

Au contraire, Joseph Andrews affiche ouvertement son érotisme, même en ce qui concerne la laitière Fanny, évoquée avec une succulente luxuriance en II, xii et aguichante, cette fois pour le seul bénéfice de Joseph, en IV, vii, par les suggestions d'un léger dévêtu. De même, quelle que soit la constance de sa vertu, Joseph n'est pratiquement décrit qu'en termes lascifs tant semble tumescent l'appétit sexuel qu'il éveille chez les femmes, Lady Booby, Mrs Slipslop et Betty n'ayant d'appâts que pour lui. Fanny elle-même est la proie de harcèlement et de tentatives de prédation constantes, et ne serait-ce la protection d'Adams et de Joseph, sa vertu à la Pamela resterait bien faible dans un monde si violent que dominent de puissants prédateurs. En revanche, le désir qu'elle éprouve pour Joseph se présente comme sain et légitime, et Fielding ménage aux jeunes tourtereaux en IV, xvi, l'expérience d'une explosion sensuelle, « récompense si grande et si douce qu'il m'apparaît que cette nuit-là, Joseph n'envia pas davantage le plus noble des ducs que Fanny la plus raffinée des duchesses »,,.
Certes, l'action sexuelle est essentiellement comique, relevant de la farce et s'inscrivant dans une tradition ancestrale : l'aventure nocturne où le pasteur Adams qui n'en peut mais se retrouve au lit avec Mrs Slipslop et Fanny s'inspire du motif de l'échange de couche (bedswap) des contes populaires remontant à Shakespeare (Tout est bien qui finit bien et Mesure pour mesure) et Chaucer (Les Contes de Canterbury), eux-mêmes s'inspirant du Décaméron de Boccace. Au-delà de l'épisode, il semble que Fielding reconnaisse non sans sympathie la véritable souffrance qui agite et ronge à la fois ces femmes frustrées jusqu'au délire, la tigresse affamée Slipslop (a hungry Tygress), le brochet vorace (voracious Pike), méchante mais malheureuse Lady Booby. Il ne punit que de façon cachée, intérieure, et il octroie même à la dame une sorte de prix de consolation en la personne d'« un jeune capitaine des dragons »,.

#### Les histoires enchâssées
Fielding n'entend pas se focaliser sur une seule histoire à la Cendrillon ; c'est pourquoi, à la manière de Cervantes, il insère dans son livre nombre de récits parallèles impliquant des personnages issus d'autres univers et ayant tous vécus une histoire d'amour. Ces enchâssements semblent surgir de genres différents, comme si, écrit Paul Baines, « un film en couleur était soudain passé au monochrome ou si les personnages s'étaient tout-à-coup mis à parler en italien »,. Ce sont l'histoire de Leonora et d'Horatio avec ses noms exotiques, et celle de Leonard et Paul que raconte Dick, le fils d'Adams, celle d'un méchant à la française, ainsi que le récit par Wilson à la première personne de ses mésaventures de jeunesse, en amour comme en ambition, une nouvelle en soi (d'ailleurs parfois analysées comme un bref résumé des propres échecs de Fielding).
Tous ces appendices se voient rattachés au reste du roman par la présence d'Adams, attentif auditeur et interlocuteur de talent, parfois correcteur de mauvais latin. Il arrive que le hasard y soit aussi pour quelque chose : c'est justement, par exemple, le passage de la diligence devant la maison de Leonora qui donne l'idée à une dame voyageuse d'en raconter l'histoire.
Walter Scott trouvait ces parenthèses « artificielles et inutiles ». C'était sans doute oublier que Fielding s'insérait là dans une tradition remontant à Cervantes, Lesage et Scarron, et surtout qu'il les revivifiait en les rendant moins compassées et plus ouvertes sur le monde, ayant en somme, quoiqu'en miniature, la même fonction que le roman qu'elles servent par leur universalité.

#### Le cercle vertueux des protagonistes
Aussi bien Parson Adams que Joseph Andrews ne changent pas au cours de l'errance qui leur est imposée : tels ils étaient à leur départ, tels ils s'en reviennent. Si le dénouement exige qu'ils soient récompensés, ce ne peut être que socialement : Adams est sorti de la pauvreté et Joseph, après son mariage avec Fanny, retrouve le statut qui lui revient comme de droit, tant les qualités d'honnêteté, de gentillesse, de sympathie envers autrui, qu'il partage avec son compagnon, semblent le disposer à intégrer la petite noblesse de campagne, la gentry. Certes, il y aura fallu une concession à la coïncidence et à la reconnaissance, procédé éculé, en l'occurrence une petite marque rouge en forme de fraise l'identifiant comme le fils de Mr Wilson. Paul Baines n'accorde guère d'importance à cette péripétie et préfère voir dans la fraise ornant le corps du jeune homme le symbole d'une belle pousse plantée dans le riche et fertile terroir de l'Angleterre, reprenant d'ailleurs la formulation de Fielding : « une fraise des plus belles que celles ayant jamais poussé dans un jardin »,.
Quant à Fanny, qui ne sait ni lire ni écrire, elle se trouve comme naturellement isolée du monde de l'écrit et devient sans effort une épouse domestiquée à l'image de celle de Wilson. Elle n'en devient pas moins une excellente femme de squire : c'est que Fielding, lui-même cousin distant de nombre d'aristocrates, éprouve un mépris du rang bien supérieur à celui de
Richardson. Comme il arrive par deux fois que Joseph est exclu d'une voiture en raison de son insignifiance sociale, Fielding en profite pour lancer la discussion du snobisme, révélateur d'une bassesse d'esprit (low nature), et sur les effets du pouvoir, à coup sûr, synonyme de corruption (aimable façon de rappeler que le vieux bouc émissaire, Sir Robert Walpole, est en train de basculer).

#### La satire des autres personnages

##### Lady Booby
C'est Lady Booby qui sans doute remporte la palme de la satire de Fielding, car il fait de sa persévérance, ailleurs une qualité, le pire de ses défauts : jamais n'abandonne-t-elle sa vindicte d'avoir été sans cesse repoussée par Joseph, ce qui est aussi une façon de signifier à quel point son désir de chair est impérieux. Elle use de son autorité domestique pour tenter sa vertu, en vain ; elle organise une parodie de procès pour le menacer, en vain ; elle l'expulse et se sert des arguties frauduleuses de son homme de loi Scout pour faire obstruction à son mariage avec Fanny, en vain ; en désespoir de cause, elle lance Beau Didapper à l'assaut des charmes de la jeune fiancée pour la discréditer, en vain ; elle tente de forcer Adams à ne pas publier les bans, en vain ; Peter Pounce, aux ordres de Lady Booby, sauve Fanny d'un viol, mais essaie de tourner son héroïsme à son avantage. Même le Squire, pour des raisons différentes cependant, cherche à contrecarrer ce mariage sous le prétexte que Joseph, désormais son beau-frère, prend une épouse indigne de son rang.

##### Squire Booby
Censé organiser, mettre en œuvre et dispenser le droit qu'impose la loi, ce squire, qui n'a rien du noble Mr Allworthy, son successeur dans Histoire de Tom Jones, enfant trouvé, se montre tel qu'il est par un coup de fusil tiré sur le petit chien de la fille de Mr Wilson, non par méchanceté calculée, mais comme un amusement d'humeur folâtre, un acte gratuit en somme. Très vite, le lecteur comprend que rien n'est à attendre de son office qui prend systématiquement le parti du pouvoir, de l'intérêt et de l'ignorance. Les tribunaux ne sont qu'oppression et fraude organisées, les vrais voleurs s'échappant par la corruption. La vertu se situe chez les humbles, le postillon qui offre son manteau, mais qu'on poursuit pour avoir émis un juron, le colporteur reconverti des armées qui sort les voyageurs sans le sou de prison en payant leur caution et dont la concubine, cela dit en passant, révèle le détail de la naissance du héros : lui au moins est récompensé par un poste stable à l'octroi, l'une des seules ouvertures qu'offre le roman vers une possible réforme de l'appareil du pouvoir.

##### Le cas de Parson Adams
Parson Adams, sans doute encore plus que Joseph, se retrouve presque toujours au centre des problèmes concernant le rang et l'autorité, d'abord parce que sa qualité d'homme d'Église fait de lui un gentleman et aussi, qu'en dépit de son innocence mondaine et de son énergie morale, il reste vulnérable. Gentleman comme homme d'Église, certes, mais petit vicaire (curate) sans le sou, ce qui le rend suspect aux yeux de ceux qu'il côtoie ou rencontre. À ce compte, il devient le souffre-douleur de l'histoire, le bouc-émissaire en quelque sorte, le baudet de la fable, dans la grande tradition de la farce anglaise : rien ne lui est épargné, ni la nature ni les hommes : il trébuche dans la boue, dégringole du haut des collines, se retrouve détrempé et en guenilles, crotté de pied en cap, et finit au lit avec les mauvaises femmes, humiliation suprême pour ce mari fidèle mais domestiquement inepte.
D'autre part, si sa confiance en un christianisme vigoureux et athlétique est sans doute partagée par Fielding, ses convictions pédagogiques, appliquées d'abord à lui-même, sont gentiment moquées par le narrateur. Ses débuts sont discrètement relatés (II, viii) et donnent quelques indications sur ses démêlés avec la hiérarchie cléricale : il semble s'être aligné sur les partisans du bruyant Henry Sacheverell, prêtre de la Haute Église et homme politique qui fut mis en accusation devant le Parlement à la suite de sermons anti-whigs particulièrement virulents. D'autre part, il garde d'antiques superstitions sur les sorcières, les apparitions, et en dépit de sa science et de son assurance, ce grand gaillard reste sous la coupe de sa femme. C'est un homme que la Providence — au verdict de laquelle il se soumet — a durement frappé, puisqu'elle lui a enlevé cinq de ses onze enfants, ce qui ne l'empêche pas de la recommander à Wilson qui vient de perdre son fils (III, iii). En tous les cas, il prêche la soumission absolue à la volonté divine ; cependant, quand lui parvient la nouvelle que Dick, son favori, a péri noyé, il se lamente jusqu'au délire au point que Joseph s'inquiète de sa santé mentale : heureusement, l'alarme était infondée (IV, viiii) et le patriarche retrouve ses esprits. Le Dr Johnson a inséré un épisode semblable dans Rasselas ou Le Prince d'Abyssinie où un philosophe stoïque s'écroule après l'annonce du décès de sa fille, mais sans démenti salvateur cette fois, si bien que l'enfant reste bel et bien morte et les idées stoïques du père à jamais discréditées.
Joseph, au fil du roman, s'émancipe et dépasse les enseignements de ce maître si féru de la chose écrite. Par exemple, il avoue avoir été tout près d'oublier ses leçons de chasteté et de céder aux pressantes et tentantes injonctions de Lady Booby. C'est un garçon vif, ouvert au monde, qui se fie plus à la vie qu'aux livres, et il en arrivera nécessairement à se séparer de son mentor, du moins en pensée,.

#### Un narrateurgentleman

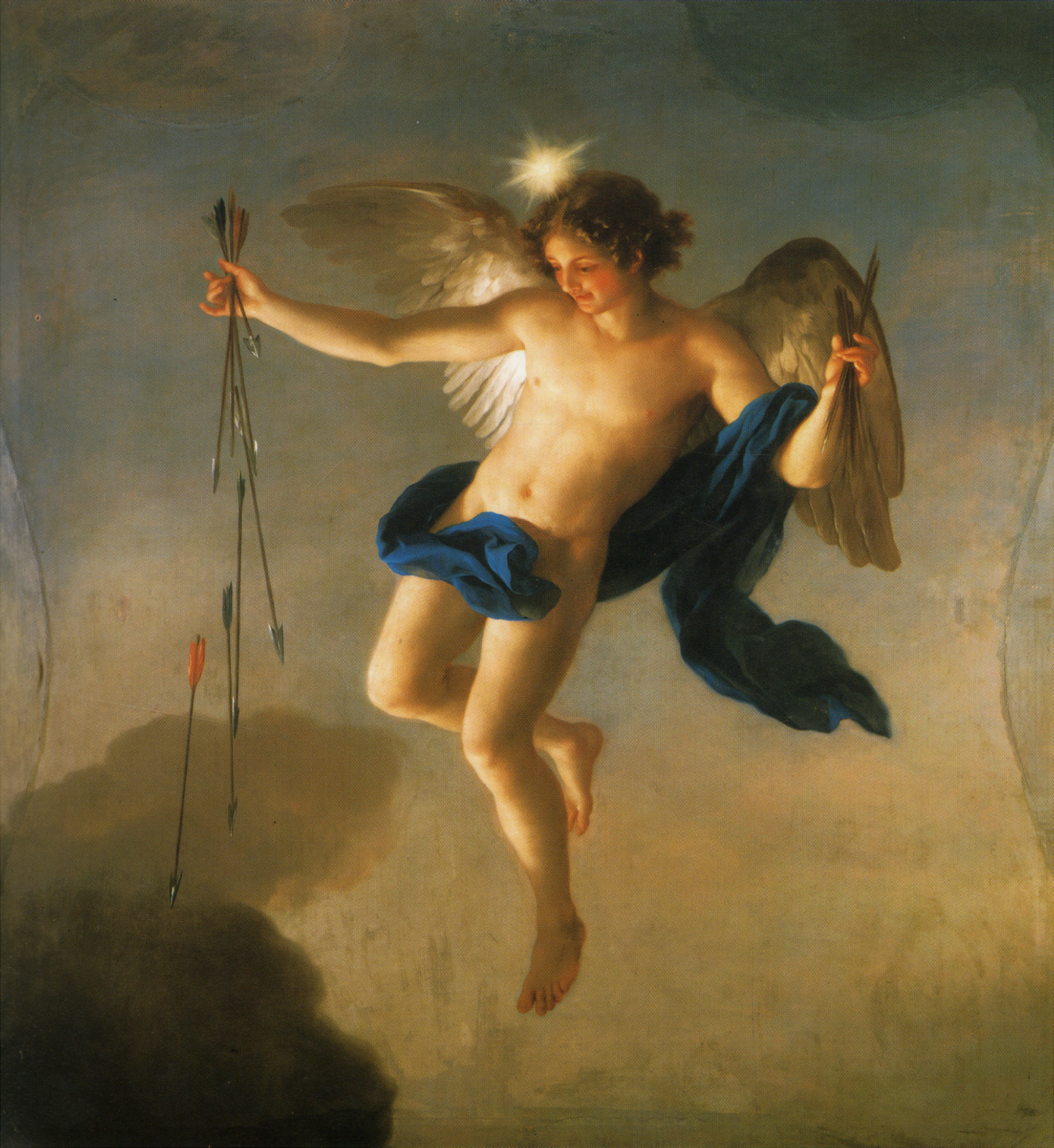
Hespéros personnifiant le Soir, par Anton Raphael Mengs.

La seule autorité échappant à la critique semblent être le narrateur, cajoleur, spirituel, élégant, maître de son jeu, aux petits soins pour le lecteur auquel il adresse des rappels constants et prévenants, une voix de gentleman, extérieure aux événements qu'elle organise et relate, en sympathie avec les personnages sans jamais leur céder la préséance. Avec lui, le lecteur est toujours le bienvenu, qu'il participe ou non, qu'il écoute ou non : « C'est alors que Joseph fit un discours sur la charité, que le lecteur, s'il y est enclin, a le loisir de consulter dans le prochain chapitre ; loin de nous en effet de le trahir en l'entraînant à de telles lectures sans lui fournir un avertissement préalable »,. C'est là un style littéraire soutenu, pouvant se faire condescendant avec charme et malice, quitte, quand il le faut, à y brancher une dose de classicisme moqueur lorsque le quotidien est à son plus bas niveau, :
« Now the rake Hesperus had called for his breeches, and, having well rubbed his drowsy eyes, prepared to dress himself for all night; by whose example his brother rakes on earth likewise leave those beds in which they had slept away the day. Now Thetis, the good housewife, began to put on the pot, in order to regale the good man Phoebus after his daily labours were over. In vulgar language, it was in the evening… »
« Voici ce roué d'Hespéros qui demande ses culottes et après s'être vigoureusement frotté les yeux encore chassieux, se prépare à s'habiller pour la nuit ; et sur toute la planète ses frères roués, suivant son exemple, délaissent leur couche où ils ont dormi le jour durant. Et voici Thétis, la bonne maîtresse de maison, qui vient de mettre la marmite au feu, car l'heure est venue de régaler son brave Phébus qui s'en retourne de son dur labeur quotidien ; en langage commun, le soir était tombé… »
.

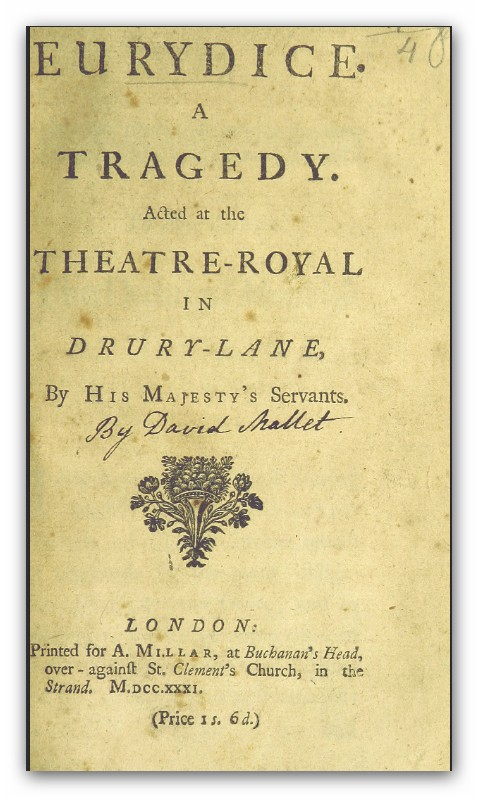
Eurydice, tragédie de David Mallet en cinq actes.

Dans la même veine, la description pseudo-épique de Joseph en train de bastonner les chiens qui poursuivent Adams en fuite, avec ses invocations aux muses littéraires, aux génies du jour (Swift, Mallet), aux autorités classiques (Virgile, Horace, Cicéron), tout en mettant à mal celle du pasteur et plaçant entre les mains de Joseph le gourdin d'une violence justifiée, donne à voir un narrateur érudit sachant orner sa culture d'une frange de comique. Son extra-diégétisme est parfois contourné, mais sans jamais outrepasser ses ultimes limites : « À vrai dire, on (Joseph et Fanny) m'a souvent assuré que ces heures avaient été passées de la plus aimable façon, mais comme jamais je ne me prévaudrais d'en faire le récit, je reste muet devant le lecteur »,,.
Ainsi, ce narrateur sans nom, qui unifie en un roman des épisodes successifs, de bout en bout guide du lecteur, lui rappelle que le pouvoir, même le pouvoir narratif, est à son meilleur lorsqu'il s'autorise intelligemment la complication, l'imperfection et surtout l'autodérision.

### Jonathan Wild

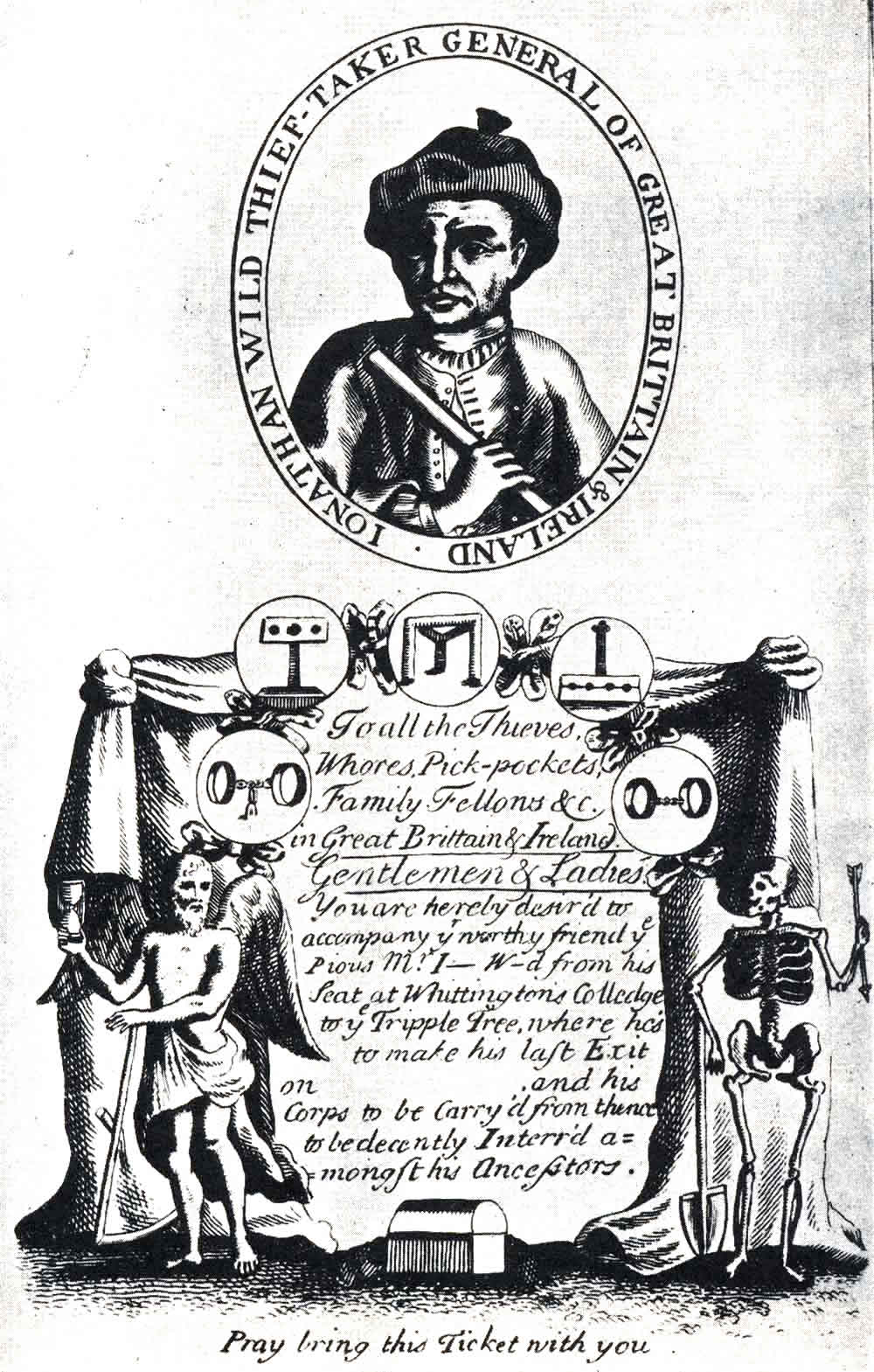
Billet pour assister à la pendaison de Jonathan Wild le 25 mai 1725. L'invitation s'adresse à « tous les voleurs, prostituées, pickpockets et mauvaises familles de Grande-Bretagne et d'Irlande ».

#### Un référent illustre
L'histoire de la vie de feu Mr Jonathan Wild le Grand (The History of the Life of the Late Mr Jonathan Wild the Great), datant de 1743, a pour référent un personnage ayant réellement existé, Jonathan Wild (1683-24 mai 1725), le plus célèbre criminel britannique du XVIIIe siècle, en raison à la fois de ses propres forfaits et de leur reprise dans de nombreux romans, pièces de théâtre ou satires politiques. Il avait inventé un mode d'organisation qui lui avait permis de prendre la tête de l'un des gangs de voleurs les plus efficaces de l'époque tout en paraissant parfaitement probe aux yeux de la société. Son talent pour manipuler la presse et jouer sur les peurs nationales en fit l'une des personnalités les plus populaires des années 1720. Mais l'admiration se transforma en haine lorsque sa félonie fut connue du public, ce qui le mena à la potence. Daniel Defoe raconte que lorsque Wild fut conduit à l'échafaud de Tyburn le 24 mai 1725, la foule était bien plus nombreuse que tout ce qu'il avait pu voir auparavant, et au lieu de ressentir de la compassion pour le condamné, « [p]artout où il passait, ce n'étaient que réjouissances et hourras, comme pour un triomphe ». La pendaison de Wild fut un grand événement, et des billets furent vendus à l'avance aux personnes désireuses de s'assurer le meilleur point de vue. Sur le billet reproduit ci-contre, on peut lire : « À tous les voleurs, prostituées, pickpockets, familles criminelles, etc. de Grande-Bretagne et d'Irlande. Messieurs et Mesdames, vous êtes par la présente cordialement invités à accompagner votre cher ami, le pieux Mr J(onathan) W(ild), de son siège au Whittington's College jusqu'au Tripple Tree où il va faire sa dernière sortie, et à partir duquel son corps sera transféré et inhumé décemment parmi ses ancêtres ». Après sa mort, le personnage de Wild devient une figure symbolique de corruption et d'hypocrisie.

#### Une cible d'emblée identifiée
Le livre de Fielding, signé de son nom, occupe le troisième volume d'écrits épars connus sous le titre de Miscellanies (« Mélanges »), essentiellement consacré au thème de l'ambition démesurée et de la fausse grandeur. Il fut sans doute écrit au printemps de 1742, juste après Joseph Andrews, encore qu'il soit vraisemblable que certaines parties en aient été prêtes avant la publication de ce roman, et la démission de Robert Walpole en février, ce « champion des complots, des cabales, du népotisme à gogo de la période » déjà si maltraité dans les pièces et les écrits journalistiques de Fielding.[pas clair] Si ce haut personnage si pourfendu entre dans l'action obliquement, le texte se consacre essentiellement à la chicanerie et la pourriture des cercles dirigeants, certes moins directement que précédemment, ni à la manière de John Gay quinze années plus tôt avec L'Opéra du gueux, mais la ressemblance y est grande entre les méfaits et les forfaits du milieu et ceux du pouvoir. Le parallèle est fait entre Walpole et Jonathan Wild et le parti whig se voit implicitement comparé au gang des voleurs ; la grandeur constamment revendiquée par le premier ministre trouve son homologue en celle du bandit et devrait être sanctionnée par le même châtiment. Mais pourquoi, semble se demander le texte, les uns méritent-ils la corde alors que les autres accèdent à la pairie ?

#### Un héros à la Shakespeare

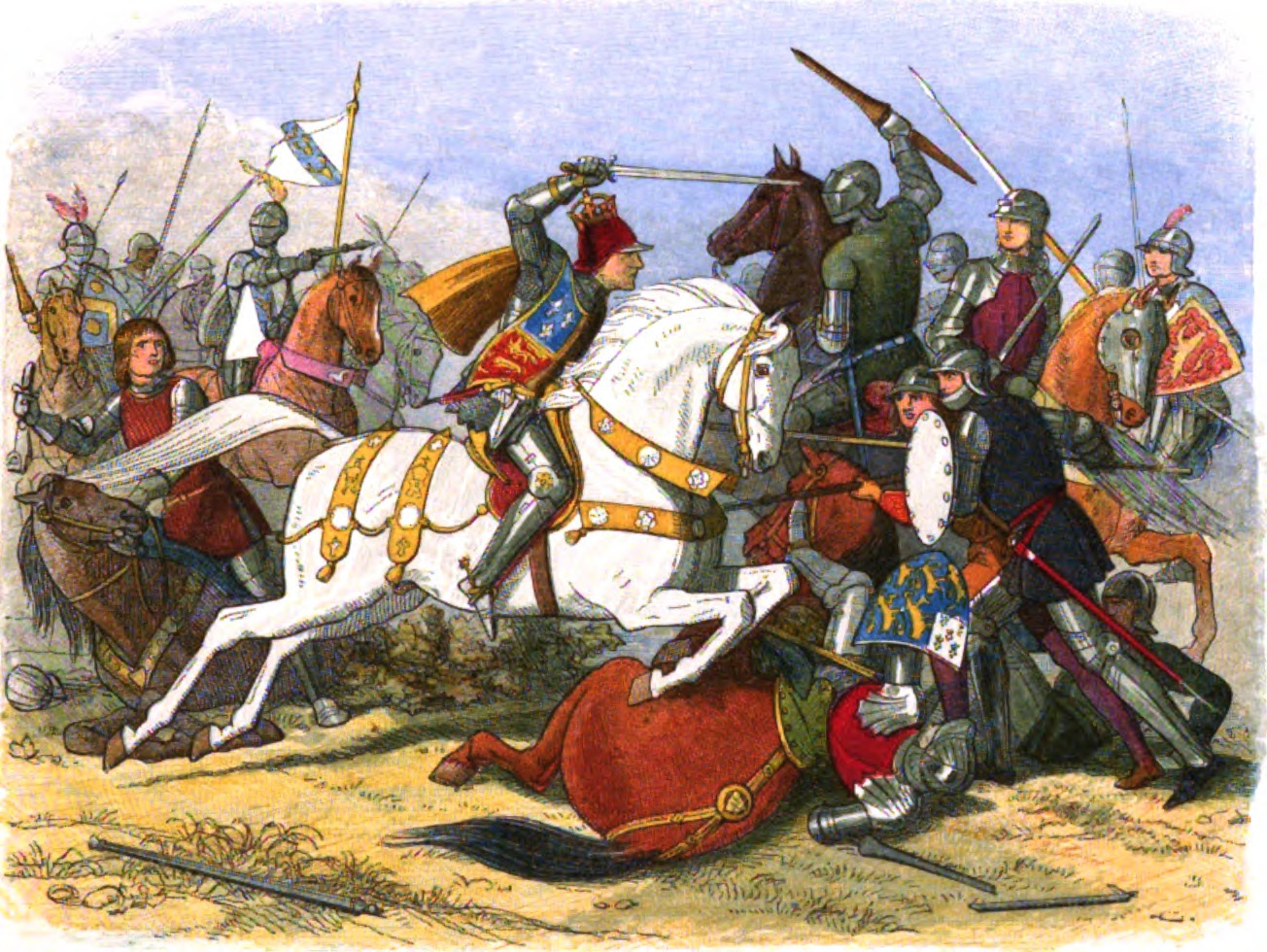
Richard III à la bataille de Bosworth, par James William Edmund Doyle (1822–1892).

Pour autant le roman n'est pas un pamphlet d'analyse politique, plutôt une œuvre où se mêlent d'étrange façon la réalité et la fiction. Fielding lui-même avoue dans sa préface aux Miscellanies que le portrait de Jonathan Wild n'est pas très fidèle et il poursuit : « mon récit concerne plutôt ce qu'il aurait pu ou voulu, voire dû faire au lieu de ce qu'il a réellement fait »,. Ni biographie, ni roman, si certaines actions sont authentiques, les discours et les maximes prêtées à Wild s'accommodent mal d'un contexte de fiction. Avant tout exercice d'ironie soutenue, « l'un des meilleurs de notre littérature », écrit Maynadier,, la comparaison fait courir en parallèle la grandeur du truand et celle que le monde admire, tout aussi vide d'humanité. Avec cela des passages qu'on dirait virtuoses, comme la conversation entre Wild et le comte La Ruse dans le premier livre ou la description de Miss Tishy Snap, les aventures de Wild dans le bateau à la fin du deuxième livre et, dans le dernier, le dialogue entre l'ordonnance de Newgate et le héros, sa mort et le chapitre consacré à ses maximes pour accéder à la grandeur qu'il se souhaite. Pourtant, du point de vue satirique, l'ouvrage n'est pas parfait, ce dont Fielding lui-même se fait l'écho dans le dernier livre après le long récit de Mrs Heartfield sur ses aventures par mer et par terre : « sans doute avons-nous déjà retenu notre lecteur trop longtemps […] de ce qui concerne notre héros »,. D'ailleurs, l'introduction de personnages comme les Hartfield a été critiquée : censés éveiller la sympathie du lecteur, ils rompent l'unité de l'ensemble ; alors qu'il les a recrutés pour leur sottise (a silly fellow, a silly woman), Fielding se prend au piège de leurs excès de générosité et d'amabilité ; le ton ironique s'estompe et avec lui, la présence de ce couple exemplaire, qui reste bien en deçà de celle, puissante et impérieuse, du méchant et de ses acolytes,. Justement, la farouche description de Wild, ses tendances à l'introspection, son honnêteté candide quant à ses crimes, son vif écart de tout remords, le côté bravache de son dernier geste en font presque un personnage shakespearien : il y a en lui du Richard III juste avant l'ultime bataille de Bosworth, le 22 août 1485.

#### La grandeur ridiculisée
Il n'en demeure pas moins que le livre, s'il dérive en partie de la tradition de la rogue literature et des biographies criminelles — celles de Thomas Harman, Robert Copland, Robert Greene et Thomas Dekker, par exemple — est bien plus que cela. Anti-épique, anti-grandeur, il ridiculise tout l'attirail habituellement attaché à ce concept, qu'il concerne Alexandre le Grand ou Jules César. Le sobriquet que Walpole s'attribuait, « grand homme » (Great man), donnant la nausée à Fielding, telle est la raison principale de cette étrange comparaison entre un criminel de haut vol et un homme d'État. Comme il le fait savoir dans sa préface aux Miscellanies, « L'orgueil, l'exhibition, l'insolence, la cruauté et d'autres sortes de perversité se trouvent souvent réunis dans la notion de grandeur d'esprit », : pour lui, c'est là enflure pompeuse, sublime de pacotille, plus coupable qu'admirable.
Ainsi, en un sens, Jonathan Wild se donne une mission sarcastiquement morale. D'ailleurs, vers son début, le narrateur explique qu'on apprend plus par l'exemple que par le précepte, mais cette ambition reste ironique. Le thème de Jonathan Wild a inspiré nombre d'auteurs, Defoe dès 1725, mais d'une façon bien plus réaliste que Fielding, son texte se voulant une chronique fidèle de la splendeur et de la décadence du véritable personnage. Contrairement à celui de Defoe, le protagoniste de Fielding est une figure allégorique plus qu'historique. Malgré l'usage du mot « vie » (Life) dans le titre, il ne s'agit nullement d'une biographie, mais d'une fiction satirique en une prose dopée d'énergie rhétorique qu'illumine un feu d'artifice d'allusions littéraires, joyeux pillage de l'histoire, de l'épopée, de la biographie, de la tradition picaresque, de la sagesse populaire avec ses proverbes et recueils d'anecdotes, singeant la généalogie, les grecs et les latins, Érasme ou Cervantes. Cela s'apparente à La Dunciade ou La Boucle de cheveux enlevée de Pope, dans la veine du Scriblerus Club.

### Histoire de Tom Jones, enfant trouvé

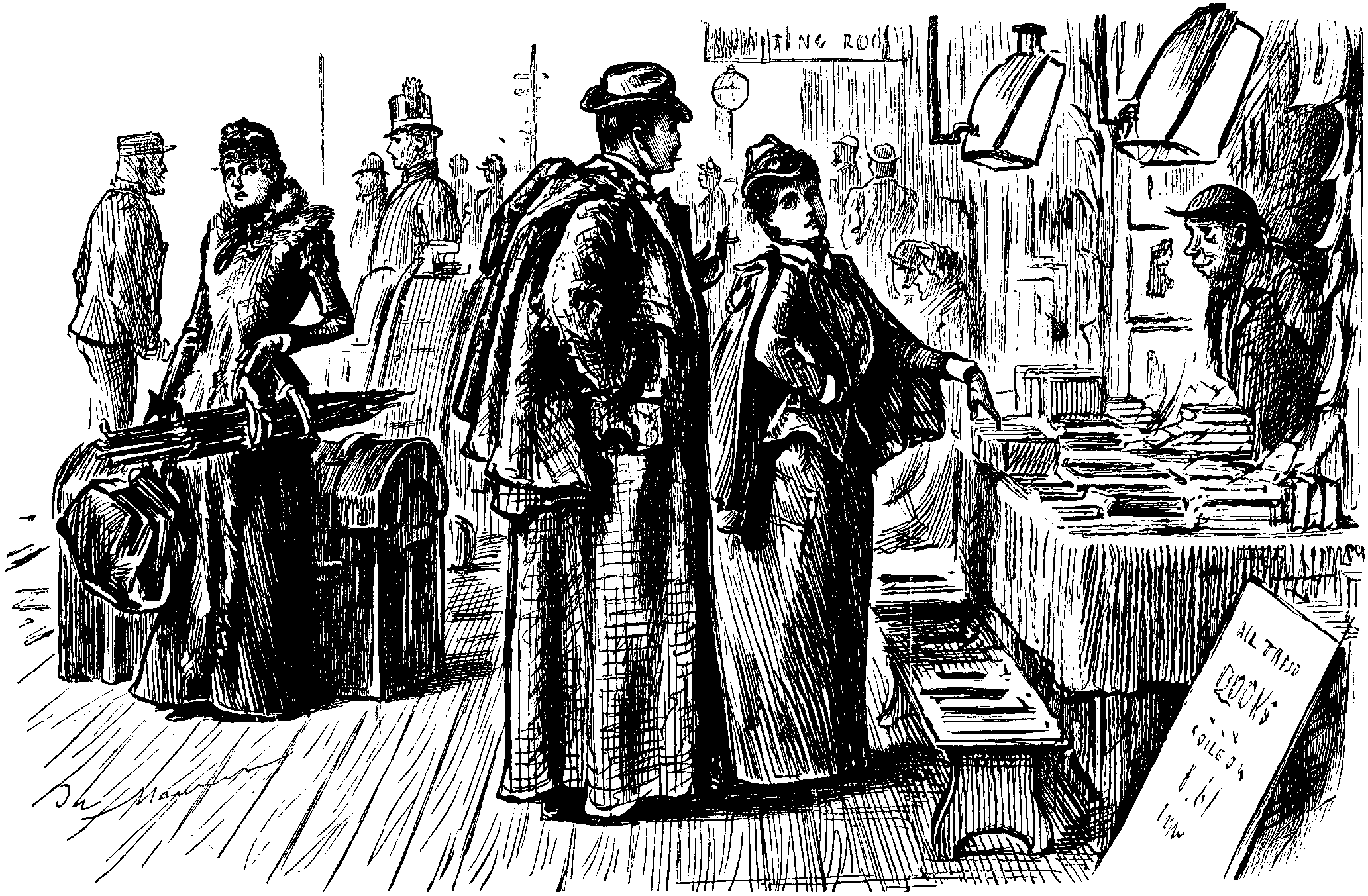
En partance pour la lune de miel trois heures après la cérémonie : Oh, cher Edwin ! Voici Tom Jones. Père m'a dit que je ne devais pas le lire avant d'être mariée. C'est fait, enfin ! Achète-le moi, Edwin chéri… (Punch, no 101, 5 décembre 1891).

Somerset Maugham a classé Histoire de Tom Jones, enfant trouvé parmi les dix meilleurs romans jamais publiés, mais David Richter met le lecteur en garde lorsqu'il écrit que Tom Jones « court le danger d'être pris pour une lecture facile »,.

#### Un livre «facile à lire»?
Écueil que n'évite pas le Dr Johnson quand il déclare que Fielding ne montre que le cadran (dial) de la nature humaine, alors que Richardson « en révèle les mécanismes et les ressorts cachés »,. Dans la première moitié du XXe siècle, F. R. Leavis reste dans l'orthodoxie de la pensée critique lorsqu'il écarte l'attitude de Fielding en la qualifiant de simple, c'est-à-dire « primaire », à la limite du « benêt », et de ce fait, la rend indigne de la « grande tradition » (Great Tradition) du roman anglais. La critique formaliste des années 1950 et 1960 rectifie quelque peu le tir en donnant la priorité à la symétrie architecturale classique du roman, sa stricte division en dix-huit livres, sa répartition harmonieuse des épisodes au début et à la fin. Mais avec l'arrivée du structuralisme et du post-modernisme, et dans leur sillage, une fois de plus, « Tom Jones se trouva aussi démodé qu'une façade palladienne ou une pelouse manucurée »,. À la différence du Clarissa de Richardson, qui plonge dans les sombres paradoxes de la sexualité et de la textualité, Tom Jones en resterait à la joyeuse bienveillance d'une masculinité vieux jeu : si Richardson annonce l'âge moderne de la démocratie et du féminisme, « Fielding s'en tient aux privilèges patriarcaux […] d'un âge féodal qui était sur le déclin alors même que le livre s'écrivait »,.

#### Une époque de transition
Tom Jones est apparu à un moment où la société anglaise vivait une transition politique et sociale. Les valeurs anciennes, les codes immémoriaux se voyaient contestés tout en faisant encore partie de la mentalité évoluant vers un âge nouveau. Fielding s'est trouvé au cœur même de ce passage et, selon Nicholas Hudson, ses choix auctoriaux ont été modelés par les myriades de pressions et de discussions dont il était entouré. Le paradigme simpliste voulant qu'une classe moyenne dominée par des capitalistes était en train de renverser un antique système féodal et de lui substituer ses propres valeurs n'explique pas tout. S'il est vrai que l'élite héréditaire se voyait de plus en plus contestée, si l'aristocratie donnait l'impression d'avoir sombré dans la décadence et la frivolité, avec des hommes inutiles qui se féminisaient et des femmes oisives devenues sexuellement perverses, l'autre bord, le Cit ordinaire et plutôt vulgaire, grossier et avide, était aussi devenu la cible de la littérature satirique et moralisante. On lui reprochait de s'approprier les symboles et les privilèges de la classe dirigeante. Détail significatif, le titre de gentleman et ses dérivés, « Mr » et « Esq. » se répandaient si largement qu'ils en perdaient toute signification, n'importe quel marchand, voire manœuvre, pourvu qu'il ait les moyens de s'offrir un gilet à lacets et une épée, recevant les mêmes courbettes que celles qu'il destinait à ses « supérieurs ». De même, les jeunes femmes pourvues d'une robe de dame et sachant à peu près se tenir pouvaient passer pour des ladies, ce qui aggravait encore le potentiel socialement destructeur de ces ambiguïtés.
Ainsi, l'époque ne saurait se caractériser par un simple conflit de classe entre deux blocs bien définis, l'ancien et le moderne. Le malaise vient plutôt de cette perméabilité rongeant la hiérarchie qui assigne sa place à chacun. L'obsession de la période pour les jeux de mascarade, à la fois comme réalité et comme métaphore, reflète cette perception anxiogène que la stabilité du titre et du privilège n'est plus que le simulacre de vertus désormais instables. Sous ces surfaces mouvantes demeure le discours obligé du XVIIIe siècle cultivé, la « nature humaine ». Or ce qui avait été si longtemps considéré comme naturel paraissait désormais arbitraire ; différences plus culturelles que naturelles, les mœurs ayant changé, les débats philosophiques aussi ; le dialogue politique est relayé par le roman qui se mêle de tout, de l'éducation, des codes de conduite, du bon ou du mauvais goût, de la responsabilité politique de fonder un nouvel ordre social plus stable et plus concerné par le bien-être de tous.

#### Fielding, historien de son temps
Nul autre romancier du XVIIIe siècle n'a aussi intelligemment réfléchi à ces problèmes que Fielding. D'un point de vue familial, l'ascendance noble d'origine irlandaise de son père ne pesait pas lourd au regard de la bourgeoisie héritée de sa mère, marchands, juristes, aristocratie campagnarde (landed gentry) : ses romans et ses pamphlets sociaux ridiculisent le « Beau Monde », décrit dans Tom Jones comme « frivole ». Le personnage mineur rappelant le plus son héritage aristocratique serait sans doute le lord irlandais, protecteur de Mrs Fitzpatrick, qui paraît aussi minable que sinistre. D'ailleurs, il est connu que Fielding frayait avec des gens de tous rangs,, y compris les habitués des salles de jeu et des bordels. Cette flexibilité est même brandie comme une vertu dans Tom Jones, lorsque Fielding écrit qu'en tant qu'« historien », contrairement aux auteurs de « Romances », il a fait ses classes en conversant « avec toutes les catégories et genres d'hommes »,.
Pour autant, et c'est là un paradoxe de Tom Jones, l'imagerie utilisée relève souvent de l'Ancien Régime au pouvoir jure divino comme celui de Louis XIV. Par exemple, Fielding présente Mr Allworthy régnant sur son domaine tel un Roi-Soleil : « Le soleil se leva dans tout l'éclat de sa majesté. Un seul objet sur la terre pouvait effacer sa gloire, c'était Mr Allworthy pétri d'une bienveillance qui cherchait de quelle manière il pourrait se rendre le plus agréable à son créateur, en faisant le plus de bien possible à ses semblables »,,. Le pouvoir qu'exerce Allworthy sur son petit royaume en tant que squire est quasi absolu et son seul juge reste en effet son Créateur. Sa parole est loi et Fielding ne fait pas grand-chose pour subvertir cette domination ; les erreurs du maître, l'expulsion de Tom, la faveur accordée à Blifil, le bannissement de Partridge, etc. se voyant tous réparés à la fin du livre sans que l'autorité du squire ne soit en rien entamée. En réalité, le modèle semble en avoir été Ralph Allen, qui partage la première syllabe de son nom, malgré une prononciation différente, un entrepreneur autodidacte, lui-même mécène et bienfaiteur, si bien que l'autorité dont jouit Allworthy dérive plus simplement, en dépit des comparaisons historiques et de son immense mansuétude, de ses titres de propriété sur un vaste domaine dont l'acquisition reste d'ailleurs ambiguë ; et à ce titre, il représente une nouvelle race de gouvernants qui, moralement, ont l'étoffe de se hisser au rang de la classe héréditaire siégeant à Westminster et qu'ils finiront par supplanter

#### Tom, une anomalie de classe partagée
Tom peut-il légitiment se réclamer du titre de gentleman et de l'autorité sociale qui s'y attache ? L'obscurité de ses origines fait barrière à la réponse, et lorsque cette obscurité est levée, que Tom se révèle être le fils d'un membre du clergé et formé aux bonnes manières par Allworthy, sa naissance ne l'autorise en rien à rejoindre la classe dominante. Sans être un parvenu, ses seuls gages de respectabilité demeureront le domaine dont il héritera et sa propre moralité. Dès le départ, il apparaît comme une anomalie sociale : jeune homme à Paradise Hall, il joue le double rôle du gars de village couchant avec une fille légère, Molly, qui le qualifie de my Gentleman, et de « fils » de Mr Allworthy, recevant des cours de latin, au fait des bonnes manières de sa classe d'adoption. Puis, après son expulsion du paradis, son statut oscille entre le gentleman et, comme le dit une logeuse sur la route de Bristol, an arrant Scrub, c'est-à-dire « un parvenu fini »,, voire comme l'annonce l'avocat Dowling à Mrs Whitefield, « un pur voyou » (a sorry Scoundrel) ; et le débat sur sa gentility va se poursuivre dans l'armée, tout au long de la route, à l'auberge d'Upton, au cours des conversations entre Lady Bellaston et Sophia à Londres. Sophia elle-même ne prend Tom comme époux et surtout comme amant qu'une fois assurée la conventionnelle sanction sociale.
La cohorte des serviteurs n'échappe pas à cette tension entre les formes traditionnelles de représentation et les réalités sociales modernes. Certes, à plusieurs reprises, Fielding cède à la mode en raillant les bas étages, comme lors de l'homérique échauffourée pseudo-héroïque qui oppose Molly à la foule après le service dominical, mais il prend soin de noter que la bataille éclate parce que Molly porte une « robe de dame », procurée par Tom, prouvant ainsi que « les grands de ce monde se trompent s'ils s'imaginent avoir le monopole de l'ambition et de la vanité »,. Partridge, Jenny Jones, Black George, chacun à sa manière, présentent un problème d'identité sociale : le premier ne veut surtout pas passer pour un serviteur, la deuxième parle mieux le latin que son ancien maître, et le dernier, qui sert successivement les deux squires, est plus que leur simple sujet, puisqu'il a la responsabilité légale de faire respecter l'État en tant que garde-chasse, y compris la « loi noire » de 1722, si détestée,.
Quant à Fielding lui-même, qui étale son savoir de gentleman, il est le premier à écrire que ceux qui « s'engagent dans le méchant commerce de l'écriture disposent rarement des avantages de la naissance ou de la fortune »,, ces auteurs ne donnant à voir qu'une parodie absurde du comportement des belles gens, pour la simple raison qu'« ils n'en connaissent rien »,. Or, cet auteur si particulier qui a adopté le « commerce d'écrire », et également gagné sa place parmi les rangs de la classe supérieure, jouit dans son roman d'un statut social assez nébuleux : ses allusions érudites, son ton patricien sont comme un habillage d'antan aux prises avec l'humour grossier, les parties de poings, les femmes de petite vertu, les auberges sordides qui jalonnent l'action et en constituent le décor. Le lecteur n'est pas insensible au paradoxe de cette dignité patricienne se délectant de la sortie de Squire Western « Ah! vous en revenez à votre politique ? eh bien, apprenez que je m'en soucie comme d'un p..t, et il accompagne ce mot du geste le plus expressif et le mieux adapté à la situation »,. Dans ce passage comme dans beaucoup d'autres, se donne à voir son côté vulgum pecus de Fielding qui s'amuse tout autant du pet de Western que de la grimace de sa sœur Bridget.

#### Les problèmes de jugement moral

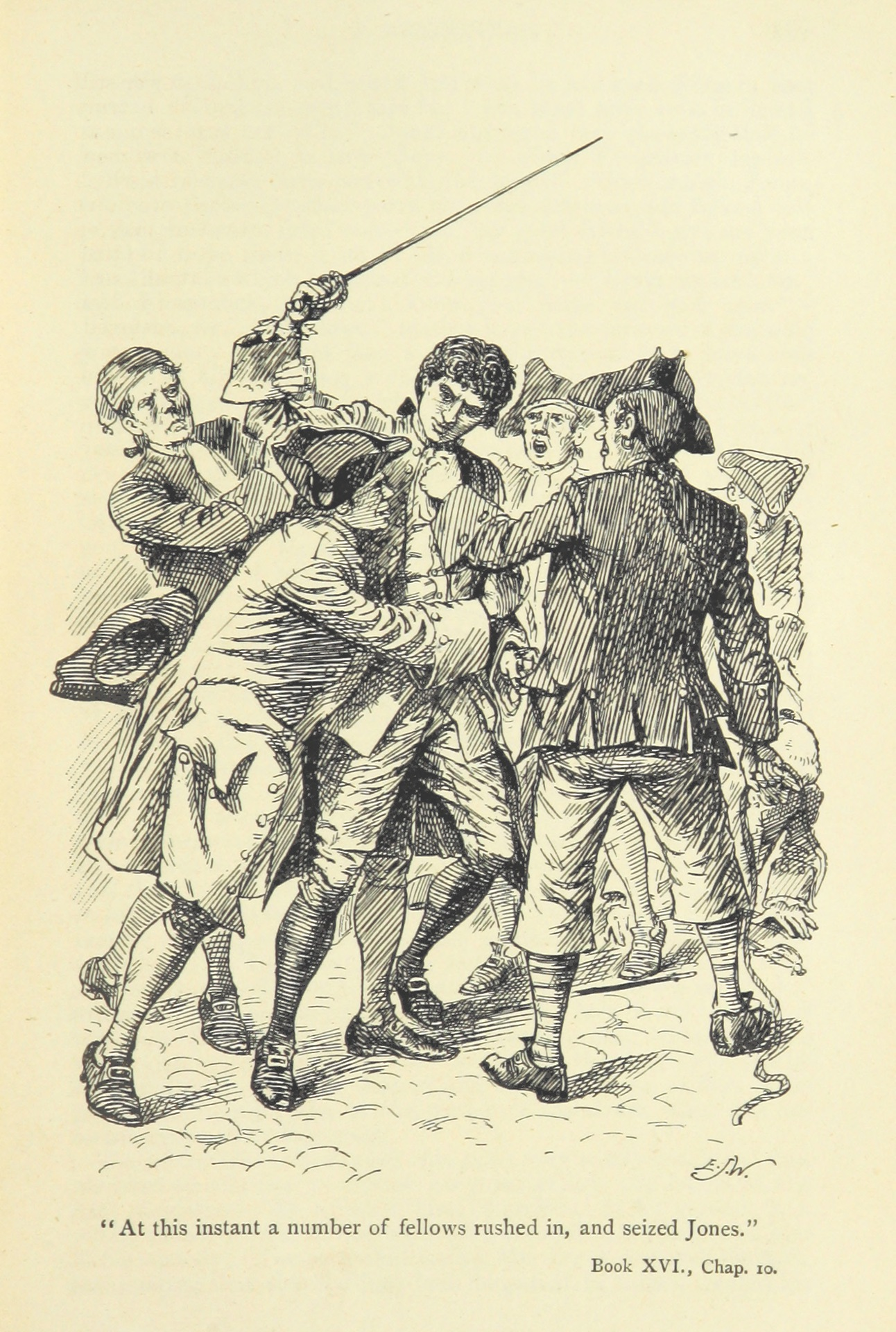
Tom saisi par des soldats, par George Henry Townsend, 1895 (XVI, x).

Les difficultés de définition sociale sont inséparables des problèmes de jugement moral qui font la substance même du roman. Cependant, chacun des préceptes avancés ne peut se lire sans tenir compte de l'ironie diffusée dans le moindre recoin. Les personnages empreints de sérieux, Allworthy, Square, Thwackum, Tom lui-même en certaines occasions, ne restent jamais longtemps hors du champ ironique du narrateur, et la notion de prudence, en particulier, notoirement décrite comme la vertu cardinale de Fielding, s'est vue, depuis les années 1970, parfois remise en question,.
Que Fielding ait prôné la prudence comme vertu essentielle est un fait, Tom lui-même ne trouvant la quiétude qu'après avoir vaincu son impétuosité. L'excès de prudence, cependant, incite à l'erreur, comme en témoignent les jugements erronés de squire Allworthy, et ce sont l'audace et la rébellion qui permettent aux jeunes héros de surmonter les obstacles sociaux et leur assurent la victoire du sentiment sur le préjugé, de l'honnêteté sur la malveillance. La prudence représente donc la norme superficielle de la coutume sociale à laquelle s'oppose la nature humaine. Aussi les protestations de prudence proférées par Fielding ne sont-elles pas toujours à prendre à la lettre. Les personnages les plus prudents sont aussi les plus méprisables, le comble culminant en Blifil, dont la circonspection naturelle est au service de l'hypocrisie. D'ailleurs, les actes de bonté dont Tom parsème son itinéraire font fi de la prudence et sa bonté se manifeste par des transgressions au-delà de ce qui est permis ou correct ; il en est de même de Sophia, cette allégorie vivante de la sagesse, dont l'acte libérateur est en fait une rupture totale avec son milieu.
En définitive, la prudence n'est ni la « maxime absolue » (constant maxim) évoquée au livre II, chapitre vii, ni un simple « travestissement » : Fielding montre bien que le monde n'est pas idéal, qu'agir et juger relèvent d'une appréciation ponctuelle, et non de la lecture d'un dogme immuable. Cette exigence s'applique à tous, y compris au lecteur, à qui sont exposés les paramètres de l'immédiat. Sans doute l'incertitude du hasard justifie-t-elle son propre regard ironique, répondant à celui, narquois, amusé ou crispant, du narrateur.

### Amelia

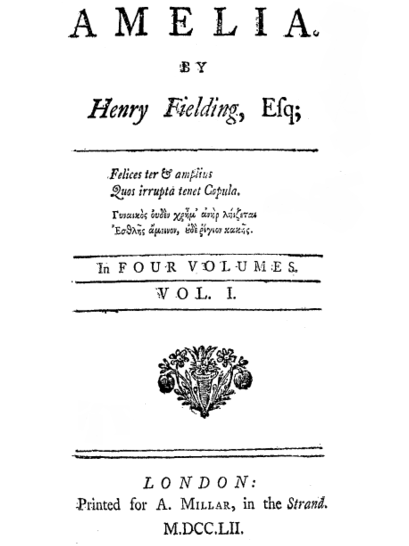
Édition de 1752.

Lorsque, en décembre 1751, Amelia a été publié, Fielding avait atteint l'apogée de sa renommée, tant comme magistrat de Bow Street que comme romancier. Son seul rival en gloire était Richardson dont Clarissa connaissait déjà quatre éditions officielles, sans compter les piratages, avec 10 000 exemplaires vendus.

#### Un terrain risqué
Ce nouveau roman de Fielding,, commencé à l'automne 1749, était avidement attendu, et les auteurs ou critiques s'écrivaient pour se transmettre des nouvelles sur l'avancement du manuscrit. Le 2 décembre 1751, l'éditeur de Fielding, Andrew Millar, plaça une annonce concernant Amelia dans The General Advertiser. Millar avait mis sous presse 5 000 exemplaires, soit 1 500 de plus que lors de la première parution de Tom Jones. Bientôt, 3 000 nouveaux exemplaires furent ajoutés, mais cette initiative s'avéra vite superflue et dut être abandonnée : les 5 000 exemplaires initiaux s'épuisaient moins vite que prévu, au point qu'il restait des invendus en 1759. En Allemagne, le roman se vendit mieux ; les Hollandais en firent une traduction dès 1752, mais en France, il fallut attendre 1762 pour que l'œuvre fût connue. Richardson, qui se vantait de n'avoir lu que le premier des quatre volumes, déclara dès février 1752 qu'Amelia « était aussi mort que s'il avait été publié quarante ans plus tôt »,,,.
Les jeunes héroïnes souffrantes de Richardson, Pamela et Clarissa, avaient déjà conquis l'imagination et le cœur du public ; le premier roman de Fielding, Shamela, se consacrait lui aussi à l'histoire d'une femme, mais aux dépens du créateur des deux premières. Or cette nouvelle protagoniste éponyme, admirable personnage pétri de vertu, s'avançait sur le territoire même que Fielding avait raillé sans retenue, vraisemblablement modelée sur sa bien-aimée épouse Charlotte Craddock, décédée en novembre 1744, alors que le héros, le capitaine Booth, mari tout dévoué en dépit de ses frasques premières, ressemblait fort à Fielding, mâtiné de quelques touches appartenant à son père Edmund, lui aussi rude luron. La comparaison était osée et les premiers critiques trouvèrent beaucoup à redire au roman. Le premier et grand reproche qui lui fut adressé et qui persista bien au-delà de son temps, concernait le fait que l'héroïne n'avait plus de nez, l'ayant perdu dans un accident de chaise : à la prison de Newgate où il est incarcéré, le capitaine Booth raconte à sa compagne d'une semaine, Miss Matthews, comment ce « délicieux petit nez fut réduit en miettes »,, et aussi comment, un mois plus tard, la dame retirant son masque et lui révélant son visage mutilé, il s'est écrié : « De toute mon âme, Madame, vous ne m'êtes jamais apparue aussi belle qu'en cet instant »,.
Ce nez n'est pas anecdotique : il donne l'occasion aux personnages, particulièrement aux jeunes femmes, de faire assaut d'esprit, et à Fielding d'imiter parfois les poètes satiriques avec des phrases bien scandées, scindées en rythme ternaire : « De nez, elle n'avait ; car Vénus, envieuse sans doute de ses anciens charmes, en avait emporté la partie cartilagineuse ; et quelque demoiselle terrestre, peut-être prise de la même envie, avait mis l'os de niveau avec le reste de son visage »,,. Mais la liste est longue des critiques ou auteurs récusant le livre pour l'absence de ce nez, John Hill en janvier 1752, Bonnell Thornton quelques jours plus tard, même Tobias Smollett en un pamphlet anonyme où Fielding est décrit à califourchon sur un âne en route vers un rendez-vous de petite vertu avec une dame ayant perdu son appendice nasal dans l'exercice de sa profession, le tout serti d'un jeu de mots sur l'adwhorable Amelia,. Seul Samuel Johnson, tout en regrettant que son nez n'ait pas été réparé, trouve l'héroïne des plus plaisantes.
Fielding répond aussitôt, insérant des paragraphes ironiques dans The Covent-Garden Journal, prétendant, par exemple, que l'auteur a oublié que la chirurgie avait réparé l'outrage, effectuant en somme un repli stratégique. La raillerie quasi générale s'estompe enfin, mais Sterne, sans doute se rappelant Amelia, reprend en 1760-1767 le thème de l'appendice nasal dans son Tristram Shandy, avec d'interminables variations à connotations sexuelles.

#### Un roman expérimental à ancrage ironiquement classique
« Le plus audacieux coup d'essai jamais entrepris dans ce genre d'écriture »,,, commente un contemporain, ajoutant qu'en racontant la vie conjugale de l'héroïne, Fielding « [la] mène très exactement là où tous ceux qui l'ont précédé ont laissé tomber leurs personnages principaux »,.

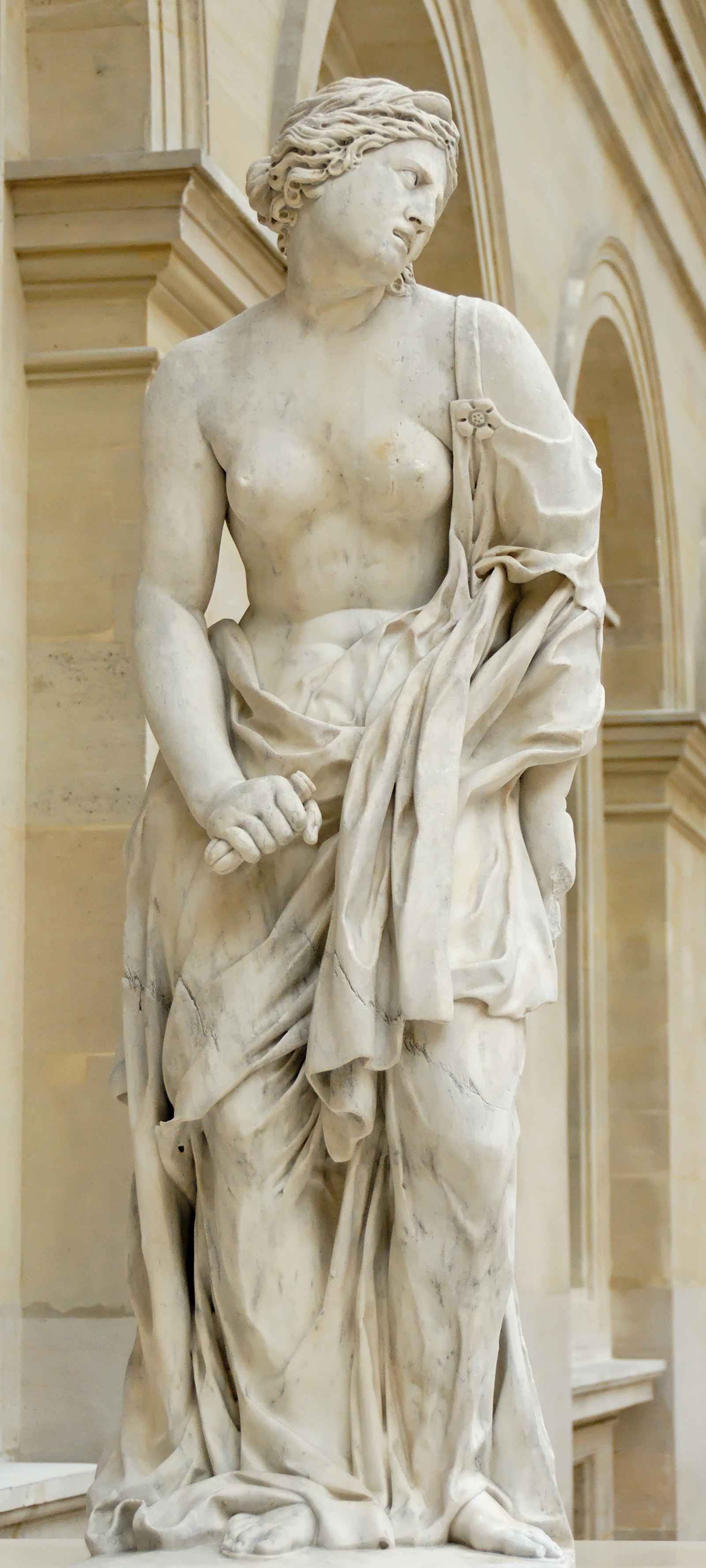
Didon, marbre de Christophe Cochet, Musée du Louvre.

Si dans Tom Jones par exemple, l'aventure amoureuse est traitée en deçà du mariage, avec des épisodes précis jalonnant la cour faite à Sophia par Tom, ici en effet il s'agit d'un roman domestique, prenant les choses in medias res alors que l'union est déjà consommée. Le romantisme de la vertu cède le pas à la routine de la vie conjugale d'un jeune couple de 1733 en proie aux difficultés surtout créées par un milieu hostile. C'est contre la volonté de sa mère, une riche veuve, que la douce Amelia Harris a épousé le beau capitaine William (Billy) Booth ; les jeunes mariés se sont enfuis à Londres où ils vivotent au jour le jour, mais bientôt William est injustement incarcéré à Newgate où il rencontre le jour même de son arrivée une vieille connaissance de sa ville natale, Miss Matthews, accusée d'avoir tué son amant infidèle ; les deux prisonniers se laissent bientôt aller à une relation amoureuse, mais la victime assassinée revient à la vie et Miss Matthews, libérée au bout d'une semaine sur caution d'un admirateur, agit en sorte que William recouvre lui aussi la liberté. Amelia lui pardonne aussitôt sa transgression et le couple se réfugie dans l'atmosphère idyllique de la campagne où, très vite, viendront les assaillir d'autres soucis. Tous les ingrédients du pathos semblent réunis, mais Fielding introduit une double composante, elle-même lestée d'ironie, l'angélisme associé au sublime : l'angélisme est surtout celui de l'épouse qui ne se pose pas trop de questions, adore son époux, le trouve beau, admire ses larges épaules, apprécie son agréable caractère ; le sublime provient de l'ancrage de l'histoire dans la tradition épique de l'antiquité classique.

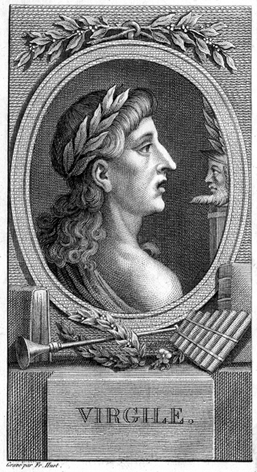
Portrait présumé de Virgile. Gravure de F. Huot dans l'édition des Œuvres de Virgile par l'abbé Des Fontaines, Paris, Billois, 1802.

Comme Tom Jones, Amelia affiche une épigraphe d'Horace sur la page de titre de chaque volume, bientôt suivie, contrairement au précédent roman, d'une citation en grec ancien de Iambes de Sémonide d'Amorgos, indication, selon Peter Sabor, que Fielding entend signifier au lecteur que la lecture ne sera pas de tout repos, et très vite suivent des extraits du In Rufinum de Claudien. Dans The Covent-Garden Journal, Fielding explique qu'il a scrupuleusement suivi les règles de l'épopée selon Homère et Virgile, et que le « lecteur érudit reconnaîtra que le second a été le noble modèle dont je me suis servi en cette occasion »,,.
De fait, à l'instar de l'Énéide, Amelia commence par un exordium situé en la Prison de Newgate ; de plus, le roman comprend douze livres répondant au schéma virgilien : Booth raconte l'histoire de sa vie à Miss Matthews tel Énée narrant la sienne à la reine Didon ; la semaine d'amours illicites des deux prisonniers rappelle par son décor celle des deux héros antiques dans une grotte de Carthage, écho rendu encore plus explicite par une citation de l'Énéide ; Booth s'échappe de ces étreintes et, comme Enée que Mercure rappelle à ses devoirs au nom de Jupiter et qui craint la furie désespérée de sa Didon londonienne, il s'éloigne avec la peur chevillée au corps. À chaque épisode, quelques bribes de vers latins le plus souvent non traduits car le lecteur est censé avoir des lettres, parfois parodiés de burlesque façon, par exemple dans la bouche douteuse d'un huissier : bolus an virtus, quis in a Hostess requirit, écho du célèbre Bolus an Virtus quis in hoste requirat (« Ruse ou valeur, qu'importe envers l'ennemi ? »). Peter Sabor signale aussi que Mrs Bennett, la savante de ce roman, entretient une affection particulière pour Virgile et en particulier pour son épopée.

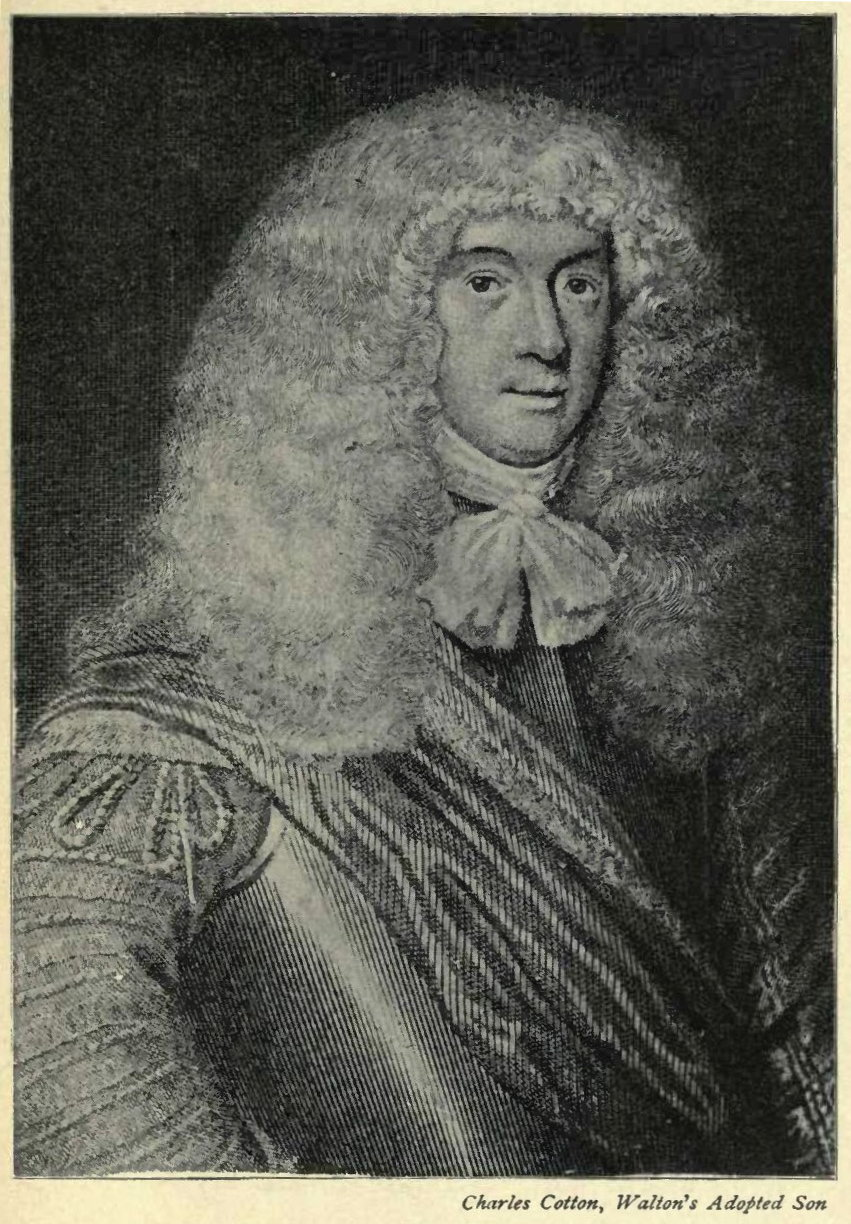
Charles Cotton, auteur de Virgile travesti.

Ces parallèles virgiliens, commente Ronald Paulson, prétendent conférer une plus-value de dignité à un roman dont l'intrigue principale, fort banale en soi, se déroule au sein d'une société et d'une nation délitées et cruelles. Richardson trouvait l'action low, soit de bas étage, toute de disputes, grincements, cris, prisons et maisons pour débiteurs, et la référence épique lui paraissait tout droit sortie du Virgile travesti de Charles Cotton où « les femmes sont sans intérêt et les hommes des voyous »,.
De fait, bien des personnages du roman restent terre-à-terre : Bonnell Thornton note dès 1752 que le tableau de famille se limite à Amelia, à l'appétit bien trempé, en train de manger un welsh, tandis que les enfants mordent dans des tartines de pain beurré saupoudré de sucre brun et que Mrs Bennett, encline au sherry brandy, ronfle devant la cheminée, ce qui fait dire à Claude Rawson qu'« Amelia présente la même médiocrité (meanness) que Fielding avait raillée chez Richardson avec Shamela »,. De plus, le monde d' Amelia, sombre et potentiellement tragique, se rapproche assez de celui de Defoe dans Lady Roxana ou l'Heureuse Catin ou de celui de Samuel Richardson dans Clarissa, monde d'iniquité où quelques personnes exercent un pouvoir virtuellement sans contrôle.
Les pressions qui assaillent le couple ne sont pas uniquement externes : William est vaniteux et irresponsable, et quelles que soient les injustices d'une société ne tolérant qu'on n'accède au bien-être que par héritage ou népotisme, il reste comptable de bien des maux qui accablent son mariage.

#### Le symbole de la prison et la noirceur du roman
Comme dans La Petite Dorrit de Charles Dickens, la prison devient l'un des principaux symboles du roman. La prison est bien réelle, mais il en existe d'autres, les logements vétustes où vivent Booth, Amelia et leurs enfants en bordure du tribunal ; la limite de cette bordure que Booth ne franchit pas sous peine d'arrestation immédiate pour dettes ; la prison de son esprit aussi, où le retiennent les fers qu'il a lui-même forgés et où se trouve également confinée sa famille bien-aimée.
Lors de la semaine passée à la Newgate, Billy Booth, dans le récit de sa vie qu'il fait à Miss Mathews n'a de cesse d'entonner les louanges de son épouse ; le lecteur ne peut donc qu'être choqué de le voir aussitôt après rejoindre la couche de son interlocutrice. Comme Tom Jones, à l'évidence, il est sensible aux appâts de la chair et prisonnier de ses pulsions, agissant trop souvent à l'instinct. Quoi qu'il en soit, une fois la liberté recouvrée, plusieurs personnages dont, prisonnier de sa naïveté et de son indulgence, il a vanté les qualités, apparaissent bien différents du portrait qu'il en a fait : les amis de cœur s'avèrent des félons intrigants, les aristocrates bienveillants des prédateurs lubriques dénués de principes, les logeuses affables et les relations serviables des maquereaux prêts à tout pour mettre les braves épouses et en particulier la sienne sur le trottoir ou dans les tavernes louches. De plus, contrairement à ceux de Tom Jones qui, une fois dessinés, ne varient plus, eux restent fluctuants. Même le bon Dr Harrison, vertueux en diable, porte-parole de Fielding le plus souvent, voit ses plumes se hérisser lorsqu'il rencontre une femme dont la culture classique peut rivaliser avec la sienne, ce qui l'incite à se départir de sa légendaire courtoisie.
Cet érudit en jupon est Mrs Bennett, plus tard Mrs Atkinson, dont le récit, enchâssé dans le roman, est terrifiant. Elle y parle de His Lordship (« Sa Seigneurie »), sinistre aristocrate non nommé, qui, sous le prétexte de promouvoir la carrière de son mari la drogue avant de la violer, lui transmettant une maladie vénérienne qu'elle passe à son mari. La scène où ce dernier se jette sur elle et la bat est digne d'un roman de Zola et témoigne de l'assombrissement de la vision artistique de Fielding au cours des deux années le séparant de son joyeux roman de 1749. Cela n'empêchera pas la dame d'accepter, après la mort de son premier époux, une petite annuité de son tortionnaire. Dans un livre à tonalité morale, cette manne aurait été refusée avec mépris, mais Mrs Bennett, sans le sou, n'est que trop heureuse d'être bénéficiaire de la générosité de « Sa Seigneurie ».
Comme dans ses autres romans, Fielding raconte, commente, s'adresse au lecteur, mais l'intrigue semble parfois lui échapper. La précision horlogère de Histoire de Tom Jones, enfant trouvé laisse le pas à des méandres d'action et les événements semblant sans cesse sur le point d'échapper à tout contrôle : le XVIIIe siècle n'aimait pas les fins tragiques, Haendel finissait les oratorios ou drames musicaux consacrés à Saül, Hercule ou Samson sur une envolée d'espoir ; ici aussi la tragédie qui menace se doit d'être évitée, si bien que le dénouement paraît quelque peu en décalage par rapport aux événements qui l'ont précédé : le monde reste vicié, la vision tragique, mais rien n'est résolu et il est à parier que le sort d'Amelia, soumis aux incongruités caractérielles de son mari, ne sera guère éclairci.

#### Les histoires dans l'histoire et le statut de la femme
« Mrs Bennett représente à elle seule les deux pôles d'Amelia, Virgile et le sherry-brandy »,. Avec elle, Booth et Miss Matthews racontent leur vie dans des histoires à caractère autobiographiques enchâssées dans l'intrigue principale. À la différence des récits de ce genre présents dans les romans précédents de Fielding, elles atteignent toutes les trois une longueur exceptionnelle, un quart du roman pour Booth et sa maîtresse d'une semaine, un livre entier pour Mrs Bennett, devenue Mrs Atkinson après son mariage avec le sergent du même nom. L'histoire de Mrs Bennett est d'une rare violence : mère bizarrement tombée dans un puits, antagonisme mortel avec une belle-mère, expulsion du foyer par son père, viol par un lord sans scrupule, amitié se métamorphosant en animosité sans merci, etc., série de méfaits dont elle est, selon elle, la victime innocente, aussi bien dans l'enfance qu'avec ses maris successifs, des histoires de strangulation, d'émasculation, d'aspersion dont elle triomphe par sa culture classique, inculquée par son père, autant que par son tempérament farouche et dominateur.
Car Mrs Bennett-Atkinson prêche pour l'intellect féminin, cite à l'envi Virgile et réclame l'instruction pour toutes les femmes, ce que ses interlocutrices ne contestent pas, même si elles n'osent ouvertement approuver une si nouvelle audace. Seul, le Dr Harrison, l'un des braves du roman, érudit comme elle mais anti-féministe, lui fait front jusqu'à la fin. Où se situe Fielding reste difficile à définir : Mrs Atkinson est un personnage antipathique, virulent, pédant, une femme savante tyrannique et sale. Lui semble rester sur la touche, laisser au lecteur le soin de trancher si, comme l'a exprimé son amie Anne Donnellan, « nous devons supposer qu'un peu de grec et de latin justifie qu'une femme soit une ivrogne et une virago »,,.

#### Le chapitre de conclusion
Comme il l'avait fait dans Tom Jones, Fielding dote Amelia d'un chapitre de conclusion évoquant rapidement ce qu'il advient des personnages après l'action. Dans l'ensemble, les méchants sont punis, comme l'homme de loi ayant fait un faux pour détourner d'Amelia l'héritage de sa mère qui est pendu à Tyburn, ou le noble lord qui avait comploté contre elle et meurt de la syphilis, rongé et pourri jusqu'à la moelle, etc.. Cela dit, si Amelia regorge de petits mystères peu à peu révélés, les faussaires de testament, les usurpateurs d'identité, les voleurs, etc., qui reçoivent la sanction qu'ils méritent, de grands mystères, cependant, restent impénétrables. La section concernant la prison de Newgate, avec le portrait cinglant d'une juge ignare (Thrasher) et celui du chef prédateur du quartier concerné, peuvent inciter à penser que le roman se veut réformiste, mais, en raison de ses glissements narratifs, Amelia peut difficilement passer pour un roman de protestation proto-dickensien.
De même, le recours à un ton de mièvrerie larmoyante semble incongru dans l'œuvre d'un écrivain ayant rejeté le pathos dès son premier livre de fiction. Par exemple, le récit que fait Booth à Miss Matthews de la mort de sa sœur, gorgé d'yeux humides et de soupirs douloureux, ressemble beaucoup à la prose que moquait la jeune Jane Austen dans Amour et Amitié ( Love and Friendship) : un mauvais style richardsonien semble s'être subrepticement fait un chemin jusqu'au cœur de l'écriture. Peter Sabor évoque la possibilité d'une sorte de contamination par le Clarissa de Richardson que Fielding avait énormément apprécié, qui aurait abouti à ces efforts laborieux et artificiels pour toucher le public.

## Place et influence de Henry Fielding dans la littérature
L'Élysée des romanciers, écrit Charles A. Knight, s'est déclaré héritier de Henry Fielding et, en particulier, de Histoire de Tom Jones, enfant trouvé. De son temps, Smollett et Fanny Burney se réclament de son influence, et au siècle suivant, Jane Austen, Walter Scott, puis Thackeray et Dickens, et même Trollope et Meredith font de même.
En dehors des frontières de la Grande-Bretagne, Stendhal en France, Pouchkine et Gogol en Russie, puis les modernistes Brecht, Thomas Mann, Gide et Proust saluent l'œuvre comme un modèle. Au XXe siècle toujours, des romanciers aussi différents qu'Evelyn Waugh, Kingsley Amis, Muriel Spark, Fay Weldon et David Lodge, sans compter P. G. Wodehouse et Tom Sharpe, voire des post-modernistes comme Gombrowicz, Kundera, Rushdie, etc., reconnaissent leur dette envers lui. Tous ces écrivains le font pour différentes raisons, tant est universel l'art de Fielding. Le narrateur, l'ironiste, le maître du comique, le créateur de schémas narratifs prégnants de sens, le moraliste et l'immoraliste, telles sont les facettes de son génie qui, tour à tour, ont influencé les uns ou les autres,.

#### Œuvres de Fielding
- (en) Henry Fielding, The Complete Works of Henry Fielding, New York, Croscup & Sterling co., 1902.
- (en) Henry Fielding, The Correspondence of Henry and Sarah Fielding, Oxford, Oxford University Press, 1993.
- (en) Henry Fielding, Journal of a Voyage to Lisbon, Londres, 1755.
- (en) Henry Fielding, Works, Berkeley, University of California Press, 1970.
- (en) Henry Fielding, Miscellanies, vol. 1, Oxford, Oxford University Press, 1972.
- (en) Henry Fielding et Judith Hawley, Joseph Andrews and Shamela, Londres, Penguin Classics, 1999, 389 p. (ISBN 978-0-14-043386-9), notes et introduction par Judith Hawley.
- (en) Henry Fielding (Battestin et Bowers), The Wesleyan Edition of the Works of Henry Fielding : The History of Tom Jones : A Foundling, Vol. 1, Oxford, Oxford University Press and Wesleyan University Press, 1974 (ISBN 978-0-19-871700-3), « The History of Tom Jones, A Foundling », avec une introduction de Martin C. Battestin.

#### Ouvrages généraux
- (en) Michael Stapleton, The Cambridge Guide to English Literature, Londres, Hamlyn, 1983, 993 p. (ISBN 0-600-33173-3).
- (en) Margaret Drabble et Sir Paul Harvey, The Oxford Companion to English literature, Oxford New York, Oxford University Press, 1985 (1re éd. 5), 1155 p. (ISBN 978-0-19-866130-6).
- (en) Andrew Sanders, The Oxford History of English Literature (Revised Edition), Oxford, Oxford University Press, 1996, 718 p. (ISBN 0-19-871156-5).
- (en) Claude Rawson, The Cambridge Companion to Henry Fielding, Cambridge, Cambridge University Press, 2007, 202 p. (ISBN 978-0-521-67092-0 et 0-521-67092-6).
- (fr) Alain Lautel, Fielding (1707-1754). In : Jean-Claude Polet (ed.) Patrimoine littéraire européen : Les lumières, de l'occident à l'orient 1720-1778, vol. 9, Bruxelles, De Boeck Université, 2000, 600 p. (ISBN 2-8041-3162-9, lire en ligne), p. 230-244
- Louis Gondebeaud, Le roman picaresque anglais de 1650 à 1730, Lille, H. Champion, 1977 (Voir particulièrement p. 5-58).
- (en) Ian Watt, The Rise of the Novel, Londres, Chatto and Windus, 1967, 319 p. (Chapitre VIII, consacré à Fielding).
- (en) Arnold Kettle, An Introduction to the English Novel, vol. 2, Hutchinson, Hutchinson University Library, 1951 (Plus particulièrement, part II, vol. 1, ch. 4).
- Louis Gondebeaud, Le roman picaresque anglais de 1650 à 1730, Lille, H. Champion, 1977 (Voir particulièrement p. 5-58).
- (en) Wayne C. Booth, The Rhetoric of Fiction, Chicago, The University of Chicago Press, 1966, 455 p.
- (en) Dorothy Van Ghent, The English Novel, Form and Function, Harper Trenchbooks, 1953, 276 p. (Voir particulièrement p. 65-81)
- (en) Austin Dobson, Fielding : English Men of Letters Series (Echo Library), Echo Library, 2007, 128 p. (ISBN 978-1-4068-2562-6 et 1-4068-2562-X).
- (en) Lance Bertelsen, Henry Fielding at Work : Magistrate, Businessman, Writer, New York, Palgrave Macmillan, 2000, 232 p. (ISBN 0-312-23336-1).

#### Ouvrages spécifiques

##### Vie de Fielding
- (en) Pat Rogers, Henry Fielding : A Biography, New York, Scribner's, 1979.
- (en) F. Home Dudden, Henry Fielding : his Life, Works and Times, Hamden, Conn., Archon Books, 1966.
- (en) Wilbur Cross, The History of Henry Fielding, New Haven, Yale University Press, 1918.
- (en) Martin Battestin et Ruthe Battestin, Henry Fielding : a Life, Londres, Routledge, 1993.
- (en) James Harris, Clive D. Probin, The Sociable Humanist: The LIfe and Works of James Harris (1709-1780), Oxford, Oxford Clarendon Press, 1991, « An Essay on the Life and Genius of Henry Fielding, Esq. ».
- (en) Arthur Murphy, The Works of Henry Fielding, Esq., vol. 4, Londres, 1762, « Essay on the LIfe and Genius of Henry Fielding, Esq. ».
- (en) Hamilton Macallister, Fielding, Londres, Evans, coll. « Literature i, perspective », 1967, 140 p. (Voir particulièrement chapitres VII et VIII)
- (en) G. J. Raussen, Henry Fielding, Londres, Routledge and Kegan Paul, coll. « Profiles in Literature », 1968, 162 p.
- (en) Harold Pagliaro, Henry Fielding : A Literary Life, New York, St Martin's Press, 1998.
- (en) Ronald Paulson, The Life of Henry Fielding : A Critical Biography, Malden, Blackwell Publishing, 2000.
- (en) Linda Bree, The Cambridge Companion to Henry Fielding, Cambridge, Cambridge University Press, 2007, 202 p. (ISBN 978-0-521-67092-0 et 0-521-67092-6), « Henry Fielding's Life », éd. Claude Rawson, p. 3-16.
- (en) Canning's Magazine : or, A review of the whole evidence for, or against E. Canning, and M. Squires, 1753 (lire en ligne)
- (en) Martin C. Battestin et Ruthe R. Battestin, Henry Fielding : A Life, Routledge, 1993 (ISBN 0-415-09715-0, présentation en ligne)
- (en) Lance Bertelsen, Henry Fielding at Work : Magistrate, businessman, writer, Basingstoke (GB), Palgrave Macmillan, 2000, 232 p. (ISBN 0-312-23336-1, présentation en ligne)
- (en) Douglas Hay et Mike Fitzgerald (dir.), Crime and Society, Routledge, 1980 (ISBN 0-203-47878-9, présentation en ligne), « Part 1: History »
- (en) Andrew Lang, Historical Mysteries, Londres, Smith, Elder & Co, 1905 (lire en ligne)
- (en) Judith Moore, The Appearance of Truth : The Story of Elizabeth Canning and Eighteenth-Century Narrative, New Jersey, Associated University Presses Inc, 1994, 278 p. (ISBN 0-87413-494-3, lire en ligne)
- (en) John Paget, Judicial Puzzles, Gathered From the State Trials, San Francisco, Sumner Whitney & Co., 1876 (lire en ligne)
- (en) Allan Ramsay, The Investigator : Containing the following tracts : I. On ridicule. II. On Elizabeth Canning. III. On naturalization. IV. On taste, A Millar in the Strand, 1762 (lire en ligne)
- (en) Kristina Straub, Domestic affairs : intimacy, eroticism, and violence between servants and masters in eighteenth-century Britain, Baltimore (Md.), Johns Hopkins University Press, 2009, 223 p. (ISBN 978-0-8018-9049-9 et 0-8018-9049-7, présentation en ligne)
- (en) John Treherne, The Elizabeth Canning Enigma, Londres, Jonathan Cape, 1989, 164 p. (ISBN 0-224-02630-5)
- (en) Barrett Rich Wellington, The Mystery of Elizabeth Canning as Found in the Testimony of the Old Bailey Trials and Other Records, J. R. Peck, 1940 (présentation en ligne)

##### Le théâtre de Fielding
Recueils des œuvres scéniques
- (en) Henry Fielding, The Author's Farce, Londres, Edward Arnold, 1967.
- (en) Henry Fielding, Plays, vol. 1 (1728–1731), Oxford, Clarendon Press, 2004.

Ouvrages généraux
- (en) John Genest, Some Account of the English Stage, from the Restoration in 1660 to 1830, vol. 3, Bath, 1832.
- (en) Allardyce Nicoll, A History of English Drama, 1660–1900, vol. 2, Cambridge, Cambridge University Press,, 1952.
- (en) Arthur Scouten, The London Stage 1660–1800, Carbondale, Southern Illinois University Press, 1961.
- (en) R. Paulson (éditeur), A Collection of Critical Essays, New Jersey, Prentice Hall, coll. « Twentieth Century Views », 1962, 185 p., « Fielding ».
- (en) John Loftis, The Politics of Drama in Augustan England, Oxford, Clarendon, 1963.
- (en) Frederick Bateson, English Comic Drama 1700–1750, New York, Russell & Russel, 1963.
- (en) R. Paulson (éditeur), The Critical Heritage, Londres, Routledge and Kegan Paul, 1969, 453 p., « Henry Fielding ».
- (en) George Speaight, The History of the English Puppet Theatre, Carbondale, Southern Illinois University Press, 1990, 366 p. (ISBN 978-0809316069)

Ouvrages spécifiques
- (en) James Theodore Hillhouse, The Tragedy of Tragedies; or, The Life and Death of Tom Thumb the Great, New Haven, Yale University Press, 1918.
- (en) Banerji, H. K., Henry Fielding : Playwright, Journalist and Master of the Art of Fiction, Oxford, Oxford University Press, 1929.
- (en) Edgar Roberts, Huntington Library Quarterly, 1963, chap. 27 (« Fielding's Ballad Opera, The Lottery and the English State Lottery of 1731 »), p. 39–52.
- (en) George Bernard Shaw, Complete Plays with Prefaces, vol. 3, New York, Dodd, Mead, 1963.
- (en) Charles Woods, The Author's Farce, Lincoln, University of Nebraska Press, 1966, « Introduction ».
- (en) Edgar Roberts, Philological Quarterly, 1966, chap. 45 (« Mr. Seedo's London Career and His Work with Henry Fielding »), p. 179–190.
- (en) Hamilton Macallister, Fielding, Londres, Evans, coll. « Literature i, perspective », 1967, 140 p. (Voir particulièrement chapitres VII et VIII)
- (en) G. J. Raussen, Henry Fielding, Londres, Routledge and Kegan Paul, coll. « Profiles in Literature », 1968, 162 p.
- (en) Edgar Roberts, The Eighteenth-Century English Stage, éd. Kenneth Richards and Peter Thomason, Londres, 1972, « The Songs and Tunes in Henry Fielding's Ballad Operas », p. 29–49.
- (en) Bertrand Goldgar, Walpole and the Wits, Lincoln, University of Nebraska Press, 1976.
- (en) Robert D. Hume, The Golden & the Brazen World: Papers in Literature and History, 1650–1800, Berkeley, University of California Press, 1985, « Henry Fielding and Politics at the Little Haymarket, 1728–1737 ».
- (en) Robert D. Hume, Henry Fielding and the London Theatre, 1728-1737, Oxford, Clarendon Press, 1988.
- (en) Albert Rivero, The Plays of Henry Fielding : A Critical Study of His Dramatic Career, Charlottesville, University Press of Virginia, 1989, 170 p. (ISBN 0-8139-1228-8 et 978-0813912288, lire en ligne)
- (en) James Harris, Clive D. Probin, The Sociable Humanist: The LIfe and Works of James Harris (1709-1780), Oxford, Oxford Clarendon Press, 1991, « An Essay on the Life and Genius of Henry Fielding, Esq. ».
- (en) Jill Campbell, Natural Masques : Gender and Identity in Fielding's Plays and Novels, Stanford, Stanford University Press, 1995.
- (en) Tiffany Potter, Honest Sins : Georgian Libertinism & the Plays & Novels of Henry Fielding, Londres, McGill-Queen's University Press, 1999.

Autres aspects
- (en) G. J. Raussen, Henry Fielding, Londres, Routledge and Kegan Paul, coll. « Profiles in Literature », 1968, 162 p.
- (en) Henry Fielding, Political Writer, Waterloo, Ontario, Wilfrid Laurier University Press, 1984.
- (en) John Richetti, Felicity Nussbaum (édition) et Laura Brown (édition), The New English Century : Theory, Politics, English Literature, Londres, Routledge, 1987, « Representing the Underclass: Servants and Proletarians in Fielding and Smollett ».
- (en) Bertrand Goldgar, « Fielding and the Whores of London », Philological Quarterly, vol. 64,‎ 1985, p. 265–273.

##### Carrière journalistique de Fielding
- (en) Thomas Raymond Cleary, Henry Fielding, political writer, Waterloo, Canada, Wilfrid Laurier University Press, 1984, 347 p. (ISBN 0-88920-131-5)
- (en) Michael Harris, London Newspapers in the Age of Walpole, Londres et Toronto, Associated University Presses, 1987.
- (en) Henry Fielding, The Covent Garden Journal, New Haven, Yale University Press, 1915 (OCLC 61604460).
- (en) Henry Fielding, The Covent-Garden Journal and A Plan of the Universal Register-Office, Oxford, Clarendon Press, coll. « The Wesleyan Edition of the Works of Henry Fielding, éd. Bertrand Goldgar », 15 décembre 1988, 580 p. (ISBN 978-0-19-818509-3)
- (en) Michael Harris, Telling People What to Think, Londres, Frank Cass, 1993, « Literature and Commerce in Eighteenth Century London: The Making of the Champion ».
- (en) Lance Bertelsen, Christopher Smart and the Enlightenment, New York, NY, St. Martin's, 1999, 135–152 p. (ISBN 0-312-21369-7), « Neutral Nonsense, neither False nor True: Christopher Smart and the Paper War(s) of 1752–53 ».
- (en) Bertrand A. Goldgar, The Cambridge Companion to Henry Fielding, Cambridge, Cambridge University Press, 2007, 2002 p. (ISBN 978-0-521-67092-0 et 0-521-67092-6), « Fielding's Periodical Journalism », p. 109-121.

##### Aspects littéraires de l'œuvre de fiction
- (en) G. J. Raussen, Henry Fielding, Londres, Routledge and Kegan Paul, coll. « Profiles in Literature », 1968, 162 p.
- (fr) Christian Pons et Jean Dulck, Samuel Richardson (Pamela) et Henry Fielding (Joseph Andrews), Paris, Colin, coll. « U2 », 1970, 261 p.
- (en) J. Paul Hunter, Occasional Form : Henry Fielding and the Chains of Circumstance, Baltimore, Johns Hopkins University Press, 1975.
- (en) Thomas Cleary, Henry Fielding, Political Writer, Waterloo, Ontario, Wilfrid Laurier University Press, 1984.
- (en) Bertrand Goldgar, « Fielding and the Whores of London », Philological Quarterly, vol. 64,‎ 1985, p. 265–273.
- (en) John Richetti, Felicity Nussbaum (édition) et Laura Brown (édition), The New English Century : Theory, Politics, English Literature, Londres, Routledge, 1987, « Representing the Underclass: Servants and Proletarians in Fielding and Smollett ».
- (en) Martin Battestin, Studies in Bibliography, 1989, chap. 42 (« Dating Fielding's Letters to Lady Mary Wortley Montagu »).
- (en) Angela J. Smallwood, Fielding and the Woman Question, New York, St. Martins, 1989.
- (en) John Richetti, Eighteenth Century Fiction, vol. 2, Londres, 1990, « The Old Order and the New Novel of the Mid-Eighteenth Century Fiction: Narrative Authority in Fielding and Smollett », p. 99-126.
- (en) Patricia Meyer Spacks, Desire and Truth : Functions of the Plot In Eighteenth-Century English Novels, Chicago, University of Chicago Press, 1990.
- (en) Judith Moore, The Appearance of Truth : The Story of Elizabeth Canning and Eighteenth-Century Narrative, New Jersey, Associated University Presses Inc., 1994, 278 p. (ISBN 0-87413-494-3, lire en ligne)
- (en) Claude Rawson et Thomas Lockwood, The Cambridge Companion to Henry Fielding, Cambridge, Cambridge University Press, 2007, 222 p. (ISBN 978-0-521-67092-0 et 0-521-67092-6), « Shamela ».

##### Recueils d'essais et d'articles
- (en) R. Paulson (éditeur), The Critical Heritage, Londres, Routledge and Kegan Paul, 1969, 453 p., « Henry Fielding ».
- (en) R. Paulson (éditeur), A Collection of Critical Essays, New Jersey, Prentice Hall, coll. « Twentieth Century Views », 1962, 185 p., « Fielding ».
- (en) I. Williams (éditeur), The Criticism of Henry Fielding, Londres, Routledge and Kegan Paul, 1970, 377 p. (recueil d'essais par Fielding sur son art).
- (en) Louis Gondebeaud et Robert Ferrieux, Tom Jones, Pau et Perpignan, Université de Pau et des pays de l'Adour et Université de Perpignan Via Domitia, coll. « Cours de CAPES et d'Agrégation d'anglais », 1981, 104 p.

### Citations originales de Fielding
1. ↑  « one from whom I draw all the solid comfort of my life ».
2. ↑  « lying, flattering, dissembling, promising, deceiving and undermining ».
3. ↑  « hack-writers of Grub Street ».
4. ↑  « Are none but the bastards of our great-ones to have the benefit of it? ».
5. ↑  « neither inclination nor leisure to carry on any longer ».
6. ↑  « Nor do I indeed the good Purposes served by inserting Characters of such angelic Perfection […] in any Work of Invention: Since […] the mind of man is more likely to be overwhelmed with Sorrow and Shame […] [and] may reasonably despair of ever arriving at ».
7. ↑  « And all the young Critics of the Age, the Clerks, Apprentices, etc. called it Low, and fell a Groaning ».
8. ↑  « It would be hard indeed that a Woman who marries a Man only for his Money should be debarred from spending it ».
9. ↑  « Oh, forsooth, says I, as pertly as I could. Why how now Saucy Chops, Boldface, says he –Mighty prerty words, says I, pert again. – Yes, says he, you are a d......d, impudent, stinking, cursed, confounded Jade, and I have a great Mind to kick your A––, You, Kiss, says I. A-gad, says he, and so I will; with that he caught me in his Arms till he made my Face all over Fire ».
10. ↑  « Why don't you do it? ».
11. ↑  « Hussy, says he, don't provoke me, - don't provoke me, says I! ».
12. ↑  « Kind of Writing, which I do not rememeber to have seen hitherto attempted in our Language ».
13. ↑  « The Ridiculous only […] falls within my Province in the present Work ».
14. ↑  « I shall leave to my good-natur'd Reader to apply my Piece to my Observations ».
15. ↑  « reward so great and sweet, that I apprehend Joseph neither envied the noblest Duke, nor Fanny the finest Duchess that night ».
16. ↑  « a young Captain of Dragoons ».
17. ↑  « as if a colour film had suddenly changed to monochrome, or the charaters had started talking in Italian ».
18. ↑  « as fine a Strawberry as ever grew in a Garden ».
19. ↑  « The Joseph made a Speech on Charity, which the Reader, if he is so disposed, may see in the next chapter; for we scorn to betray him into any such Reading, without firt giving him Warning ».
20. ↑  « Indeed, I have often been assured by them, that they spent these Hours in a most delightful Conversation; but as I never could prevail on either to relate it, so I cannot communicate it to the Reader ».
21. ↑  « my narrative is rather of such actions which he might have performed, or would, or should have performed than what he really did ».
22. ↑  « We have already perhaps detained our reader too long […] from the consideration of our hero ».
23. ↑  « Pride, Ostentation, Insolence, Cruelty, and every kind of Villany, are often construed into True Greatness of Mind ».
24. ↑  « All Ranks and Degrees of Men ».
25. ↑  « In the full blaze of his Majesty, up rose the Sun; than which one Object alone in this lower Creation could be more glorious, and that Mr Allworthy himself presented; a human being replete with Benevolence, meditation in what manner he might render himself most acceptable to his Creator, by doing most good to his Creatures ».
26. ↑  « the great are deceived if they imagine they have appropriated Ambition and Vanity to themselves ».
27. ↑  « take upon themselves the vad Trade of Writing seldom have the advantages of Birth and Fortune ».
28. ↑  « know nothing of it ».
29. ↑  « as for those I despise them as much as I do a F..t. Which last Word, he accompanied and graced with the very Action, which, of all others, was most proper to it ».
30. ↑  « her lovely Nose was beat all to pieces ».
31. ↑  « Upon my Soul, Madam, you never appeared to me as lovely as at this Instant ».
32. ↑  « Nose she had none; for Venus, envious perhaps at her former Charms, had carried off the gristly Part; and some earthly Damsel, perhaps from the same Envy, has levelled the Bone with the rest of her Face ».
33. ↑  « takes up his heroine at the very point at which all his predecessors have dropped their capital personages ».
34. ↑  « learned Reader will see, that the latter was the noble model which I made use of on this Occasion ».

### Citations originales des commentateurs
1. ↑  « Genius was acute, lively, docile, capable equally both of the serious and the ridiculous; his passions vehement & easily passing into excess; his person strong, large, and capable of great fatigues; his face not handsome, but with an eye peculiarly penetrating, & which during the sallies of wit and anger never failed to distinguish it self. »
2. ↑  « made for enjoyment ».
3. ↑  « launched wildly into a career of dissipation ».
4. ↑  « scenes of fancy and allegoric humour, pictures of human Life Extravagance and Nature, ye highest humour imaginable occasionally interspersed with a large mixture of bitter sarcasm and personal satire, respecting ye leading Persons and Measures of the times ».
5. ↑  « set fire to his stage, by writing up to an an Act of parliament to demolish it ».
6. ↑  « trust the text over the teller ».
7. ↑  « So much for this Matter ».
8. ↑  « a kind of viral infection of the prior text which reads Pamela's character in a more negative light but also tries to produce a valid combination of new issues with classic form ».
9. ↑  « whose lavish use of bribes and patronage, and whose engineering of plots and cabals, rendered him the epitome of political corruption in the period ».
10. ↑  « one of the best in our literature ».
11. ↑  « "Oh, Edwin dear! Here's Tom Jones. Papa told me I wasn't to read it till I was married! The day has come ... at last! Buy it for me, Edwin dear" ».
12. ↑  « is in danger of being thought an easy read ».
13. ↑  « who exposed humanity's hidden springs and wheels ».
14. ↑  « Tom Jones has again seemed as outmoded as a Palladian façade or manicured lawn ».
15. ↑  « Fielding holds fast to the patriarchal privileges[…] of a feudal age that was passing even as he wrote ».
16. ↑  « promiscuous intercourse with persons of all ranks ».
17. ↑  « as dead as if it had been published forty years ago ».
18. ↑  « the boldest stroke that has yet been attempted in this species of writing ».
19. ↑  « women are drabs and men scoundrels ».
20. ↑  « precisely the kind of richarsonian meanness as Fielding had derided through Shamela ».
21. ↑  « The two poles of Amelia, Virgil and sherry brandy, meet in the person of Mrs Bennett ».
22. ↑  « must we suppose that if a woman knows a little Greek and latin she must be a drunkard, and a virago ».